# Polska
Polska, Rzeczpospolita Polska (RP) – państwo unitarne w Europie Środkowej, położone między Morzem Bałtyckim na północy a Sudetami i Karpatami na południu, w przeważającej części w dorzeczu Wisły i Odry. Od północy Polska graniczy z Rosją (z jej obwodem królewieckim) i Litwą, od wschodu z Białorusią i Ukrainą, od południa ze Słowacją i Czechami, od zachodu z Niemcami. Większość północnej granicy Polski wyznacza wybrzeże Morza Bałtyckiego. Polska Wyłączna Strefa Ekonomiczna na Bałtyku graniczy ze strefami Danii i Szwecji. Granice z Ukrainą, Białorusią i Rosją stanowią równocześnie granicę zewnętrzną NATO, Unii Europejskiej i strefy Schengen.
Powierzchnia administracyjna Polski wynosi 313 933 km², co daje jej 69. miejsce na świecie i 9. w Europie. Zamieszkana przez 37 563 071 osób (30 VI 2024 r.), zajmuje pod względem liczby ludności 38. miejsce na świecie (wg danych za 2020 rok), a 5. w Unii Europejskiej. Polska podzielona jest na 16 województw. Jej miastem z największą ludnością i jednocześnie stolicą jest Warszawa. Inne metropolie to Kraków, Wrocław, Łódź, Poznań, Gdańsk, Szczecin. Największą polską konurbacją jest konurbacja górnośląska. Polska jest krajem jednolitym etnicznie – 97% ludności deklaruje narodowość polską.
Pierwszą historycznie potwierdzoną datą opisującą dzieje Polski jest rok 966, gdy książę Mieszko I, władca obszarów mieszczących się współcześnie w większości w granicach Polski, przyjął chrzest. W 1025 powstało Królestwo Polskie, którego pierwszym królem był syn Mieszka I, Bolesław I Chrobry. W 1385 Polska zawarła porozumienie z Wielkim Księstwem Litewskim, podpisując akt unii w Krewie; związek ten zacieśniła unia lubelska z 1569, w wyniku czego powstała Rzeczpospolita Obojga Narodów, jedno z największych i najludniejszych państw na mapie szesnasto- i siedemnastowiecznej Europy, które w latach 1618–1621, po rozejmie w Dywilinie, miało powierzchnię około 1 mln km². Jej ustrój wewnętrzny określany jest jako demokracja szlachecka, zaś monarchę wybierano w systemie tak zwanej wolnej elekcji. Rzeczpospolita przestała istnieć w wyniku III rozbioru, w 1795, kiedy to jej terytorium podzielone zostało między Prusy, Rosję i Austrię.
Po 123 latach, pod koniec I wojny światowej, w 1918, Polska odzyskała niepodległość (odrodzona wówczas państwowość nazywana jest II Rzecząpospolitą). 1 września 1939 atakiem Niemiec na Polskę rozpoczęła się II wojna światowa, zaś 17 września 1939 nastąpiła agresja ZSRR; wobec tego w październiku 1939 całe terytorium kraju znalazło się pod okupacją niemiecką i sowiecką. W wyniku II wojny światowej życie straciło ponad sześć milionów obywateli Polski. Konferencja jałtańska w lutym 1945 umieściła Polskę w strefie wpływów ZSRR. W lipcu 1945 postanowieniami konferencji poczdamskiej granice Polski przesunięto na zachód (między linię Odry i Nysy Łużyckiej, a linię Curzona), przyłączając Ziemie Odzyskane w miejsce Kresów Wschodnich. Polska Rzeczpospolita Ludowa (nazwa państwa przyjęta w 1952) była państwem satelickim ZSRR w formule tzw. demokracji ludowej. Rządy w systemie monopartyjnym sprawowała komunistyczna Polska Partia Robotnicza, a następnie Polska Zjednoczona Partia Robotnicza (przy formalnym istnieniu ugrupowań satelickich). W okresie zimnej wojny PRL należała do Układu Warszawskiego, stanowiła zatem część tzw. bloku wschodniego.
Po przemianach politycznych zapoczątkowanych w konsekwencji Okrągłego Stołu i częściowo demokratycznych wyborów parlamentarnych w czerwcu 1989 został powołany pierwszy rząd z premierem spoza partii komunistycznej. Polska zmodyfikowała konstytucję, zmieniając 31 grudnia 1989 nazwę państwa na Rzeczpospolita Polska i stając się krajem demokratycznym.
Mimo olbrzymich strat w ludziach oraz znacznego zniszczenia kraju w wyniku II wojny światowej w Polsce udało się zachować wiele bogactwa kulturowego. Znajduje się tu 17 miejsc wpisanych na listę światowego dziedzictwa UNESCO (15 obiektów dziedzictwa kulturowego i 2 o charakterze przyrodniczym), 123 pomniki historii oraz duża liczba zarejestrowanych zabytków.
Od początku transformacji ustrojowej w gospodarkę rynkową, Polska utrzymuje bardzo wysoki wskaźnik rozwoju społecznego (HDI). W kraju stopniowo zwiększa się wolność ekonomiczna. Polska jest demokratycznym państwem z rozwiniętą, wysokodochodową gospodarką i wysokim wskaźnikiem jakości życia; większość Polaków (57%) pracuje w sektorze usług. Ponadto rocznie Polskę odwiedza około 17,5 mln turystów (2016), dzięki czemu jest jednym z najczęściej odwiedzanych krajów świata. Polska jest szóstą co do wielkości gospodarką w Unii Europejskiej i jedną z najszybciej rozwijających się gospodarek europejskich. W badaniu wskaźnika demokracji, przeprowadzanym przez zespół związany z tygodnikiem The Economist, Polska zajęła w 2024 roku 39. miejsce (na 167 przebadanych państw i terytoriów), co oznacza wzrost od poprzedniego roku o dwa miejsca, a demokracja kraju jest określana jako wadliwa. Według wskaźnika Global Peace Index z 2017 roku Polska zajmuje 33. miejsce na świecie (22. w Europie) pod względem poziomu bezpieczeństwa, natomiast wg raportu firmy Underwriters Laboratories z 2018 roku, Polska pod względem bezpieczeństwa zajmuje miejsce 35. (27. w Europie). Wskaźnik wolności prasy klasyfikuje Polskę na 31. pozycji w świecie w 2025 roku (wolność prasy gwarantuje art. 14 Konstytucji).
Polska należy m.in. do UE, ONZ, NATO, OBWE, WTO, OECD i Rady Europy, zaś Warszawa stanowi siedzibę Frontexu.

## Etymologia

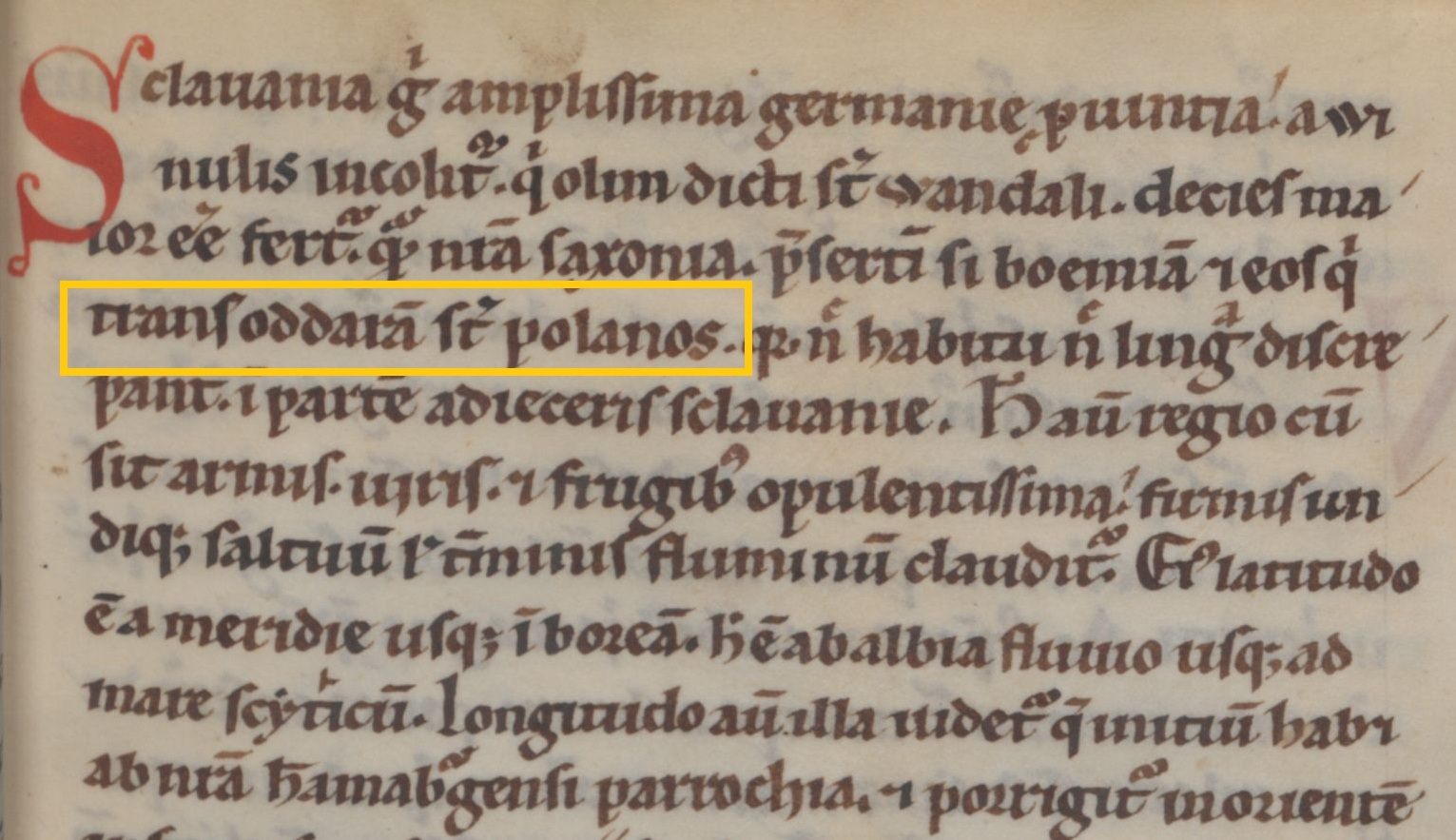
Fragment traktatu z XI wieku wymieniającego Polan żyjących wzdłuż Odry: trans Oddaram sunt Polanos

Źródłosłów wyrazu „Polska” nie został udokumentowany w świadectwach historycznych. Jedna koncepcja zakłada, że jest nim nazwa zachodniosłowiańskiego plemienia Polan. Nazwa Polan z kolei pochodzi od indoeuropejskiego wyrazu pole, oznaczającego pole uprawne lub otwartą przestrzeń. Nazwy Polska zaczęto używać w odniesieniu do całego państwa w XI wieku i funkcjonowała pierwotnie jako forma określenia „ziemia polska” (łac. terra Poloniæ). Zarówno własne nazwy Polski i Polaków (endonimy), jak i większość nazw nadawanych im w innych językach (egzonimy) wywodzą się z tego źródła.
Inna koncepcja głosi, że nazwa nie pochodzi od Polan, a słowo pole w Polska odnosi się do żyznej ziemi rodzącej dobre plony, nawiązując do biblijnego kontrastu między winnicami a dzikimi lasami. Nazwa ta była postrzegana przez elity jako reprezentująca zorganizowane i produktywne terytorium, podobnie jak włoski region Kampania, którego nazwa wywodzi się od słowa campus (pole), które oznacza cywilizowany kraj.
Gramatycznie nazwa Polska składa się z dwóch części: rdzenia pol (od „pole”), oznaczającego otwartą przestrzeń lub pole uprawne, oraz przyrostkowego formantu przymiotnikowego -ska. Nazwa Polska to gramatycznie przymiotnik utworzony od rzeczownika pole za pomocą przyrostka -sk, który jest formantem przymiotnikowym, kontynuantem z języka prasłowiańskiego *-ьskъ-jь, określającym przynależność do czegoś. Formant ten jest charakterystycznym elementem słowiańskich oraz polskich nazw przestrzennych i miejscowych, przy zastosowaniu którego tworzy się nazwy geograficzne. Końcówka ta występuje także w rodzimych nazwach innych krajów słowiańskich, na przykład w czeskiej i słowackiej nazwie Czech i Słowacji, czyli Česko i Slovensko, oraz w nazwie Chorwacji – Hrvatska.

## Historia

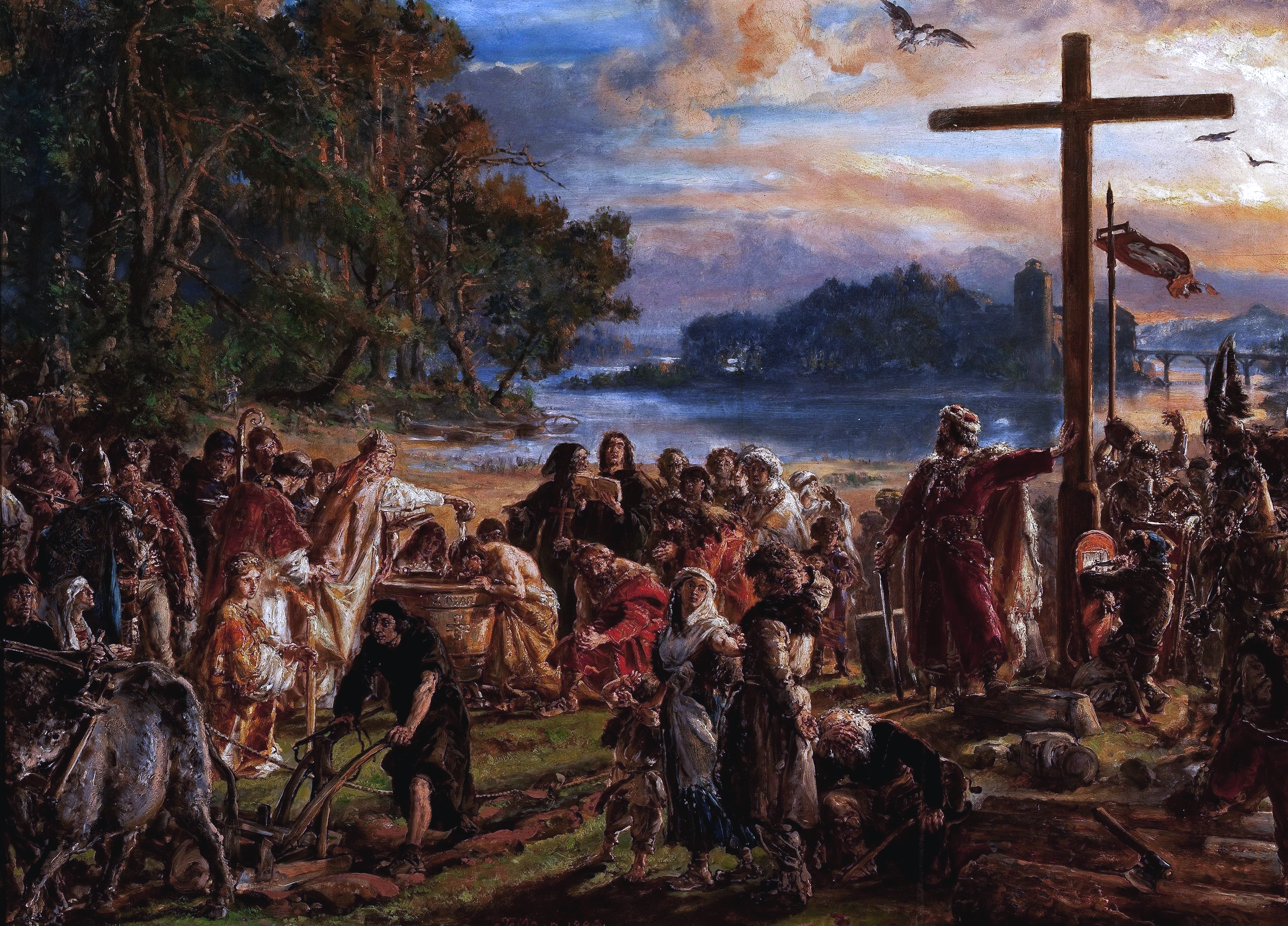
Zaprowadzenie chrześcijaństwa (obraz Jana Matejki)

Wydarzeniem, które stanowiło pierwszy krok na drodze ku powstaniu państwa polskiego, było objęcie władzy nad plemieniem Polan przez ród Piastów. Nastąpiło to w nieznanych okolicznościach i czasie, najprawdopodobniej jednak w drugiej połowie IX wieku. Główny ośrodek państwa Polan stanowiło Gniezno. Pierwszym historycznym władcą piastowskim był natomiast książę Mieszko I, chociaż późniejszy (XII w.) kronikarz Gall Anonim podaje także imiona jego przodków.
Mieszko I objął rządy w państwie Polan przed 963 i panował do 992. W 965 zawarł on sojusz z księciem chrześcijańskich już wówczas Czech, Bolesławem I Srogim, i poślubił jego córkę Dobrawę. Najważniejszym efektem tego aliansu było przyjęcie przez Mieszka w 966 chrztu (za pośrednictwem Czech) i narzucenie religii chrześcijańskiej jego państwu (nazywanemu Polską), co umieściło je w kręgu cywilizacji zachodniej. Doraźnymi konsekwencjami decyzji Mieszka było przybycie do Polski duchowieństwa, wraz z którym upowszechniła się nowa koncepcja władzy książęcej (później królewskiej), doświadczenie administracyjne oraz słowo pisane. Syn Mieszka I, Bolesław, jako władca Polski uzyskał w 1025 roku tytuł królewski. Od końca XIII wieku na tron polski często wybierano władców krajów sąsiednich. W 1569, po wygaśnięciu trwającej od 1386 unii dynastycznej z Litwą, oba kraje zdecydowały się na unię realną. Nowe państwo nosiło nazwę Rzeczpospolita Obojga Narodów.
W latach 1772–1795 ziemie Rzeczypospolitej zostały rozdzielone przez sprzymierzonych zaborców: Prusy, Rosję i Austrię. W XIX w. miało miejsce kilka zrywów narodowowyzwoleńczych przeciw zaborcom – najbardziej znanymi były powstanie listopadowe i powstanie styczniowe. W 1918 Polska odzyskała niepodległość jako II Rzeczpospolita, dwa lata później obroniła się przed inwazją Rosji sowieckiej, w 1939 została zaatakowana przez III Rzeszę i ZSRR i podzielona między III Rzeszę, ZSRR, Litwę kowieńską i Słowację, co było początkiem II wojny światowej. W następstwie wojny życie utraciło ponad 6 milionów obywateli Polski, a państwo stało się republiką socjalistyczną, uzależnioną od ZSRR.
W efekcie przemian w 1989 roku obalono władzę komunistyczną i niedługo potem Polska przyjęła ustrój demokratyczny, określany jako III Rzeczpospolita. Zreformowano gospodarkę i powrócono do modelu rynkowego. 12 marca 1999 roku Polska przystąpiła do Paktu Północnoatlantyckiego, a 1 maja 2004 roku została członkiem Unii Europejskiej.

### Prehistoria ziem polskich

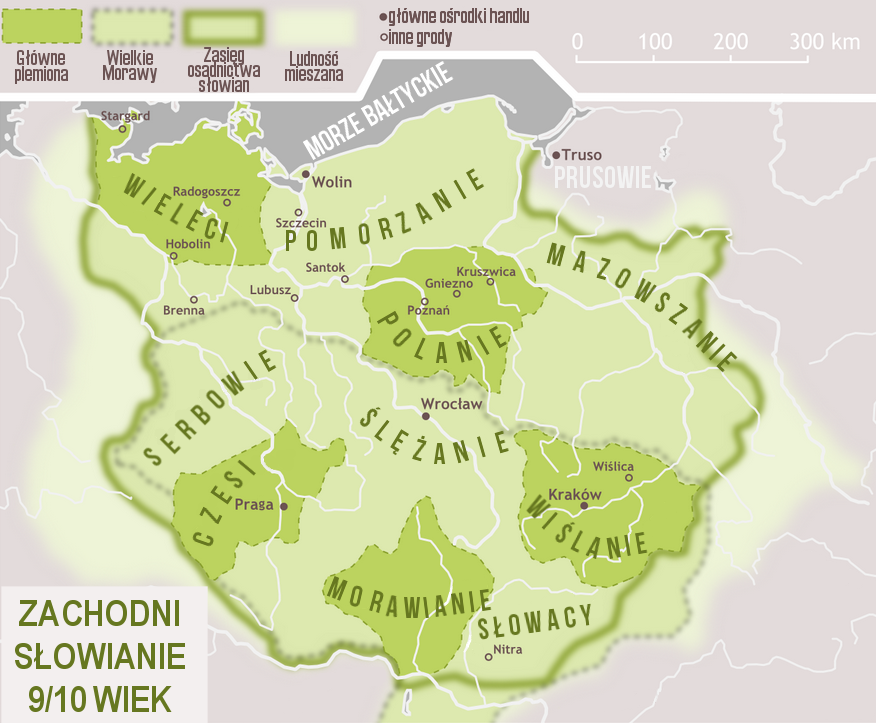
Słowianie zachodni w IX-X wieku

Pierwsi ludzie z epoki kamienia i typ homo erectus osiedlili się na terenach, które miały stać się Polską, około 800 000 lat temu, chociaż panujący wtedy klimat uniemożliwił wczesnym ludziom zakładanie trwalszych obozowisk. Przybycie homo sapiens zbiegło się ze zmianą klimatyczną pod koniec ostatniego zlodowacenia (10 000 lat p.n.e.), wówczas tereny ziem polskich nadawały się do zamieszkania. Okres obejmujący epokę brązu i wczesną epokę żelaza (1300–500 p.n.e.) na ziemiach polskich charakteryzował się wzrostem gęstości zaludnienia, powstawaniem osad palisadowych (grodów) i ekspansją kultury łużyckiej.
W okresie starożytności tereny współczesnej Polski zamieszkiwało wiele różnych społeczeństw plemiennych. Przynależności etniczne i lingwistyczne tych grup pozostają niepewne. Pierwsi Słowianie ze wschodu dotarli na tereny współczesnych ziem polskich w drugiej połowie V wieku naszej ery. W X wieku Polanie zdominowali inne plemiona lechickie w regionie, tworząc początkowo państwo plemienne, a później scentralizowaną monarchię.

### Monarchia wczesnopiastowska i Królestwo Polskie

#### Dynastia Piastów

Polska za panowania Mieszka I (ok. 960–992)

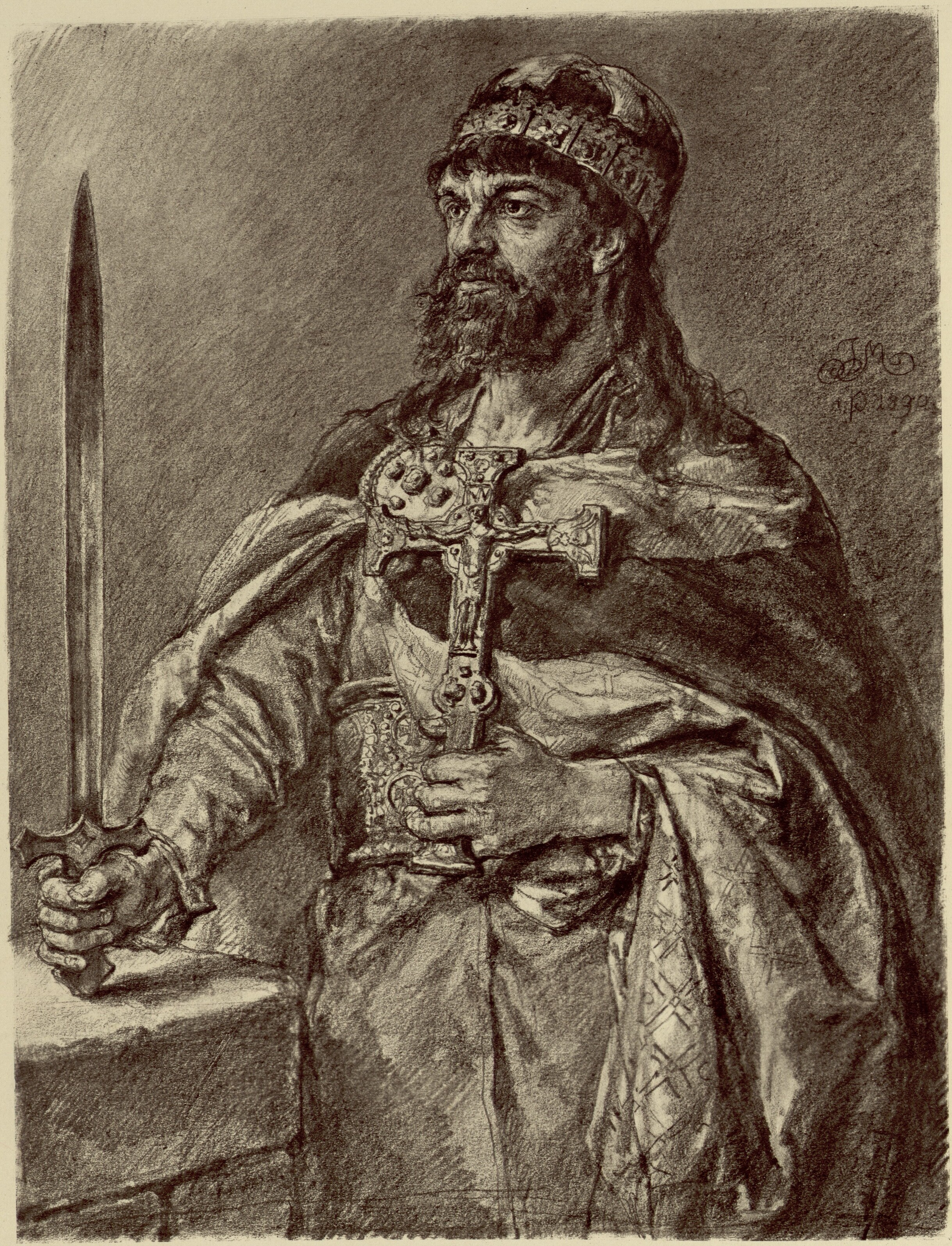
Mieszko I, władca Polan z dynastii Piastów, uważany zarazem za faktycznego twórcę państwowości polskiej

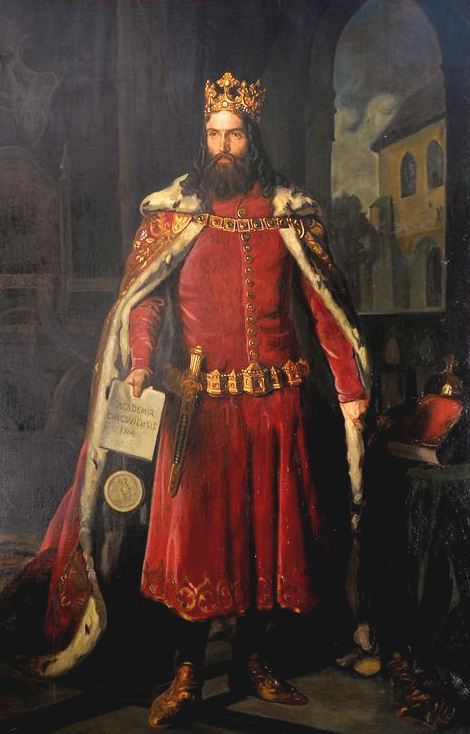
Kazimierz III Wielki, król Polski w latach 1333–1370, ostatni monarcha z dynastii Piastów; w historiografii jest uważany za jednego z najwybitniejszych władców Polski

Polska uformowała się w jednolicie zarządzane terytorium w połowie X wieku. Pierwszym potwierdzonym historycznie władcą Polski był Mieszko I z dynastii Piastów, który w 966 roku przyjął chrzest poprzez Kościół rzymski, co zapoczątkowało koniec słowiańskich wierzeń pogańskich i chrystianizację społeczeństwa. Przyjęcie chrztu miało w owym czasie także duże znaczenie polityczne. Incipit zatytułowany Dagome iudex jako pierwszy określił granice geograficzne Polski, oraz potwierdził, że jej monarchia znajduje się pod opieką Stolicy Apostolskiej. Pierwszym władcą, który został koronowany na króla Polski w 1025 był syn Mieszka I – Bolesław I Chrobry. Kontynuując politykę ojca, Bolesław I rozszerzył granice państwa Polskiego, zajmując części niemieckich Łużyc, czeskich Moraw, górnych Węgier (dziś Słowacja) i południowo-zachodnich regionów Rusi. Także w 1000 roku zorganizował on zjazd w Gnieźnie, na którym utworzono metropolię gnieźnieńską oraz diecezje w Kołobrzegu, Krakowie i Wrocławiu.
Ze względu na złą sytuację wewnętrzną w kraju, w 1031  r. Mieszko II Lambert utracił tytuł króla, a następnie w 1034 wybuchł bunt przeciw władzy kościelnej, tzw. reakcja pogańska, natomiast w 1038  r. w Polsce wybuchło powstanie ludowe przeciwko zwierzchnictwu możnowładców. Seria tych buntów doprowadziła do przeniesienia przez Kazimierza I Odnowiciela stolicy z Gniezna do Krakowa, co miało miejsce w roku 1038. Bolesław II Szczodry ponownie ustanowił urząd króla w 1076 r., ale został wygnany za zamordowanie swojego przeciwnika, biskupa Stanisława. W 1138 roku, Polska została podzielona między potomkami Bolesława III Krzywoustego, co zapoczątkowało trwające prawie 200 lat rozbicie dzielnicowe. W XIII wieku Henrykowie Śląscy (Henryk I Brodaty i Henryk II Pobożny) zjednoczyli dwie dzielnice – Śląsk i ziemię krakowską, lecz po najazdach Mongołów, zakończonych klęskami w bitwie pod Chmielnikiem oraz w bitwie pod Legnicą w 1241 roku, ich państwo ponownie się rozpadło.
Zjednoczenia kraju (Wielkopolski i Małopolski) dokonał Władysław Łokietek, który w 1320 koronował się na króla Polski. Jego syn, Kazimierz III Wielki, skutecznie umocnił i rozszerzył pozycję Polski w regionie – poszerzył terytorium Polski, zawarł kompromisowe sojusze i przeprowadził liczne reformy wewnętrzne, w szczególności w budownictwie, administracji i gospodarce. Po jego bezpotomnej śmierci, 5 listopada 1370, zakończyło się panowanie dynastii Piastów jako władców Polski.

#### Dynastia Jagiellonów

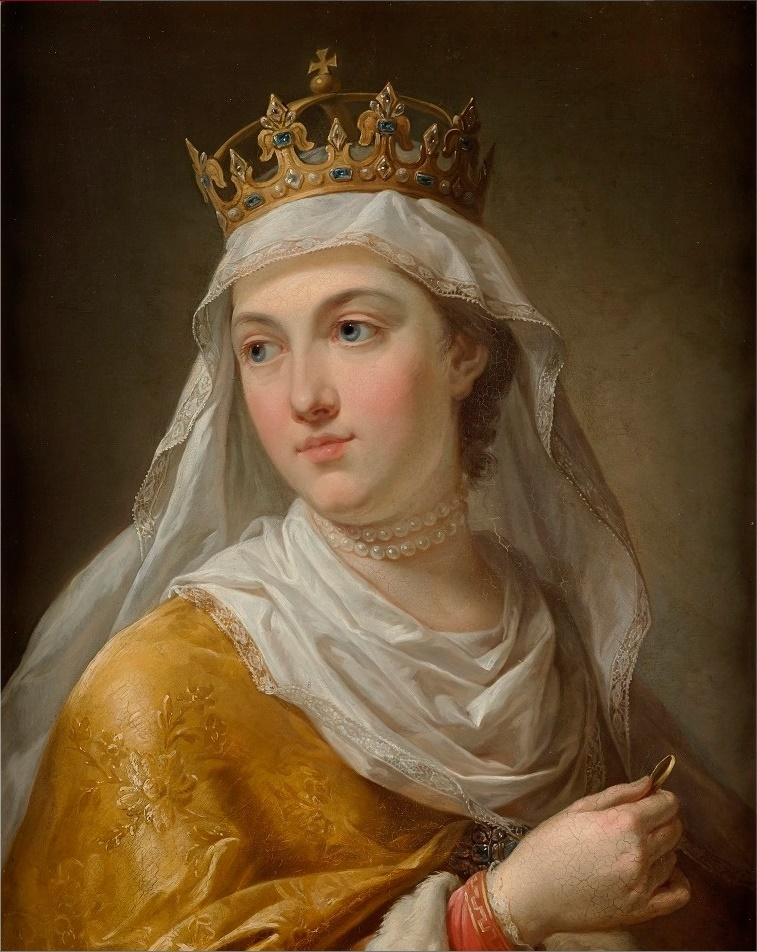
Królowa Jadwiga (obraz Marcella Bacciarelliniego)

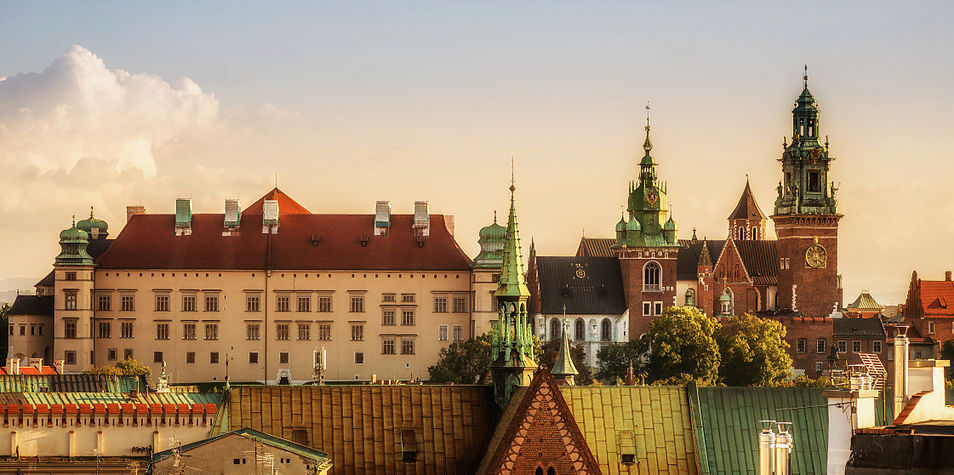
Zamek Królewski na Wawelu w Krakowie był siedzibą królów polskich od 1038 aż do przeniesienia stolicy do Warszawy w 1596 r.

Tron polski przejął Ludwik Węgierski z rodu Andegawenów, 17 listopada 1370. Okres jego przejściowych rządów to zarazem początek supremacji szlachty w życiu politycznym kraju, obdarzonej w 1374  r. w Koszycach pierwszym przywilejem generalnym. Kiedy również Ludwik zmarł w 1382 r., w Polsce nastąpił okres najdłuższego w jej historii bezkrólewia, zakończony objęciem królestwa 16 października 1384 przez córkę Ludwika, Jadwigę Andegaweńską. W 1386  r. weszła ona w związek małżeński z księciem litewskim Jagiełłą, który 4 marca 1386 został koronowany na władcę Polski, co zapoczątkowało w Polsce panowanie dynastii Jagiellonów.
Pod panowaniem Jagiellonów Polska zawarła w 1385  r. unię z Wielkim Księstwem Litewskim, wzmocnioną w roku 1569 przez unię lubelską. W 1410  r. w bitwie pod Grunwaldem zjednoczona armia polsko-litewska odniosła zdecydowane zwycięstwo nad zagrażającym obu państwom zakonem krzyżackim. Po wojnie trzynastoletniej zakon został zwasalizowany przez Polskę. W wyniku II pokoju toruńskiego zawartego w 1466 roku do Polski wróciły Pomorze Gdańskie z Gdańskiem, Powiśle z Żuławami Wiślanymi, Warmia, ziemia chełmińska i ziemia michałowska.
Następował rozwój polskiej kultury, nauki i gospodarki; pojawiły się takie osobowości, jak Mikołaj Kopernik, Jan Kochanowski czy Andrzej Frycz Modrzewski. W dobie Odrodzenia polska nauka przyniosła przewrót kopernikański (1543), zmieniający paradygmat nauki, nowe koncepcje człowieka i świata. Panowała tolerancja religijna. Na początku XVI wieku sformowano pierwsze oddziały husarii – zwycięskiej w wielu późniejszych bitwach formacji kawalerii polskiej armii. Polska i Litwa w latach 1474–1569 były też celem 75 najazdów tatarskich.

### Rzeczpospolita Obojga Narodów
Korona Królestwa Polskiego
     Prusy Książęce – lenno Królestwa Polskiego
     Wielkie Księstwo Litewskie
     Księstwo Zadźwińskie – posiadłość Korony i Litwy
     Księstwo Kurlandii i Semigalii – lenno Rzeczypospolitej

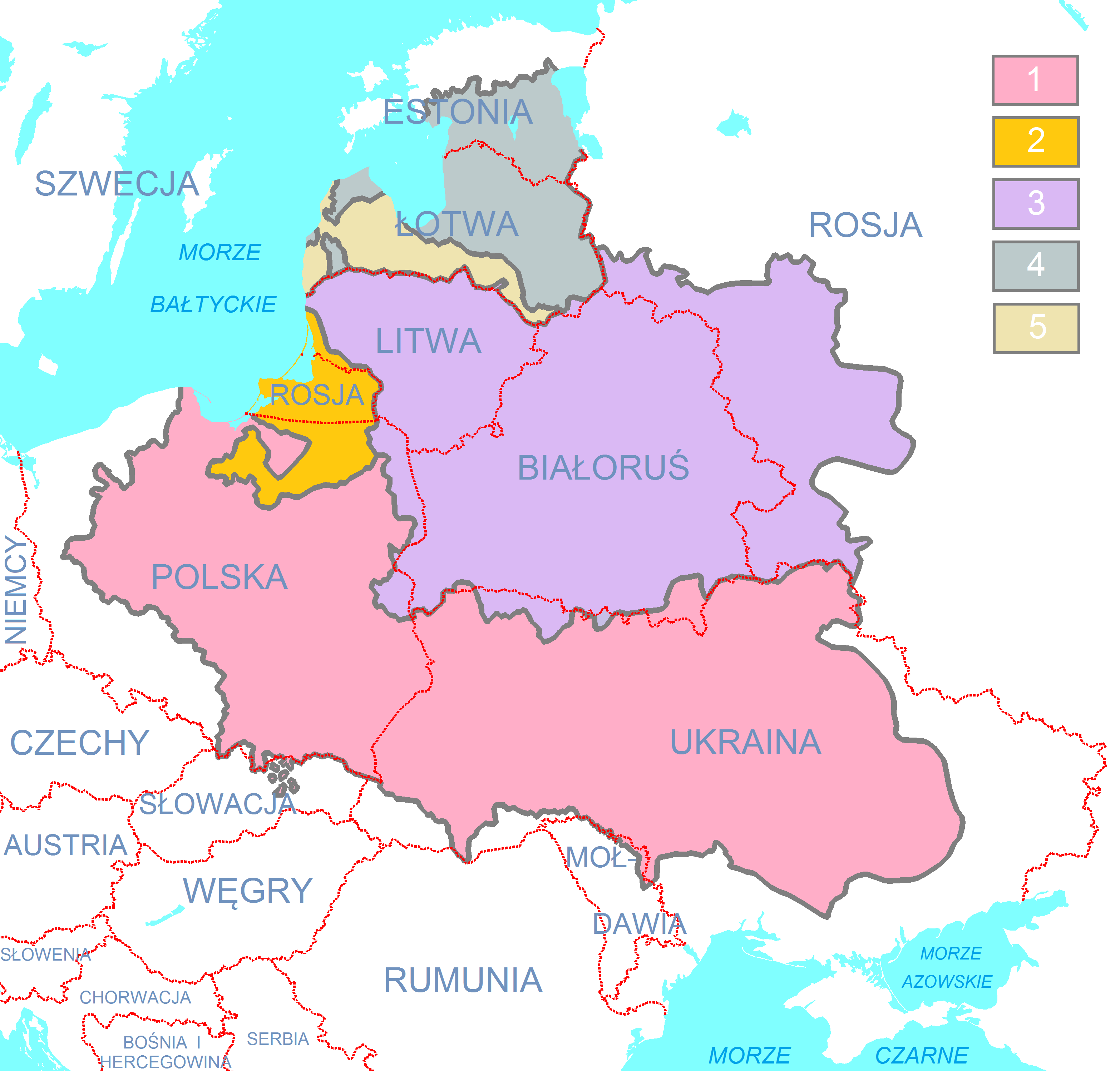
Największy zasięg terytorialny Rzeczypospolitej Obojga Narodów w latach 1619–1622 (990 000 km²), po rozejmie w Dywilinie na tle granic państw współczesnych.
Legenda:
Korona Królestwa Polskiego
Prusy Książęce – lenno Królestwa Polskiego
Wielkie Księstwo Litewskie
Księstwo Zadźwińskie – posiadłość Korony i Litwy
Księstwo Kurlandii i Semigalii – lenno Rzeczypospolitej

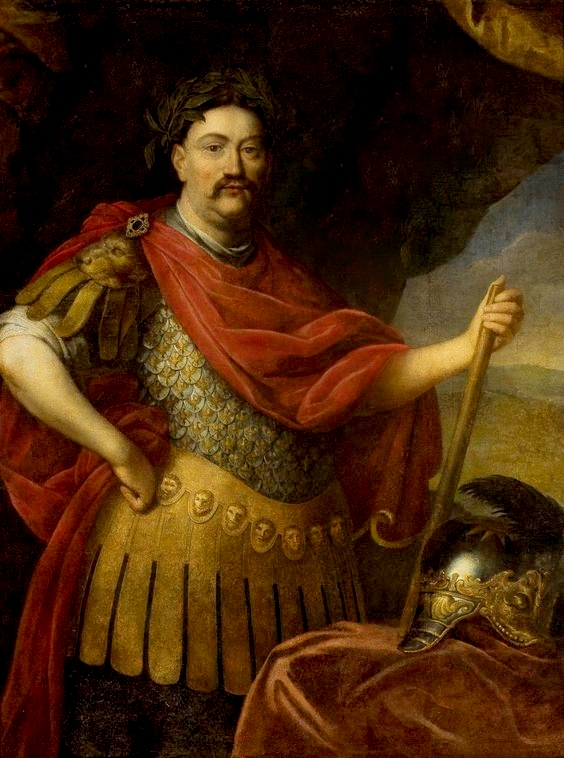
Król Jan III Sobieski (obraz Daniela Schultza)

W 1569 r. Korona Królestwa Polskiego i Wielkie Księstwo Litewskie zawarły unię lubelską, tak powstała Rzeczpospolita Obojga Narodów; od zawarcia unii każdy nowo koronowany król Polski zostawał władcą Litwy z urzędu i nigdy nie był podnoszony na Wielkie Księstwo Litewskie. Po bezpotomnej śmierci Zygmunta II Augusta, ostatniego króla z dynastii Jagiellonów, w 1573 wprowadzono wolną elekcję. Ówczesna Rzeczpospolita, szczególnie po uchwaleniu wolności religijnej na konfederacji warszawskiej w 1573 roku, była nazywana „azylem heretyków”; ściągali do niej prześladowani w zachodniej Europie mennonici, antytrynitarze, wypędzani z Hiszpanii przez inkwizycję Żydzi i hugenoci z Francji. Szlachta w Polsce, znacznie liczniejsza niż na zachodzie Europy, korzystała z przywilejów złotej wolności. W okresie tym, nazywanym złotym wiekiem Polski, Rzeczpospolita powiększała swoje terytorium, stając się największym państwem w Europie. W 1596 roku, Zygmunt III Waza przeniósł stolicę państwa z Krakowa do Warszawy.
4 lipca 1610 wojska pod dowództwem hetmana Stanisława Żółkiewskiego pokonały w bitwie pod Kłuszynem wojska rosyjskie, a następnie zajęły Moskwę. W XVII wieku Rzeczpospolita uwikłana była w konflikty ze Szwecją („potop”), Kozakami (powstanie Chmielnickiego) i Rosją (wojna polsko-rosyjska (1654–1667)). 12 września 1683 Jan III Sobieski rozbił w bitwie pod Wiedniem armię imperium osmańskiego. Zrywanie sejmów wskutek stosowania zasady liberum veto, liczne rokosze oraz ograniczenie władzy królewskiej prowadziły jednak do stopniowego osłabienia pozycji politycznej i militarnej państwa oraz wzrostu zależności wobec sąsiadów. Pod koniec XVIII wieku podjęto próby reformy kraju, m.in. ostatni król Polski Stanisław August Poniatowski powołał w 1773 Komisję Edukacji Narodowej, a w 1791 Sejm Czteroletni uchwalił Konstytucję 3 maja.

### Rozbiory i okres pod zaborami

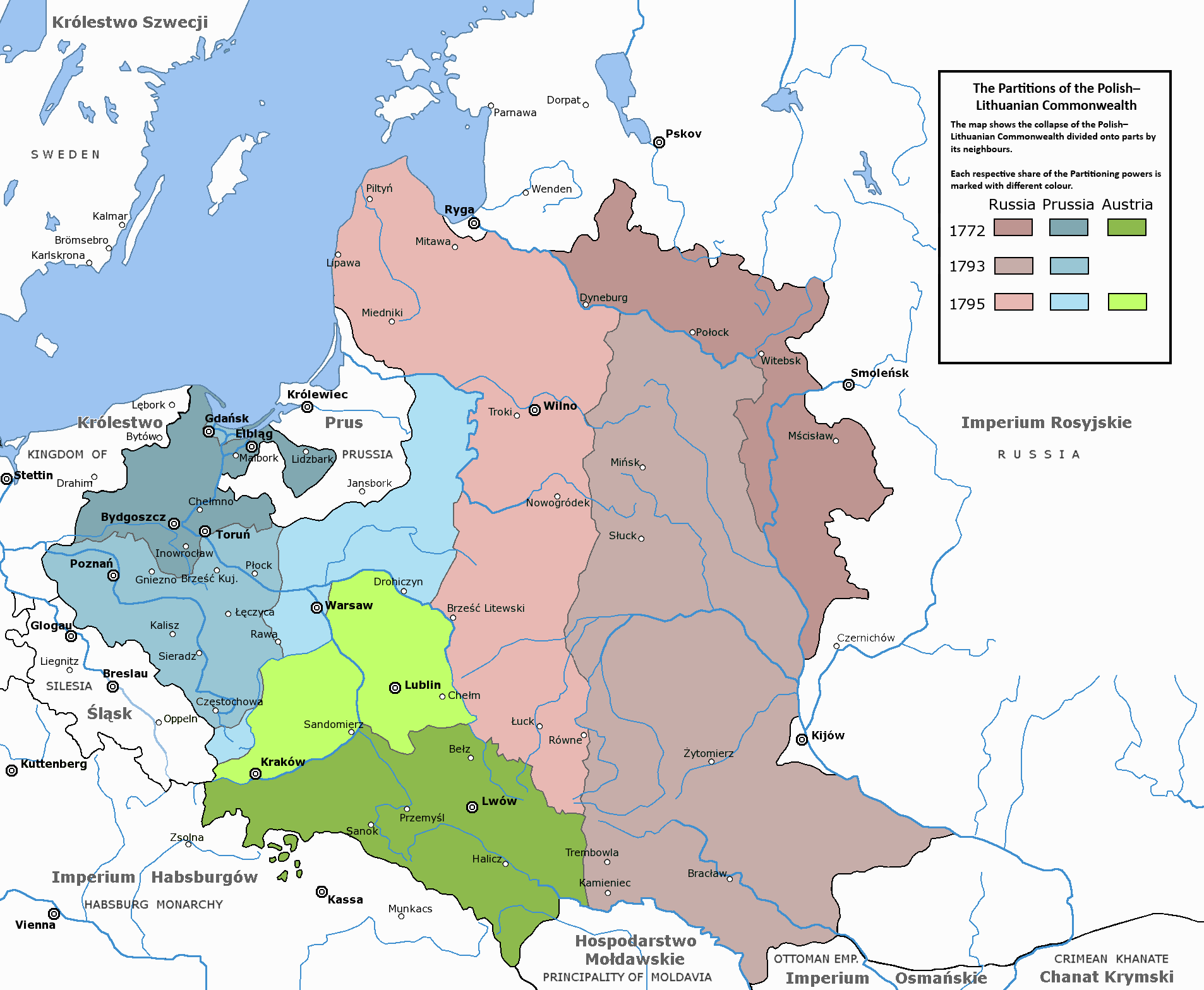
Rozbiory Polski w latach 1772, 1793 i 1795

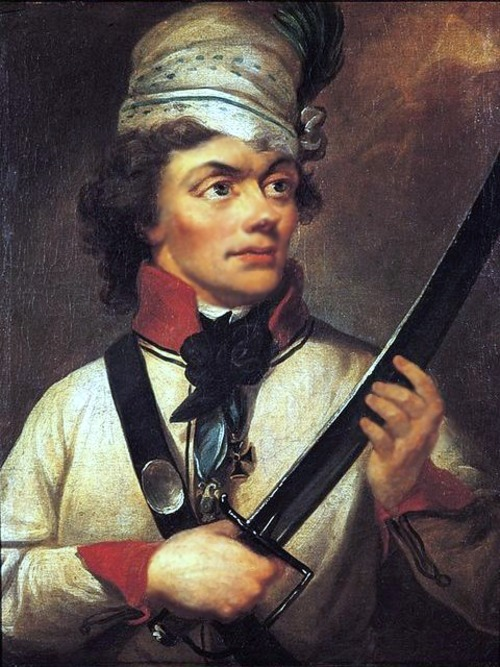
Tadeusz Kościuszko (obraz Kazimierza Wojniakowskiego)

Od czasów panowania Wettynów Augusta II Mocnego i Augusta III Sasa, pozbawiona skutecznej władzy Polska dostawała się stopniowo pod wpływy Imperium Rosyjskiego. Obaj królowie z dynastii saskiej oraz ich następca, Stanisław August Poniatowski, wybierani byli przy współudziale Rosji. W połączeniu z upadkiem centralnego prawodawstwa i skarbu państwa oraz szkodliwymi dla państwa działaniami wpływowych kręgów szlacheckich i arystokratycznych przyczyniło się to do całkowitego upadku Rzeczypospolitej. Działania króla wymierzone w naprawę państwa były niekonsekwentne i nieskuteczne, podobnie spóźnione były reformy inicjowane przez część szlachty. W 1772 roku Imperium Rosyjskie, Królestwo Prus i Monarchia Habsburgów uzgodniły I rozbiór części terytorium Polski, który został następnie zatwierdzony przez szlachtę na Sejmie Rozbiorowym. 20 lat później, w trakcie II i III rozbioru (1793, 1795) dokonano całkowitego podziału kraju. W geście sprzeciwu wobec zaborów, w 1794  r. wybuchło powstanie Kościuszki. Podzielone pomiędzy trzy państwa zaborcze polskie społeczeństwo stało się częścią trzech różnych krajów, w których obowiązywały odrębne prawa, zasady życia społecznego i politycznego oraz różne ograniczenia swobód.

#### Zabór rosyjski

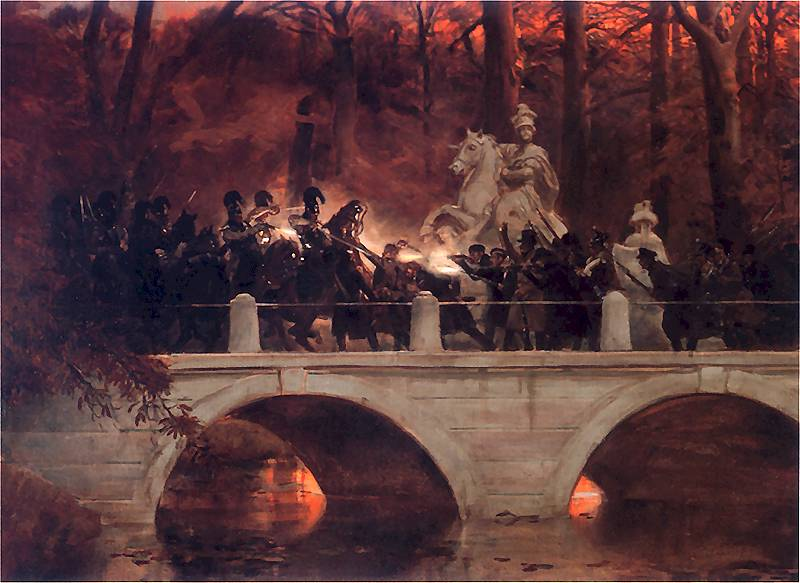
Powstanie listopadowe, starcie belwederczyków z kirasjerami rosyjskimi na moście w Łazienkach, 1830

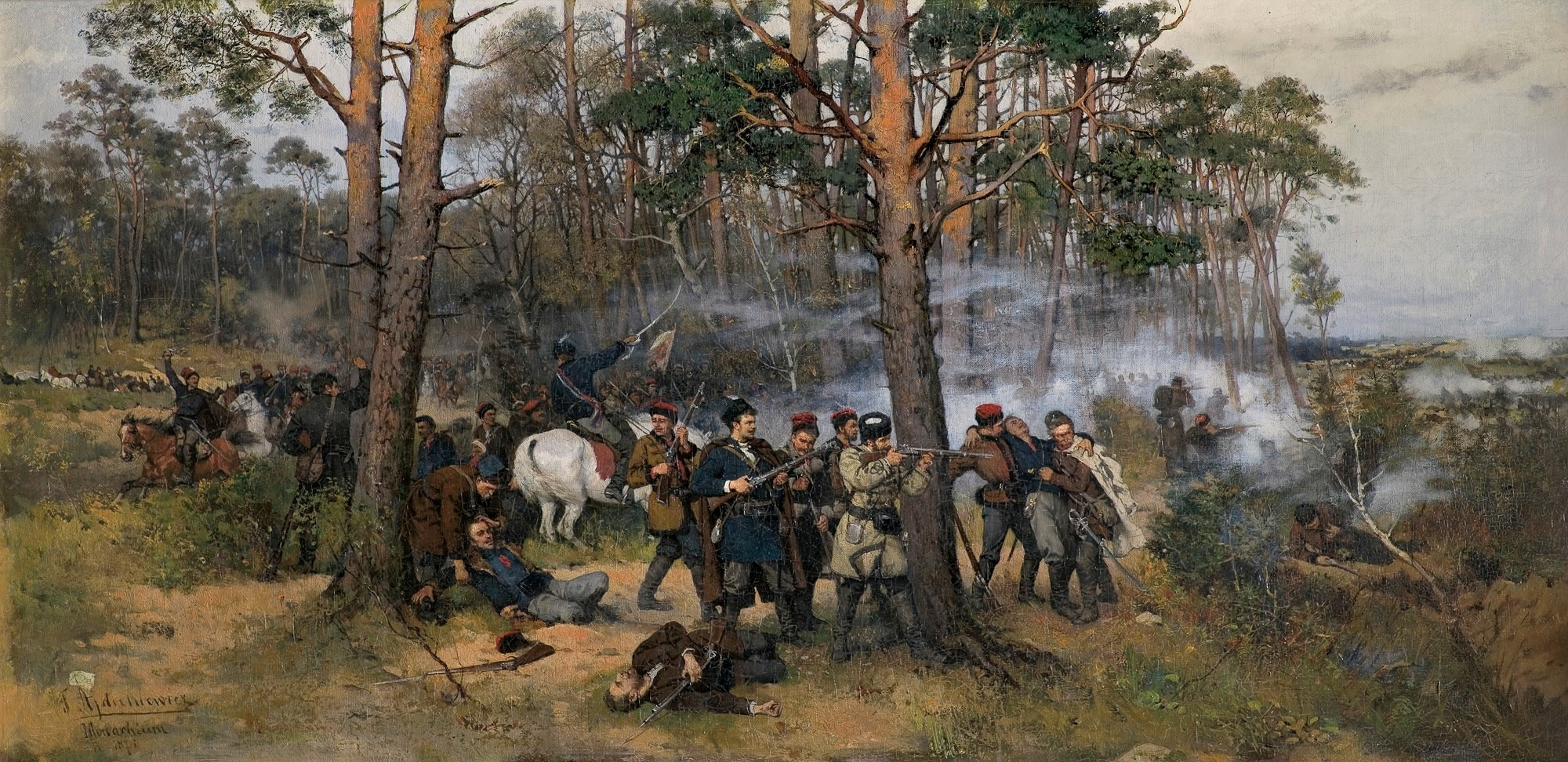
Powstanie styczniowe w 1863 roku (obraz Tadeusza Ajdukiewicza)

Władcy Imperium Rosyjskiego, rządzący terenami dawnej Rzeczypospolitej, prowadzili rządy autokratyczne i absolutne. Wobec Polaków stosowali najczęściej politykę asymilacji, mającą z nich uczynić „prawdziwych chrześcijan, lojalnych obywateli i dobrych Rosjan”, działając w tym celu metodami perswazji i przymusu. Władze carskie zlikwidowały dotychczasowe instytucje szlacheckiej demokracji, wprowadzono obowiązek służby wojskowej w stałej armii, województwa zastąpiono guberniami, wprowadzono scentralizowaną i opartą na hierarchii administrację państwową, która miała uczyć i wymagać posłuszeństwa wobec władcy. W 1815  r. na części terytorium Księstwa Warszawskiego utworzono Królestwo Polskie ze stolicą w Warszawie, które połączone było z Rosją unią personalną, z carem jako tytularnym królem; jednak w 1831  r. Sejm zdetronizował króla Mikołaja I Romanowa i odsunął dynastię Romanowów od tronu polskiego. Wprowadzono cenzurę i politykę rusyfikacji szkół, urzędów i życia publicznego. Mimo że Polaków traktowano z podejrzliwością jako potencjalnych buntowników, polityka przymusu i egzekwowania posłuszeństwa wymierzona była w tym samym stopniu we wszystkich poddanych cara, niezależnie od narodowości.
Społeczeństwo zaboru rosyjskiego upatrywało szansy na wyzwolenie w napoleońskiej Francji, w armii Napoleona utworzono dwa legiony polskie. Nadzieje te zostały jednak rozwiane, gdyż Napoleon nie zamierzał wykorzystać legionów do walki o niepodległość Polski. Dopiero po klęsce Rosji i Prus z Francją w 1805 i 1806 roku utworzono kontrolowane przez Francję Księstwo Warszawskie. Księstwo przywracało częściową autonomię władz polskich, nie przetrwało jednak długo. Po upadku Napoleona, w 1815 roku zwycięskie państwa zadecydowały o jego kolejnym podziale.
Carska polityka asymilacji Polaków w rosyjskim społeczeństwie nie przynosiła zamierzonych skutków. W życiu społecznym i towarzyskim Polacy funkcjonowali osobno wobec Rosjan, a państwowy przymus rodził w nich uczucia frustracji i odizolowania. Jednocześnie postępował proces industrializacji i rozwoju technologicznego, czego społecznym skutkiem był nagły rozwój miast, głównie przemysłowej Łodzi i handlowo-finansowej Warszawy, które wielokrotnie zwiększyły swoje populacje. W miastach powstawały społeczne klasy robotników i przemysłowców, podczas gdy wieś pozostawała zacofana – obowiązek pańszczyzny trwał w Kongresówce aż do 1864 r., o wiele dłużej niż w pozostałych zaborach. Znaczną częścią miejskich klas społecznych stawali się Żydzi, zarówno migrujący do miast za pracą Żydzi polscy, jak i przesiedlani z Rosji, tzw. Litwacy.
W 1825  r. na tron wstąpił autorytarny car Mikołaj I, który wkrótce objął represjami powstałe w Polsce tajne stowarzyszenia narodowe. Działania te nałożyły się na falę rewolucji w Europie w kolejnych latach. W roku 1830 grupa polskich spiskowców w carskiej armii, po otrzymaniu wieści o mobilizacji wojska rosyjskiego w celu rozbicia rewolucji w Belgii i Francji, postanowiła podjąć akcję zbrojną. 29 listopada 1830 wybuchło powstanie listopadowe. W lutym 1831 do Królestwa wkroczyły wojska rosyjskie, które zostały przez powstańców wyparte, jednak podzielony politycznie sztab powstańczy nie wykorzystał początkowego zwycięstwa. Wojska rosyjskie nadrobiły straty w lipcu 1831 i wspomagane przez Prusy rozbiły powstanie dwa miesiące później. Uczestników powstania skazywano na zsyłkę lub kary więzienia, zawieszono funkcjonowanie sejmu i większości instytucji publicznych. Około 10 tys. osób opuściło Królestwo, tworząc we Francji środowisko tzw. Wielkiej Emigracji. Represje w Królestwie Polskim utrzymano do śmierci Mikołaja I.
Panowanie Mikołaja II przyniosło odwilż polityczną, amnestię dla zesłańców i częściowe przywrócenie praw obywatelskich. Równocześnie odrodziły się jednak tajne związki, głoszące hasła „rewolucji moralnej”, która wkrótce opanowała społeczeństwo. Aby powstrzymać tendencje rewolucyjne, ugodowy polityk Aleksander Wielopolski w styczniu 1863 zarządził rozpoczęcie poboru do wojska, który spiskowcy odebrali jako akt agresji i zaatakowali rosyjskie garnizony, rozpoczynając powstanie styczniowe. Powstańcy podzieleni na polityczne frakcje „białych” i „czerwonych” i pozbawieni spójnego dowództwa, prowadzili walki partyzanckie. Powstanie stłumione zostało w sierpniu 1864. Po jego upadku nastąpiła kolejna fala brutalnych represji, formalnie zlikwidowano również Królestwo Polskie jako oddzielną prowincję.
Ostatnie dziesięciolecia XIX wieku były dla zaboru rosyjskiego okresem umiarkowanego rozwoju, w którym społeczne i polityczne straty wywołane upadkiem powstania styczniowego równoważone były postępującym procesem industrializacji miast oraz kształtowaniem się polskiej sceny politycznej, która w pełni zaistnieć miała w początkach XX wieku.

#### Zabór pruski
Po upadku Księstwa Warszawskiego w roku 1815, na terenie przejętym przez Królestwo Pruskie powstało mające zaspokoić narodowe ambicje Polaków Wielkie Księstwo Poznańskie, które po powstaniach wielkopolskich w latach 1846 i 1848 zlikwidowano. Pruska polityka germanizacji na ziemiach polskich w ramach Kulturkampfu nasiliła się po upadku powstania. Objęcie stanowiska kanclerza Rzeszy przez Ottona von Bismarcka spowodowało kolejne zaostrzenie polityki germanizacyjnej.
Tereny dawnego zaboru pruskiego charakteryzowały się zdecydowanie większym poziomem rozwoju gospodarczego i szkolnego niż obszary zaborów austriackiego i rosyjskiego. Przemysł i rolnictwo były o wiele bardziej rozwinięte, a odsetek analfabetów był niższy. I tak oto na ziemiach, które przed 1914 należały do Cesarstwa Niemieckiego, a w latach 1918–1921 znalazły się w granicach odrodzonej Polski można zauważyć, że były zdecydowanie lepiej rozwinięte niż ziemie, które przed 1914 należały do Imperium Rosyjskiego i Austro-Węgier. Tereny Wielkopolski, Górnego Śląska i Pomorza Gdańskiego, w tym ziemi chełmińskiej, oraz zachodnich Kujaw miały wysoko rozwinięte rolnictwo czy przemysł, a poziom analfabetyzmu nie przekraczał kilku procent. I choć na niektórych terenach dawnego zaboru rosyjskiego znajdowały się dość dobrze rozwinięte miejsca związane z rolnictwem i przemysłem, m.in. wschodnie Kujawy, Lubelszczyzna, Wołyń, przemysłowe okręgi łódzki, warszawski, białostocki czy staropolski, to nie było to aż na taką dużą skalę jak na terenach, które należały do Niemiec przed 1914 r., gdyż pozostała część terenów należących przed 1914 do Rosji była słabo rozwinięta i dość powszechny był analfabetyzm, któremu sprzyjał brak obowiązku szkolnictwa w zaborze rosyjskim, zaś rolnictwo było związane raczej z miejscami, gdzie występowały gleby dobrej jakości, a tereny wiejskie były biedne, mimo miejsc z rolnictwem i przemysłem.
Teren zaboru austriackiego był jeszcze gorszy dla rolnictwa, ze względu na wyżynno-rolnicze tereny i występował tylko przemysł naftowy. Jedynie w zaborze austriackim analfabetyzm był niższy niż na terenie zaboru rosyjskiego, ze względu na obowiązek szkolny. Dodatkowo na terenach należących do Niemiec przed 1914 rokiem na terenach wiejskich zdecydowanie dominowały domy murowane, w przeciwieństwie do terenów należących przed 1914 do Rosji i Austro-Węgier, gdzie dominowały domy drewniane na terenach wiejskich. Oświetlenie i elektryfikacja miast w zaborze pruskim były także lepsze niż w pozostałych, dużo większy procent mieszkań i domostw miał dostęp do kanalizacji i bieżącej wody. Pod względem rozwoju polskości i języka polskiego najlepsza sytuacja była w zaborze austriackim, zaś pod względem rozwoju gospodarczego w pruskim.

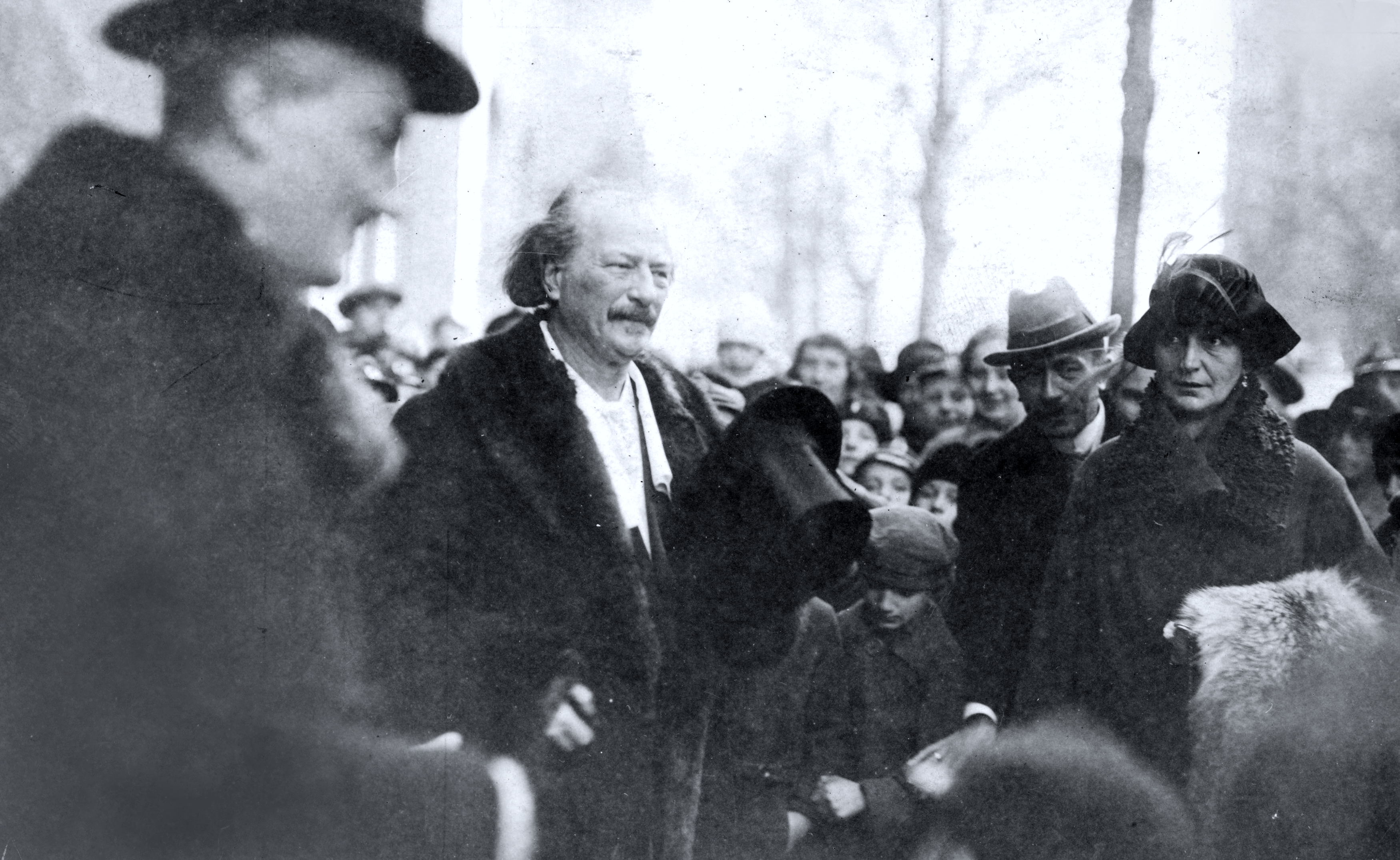
Przyjazd Ignacego Jana Paderewskiego do Poznania 27 grudnia 1918 zapoczątkował wybuch powstania wielkopolskiego

Powstanie wielkopolskie wybuchło po zakończeniu I wojny światowej w 1918 roku, podczas wizyty powracającego do już niepodległej Polski Ignacego Jana Paderewskiego, który będąc w drodze do Warszawy, przybył do Poznania 27 grudnia. Powstańcy w krótkim czasie opanowali całą tak zwaną Prowincję Poznańską z wyjątkiem jej północnych i południowo-zachodnich obrzeży. Powstanie zakończyło się zwycięstwem 16 lutego 1919 roku.

#### Zabór austriacki
Rządzona przez dynastię Habsburgów Austria była politycznie najsłabsza – i od 1867 r., po klęsce w wojnie z Prusami zarazem najbardziej liberalna – z trzech państw zaborczych. Z włączonych do Austrii ziem polskich zostało utworzone Królestwo Galicji i Lodomerii. Nazwa ta miała wywodzić się od średniowiecznych księstw ruskich, Halicza i Włodzimierza. Galicja była prowincją odległą od Wiednia, najmniej rozwiniętą gospodarczo. W przeciwieństwie do zaboru rosyjskiego, w Galicji nie rozwinął się nigdy wielki przemysł, nie powstała klasa robotników ani miejska klasa średnia. Poza kopalnią soli w Wieliczce i polami naftowymi w Borysławiu Galicja nie przynosiła wielkiego dochodu. Klasę wpływową stanowiło kilka bogatych polskich rodzin arystokratycznych, średnia szlachta utrzymywała się z nierentownych folwarków i była w większości zadłużona, natomiast wieś była poważnie przeludniona i bytowała na granicy nędzy. Jakość i długość życia na wsi były najniższe ze wszystkich zaborów. Często jedynym wyjściem dla galicyjskich chłopów był wyjazd z kraju – tylko w ostatnich 25 latach XIX wieku Galicję opuściło 2 miliony osób.
Stolicą prowincji stał się Lwów, po 1846 roku do Galicji włączono też Wolne Miasto Kraków, dotąd formalnie autonomiczne. Polacy stanowili 45% ludności; podobną część (41%) stanowili Ukraińcy, wcześniej określający się jako Rusini. Do połowy XIX wieku Austria była scentralizowaną monarchią absolutną, w której ziemie polskie nie odgrywały większej roli. W roku 1846 wybuchło zorganizowane przez szlachtę powstanie krakowskie – niewielka niepodległościowa akcja zbrojna, która zbiegła się z wybuchem antyszlacheckiego powstania chłopskiego, znanego jako rabacja galicyjska. Wybuch rabacji został częściowo sprowokowany przez Austriaków w celu zatrzymania działań szlachty i wewnętrznego skłócenia społeczeństwa. Powstanie krakowskie zostało stłumione, natomiast rabacja przekształciła się w obejmujące całą Galicję brutalne rozruchy wymierzone w dwory. Ostatecznym skutkiem rebelii było powiększenie międzyklasowych podziałów, ale też początek upadku feudalizmu i zniesienie pańszczyzny.

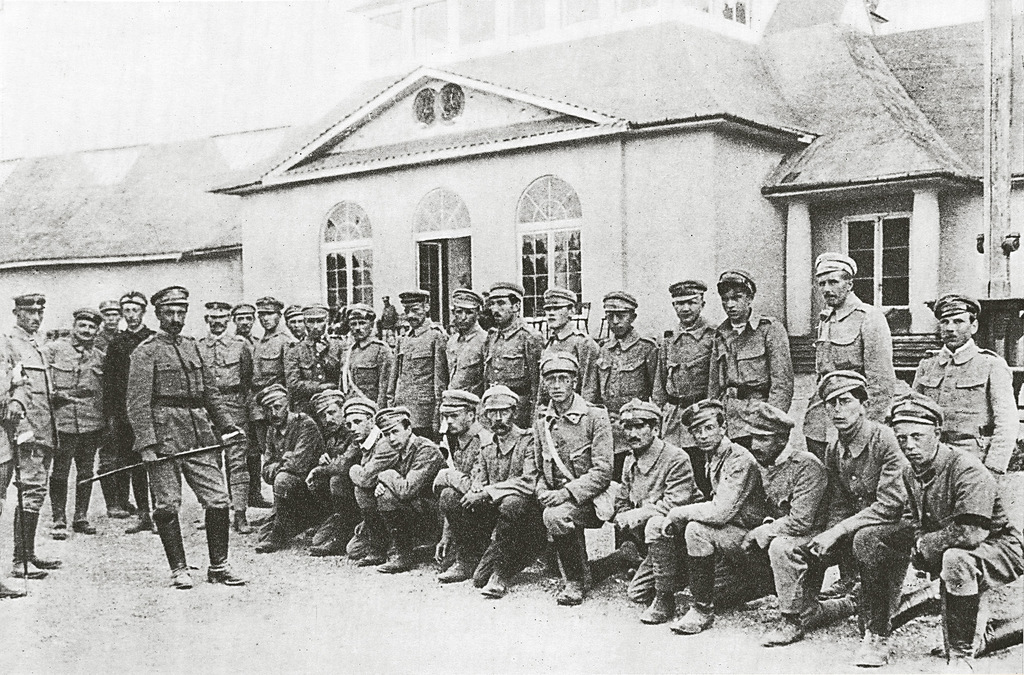
Pierwsza Kompania Kadrowa utworzona 3 sierpnia 1914 w Krakowie przez Józefa Piłsudskiego

Od lat 60. XIX wieku grupa konserwatywnych polityków pod przywództwem Agenora Gołuchowskiego dążyła do przyznania Galicji autonomii wewnątrz cesarstwa. W wyniku ich starań w latach 1867–1872 Galicja otrzymała szereg praw – ustanowiono Sejm Krajowy decydujący o sprawach prowincji, przywrócono urzędowy język polski oraz polskojęzyczne wykłady na uniwersytetach, zakładano nowe instytucje nauki. Mimo że sejm został zdominowany przez arystokrację, Galicja była jedynym zaborem, w którym Polacy uczestniczyli w rządach. Rozwój naukowy przyczynił się do wykształcenia pokolenia wybitnych naukowców i artystów, a Kraków i Lwów stały się centrami kultury. Druga połowa XIX wieku stała się w Galicji również czasem formowania narodowego ruchu niepodległościowego zarówno dla Polaków, jak i dla Ukraińców. W Krakowie rozpoczęły swoją działalność Legiony Piłsudskiego.

### II Rzeczpospolita

#### Dwudziestolecie międzywojenne

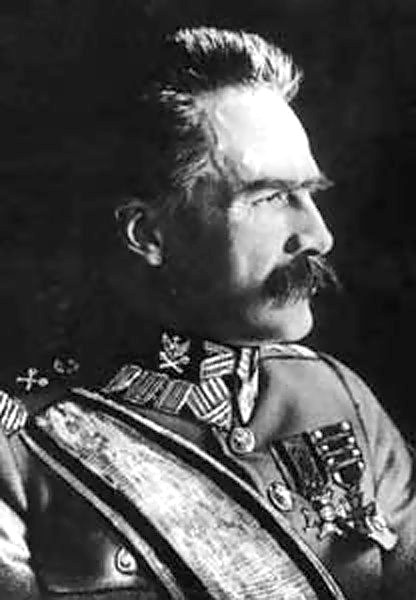
Józef Piłsudski, naczelnik państwa w latach 1918–1922

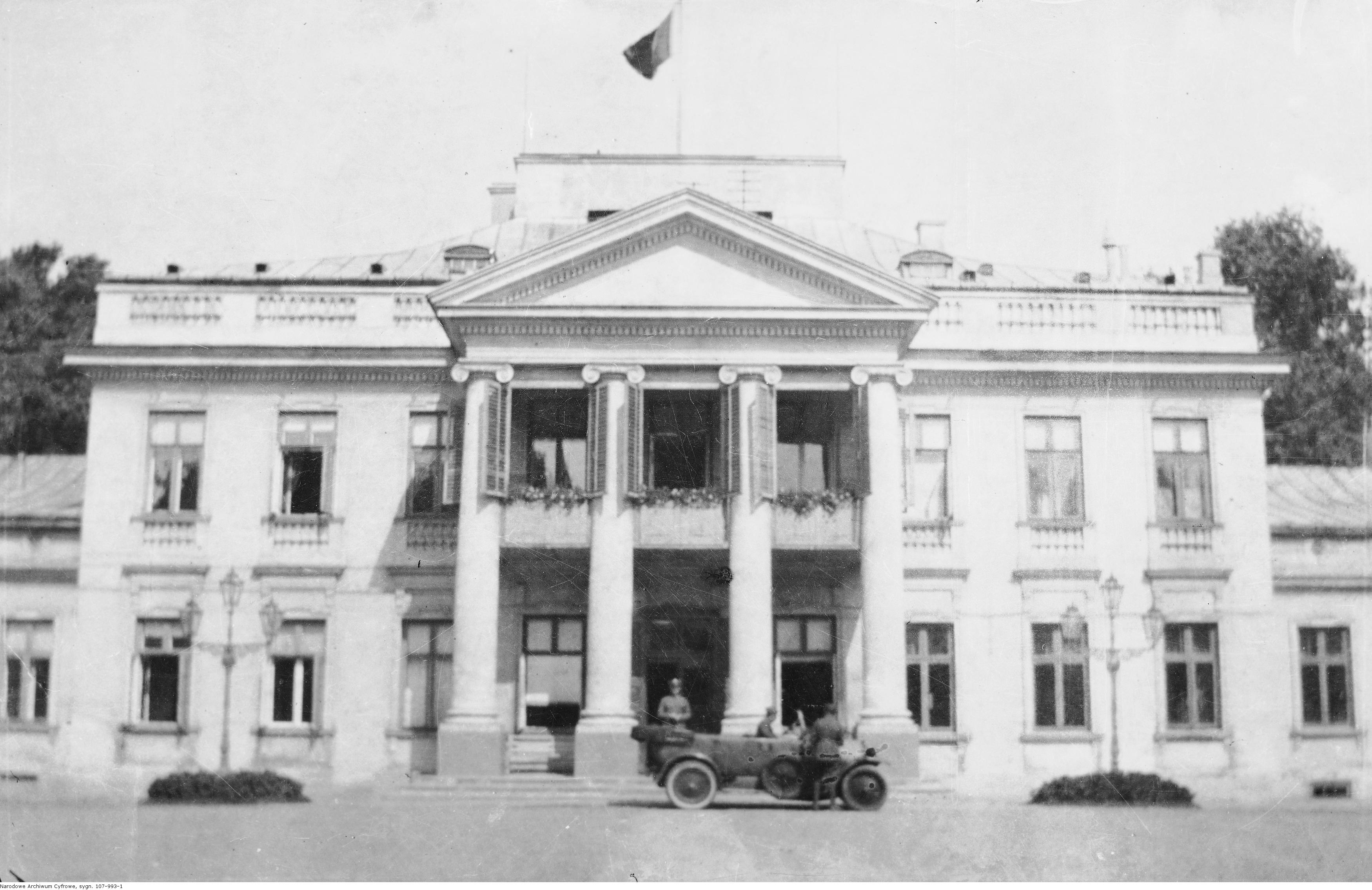
Belweder, siedziba Naczelnika Państwa, następnie Prezydenta RP

Za symboliczny początek II Rzeczypospolitej uznaje się 11 listopada 1918, w którym to dniu władzę wojskową w Warszawie objął Józef Piłsudski. W wyniku jego działań wojska niemieckie wycofały się z miasta, po czym 22 listopada przyjął on dla siebie tytuł Tymczasowego Naczelnika Państwa. Po zakończeniu I wojny światowej zwycięskie państwa Ententy zaaprobowały plan utworzenia niepodległego państwa polskiego. Kluczowe decyzje zapadły podczas kończącej wojnę konferencji pokojowej w Paryżu. 
Pierwsze lata po ogłoszeniu niepodległości były okresem niepokojów społecznych i konfliktów. W latach 1918–1921 Polska prowadziła równocześnie sześć wojen ze swoimi sąsiadami. Toczyły się konflikty z Litwą i Ukrainą dotyczące wschodniej granicy kraju, wybuchły trzy powstania na Śląsku i powstanie w Wielkopolsce przeciwko niemieckim władzom na tych terenach, dochodziło do konfliktów z Czechosłowacją o sporne tereny graniczne. Najpoważniejszym konfliktem tego okresu była wygrana przez Polskę wojna polsko-bolszewicka w 1919 r. W 1922 w granice RP włączono Litwę Środkową.
Podstawowym problemem II Rzeczypospolitej był brak spójności w ramach samego społeczeństwa polskiego. Ludność wywodziła się z terenów trzech zaborów, które przez ponad stulecie stanowiły tereny różnych państw. Trudnością były też różnice pomiędzy mniejszościami narodowymi, które stanowiły znaczną część społeczeństwa. Osób określających się jako Polacy było około 68,9%, Ukraińców było 13,9%, Żydów 8,7%, Białorusinów 3,1% a Niemców 2,3%. Około 75% ludności Polski mieszkało na wsi, której największymi problemami było ubóstwo i duże przeludnienie. Polska scena polityczna również była miejscem silnych konfliktów. Czołowe partie polityczne – Polska Partia Socjalistyczna, Polskie Stronnictwo Ludowe i Narodowa Demokracja prezentowały diametralnie różne wizje państwa polskiego. Tragicznym rezultatem tych napięć było, w grudniu 1922, zabójstwo prezydenta Gabriela Narutowicza, związanego z PSL.
W pierwszych latach istnienia Polska przyjęła ustrój demokracji parlamentarnej – w styczniu 1919 odbyły się pierwsze wybory do Sejmu, a 17 marca 1921 uchwalono tekst konstytucji. W roku 1924 w ramach kształtowania gospodarki państwa i walki z rosnącą inflacją przeprowadzono pakiet reform premiera Władysława Grabskiego, wprowadzono nową walutę – złotego oraz założono Bank Polski. Prowadzono duże inwestycje w przemysł wydobywczy na Śląsku, rozbudowywano infrastrukturę elektryczną i kolejową, zbudowano Centralny Okręg Przemysłowy i nowy port morski w Gdyni. Okres międzywojenny był czasem intensywnego rozwoju kultury polskiej – powstawały ważne dzieła literackie i malarskie, a również prace naukowe. Państwo skutecznie inwestowało w edukację, szczególnie w nauczanie początkowe na terenach wiejskich.
W 1926 roku, w sytuacji kryzysu politycznego Józef Piłsudski doprowadził do wojskowego zamachu stanu, znanego jako przewrót majowy (12-15 V). W wyniku przewrotu system demokracji parlamentarnej został przekształcony w system autorytarny, w którym większość władzy obejmował prezydent, natomiast wolność działania opozycji oraz wolność prasy i słowa została poważnie ograniczona. Władzę przejął Piłsudski oraz jego współpracownicy, tworzący środowisko znane jako sanacja. Autorytarny sposób sprawowania władzy przez „pułkowników” przyczynił się do dalszego rozszerzenia napięć społecznych i radykalnych postaw w czasie lat 30. Z drugiej strony państwo przetrwało najtragiczniejsze skutki recesji gospodarczej oraz trudnej sytuacji międzynarodowej. Ostatni rząd "pułkowników" upadł w październiku 1935 r. Do władzy doszły inne skrzydła obozu piłsudczykowskiego, spośród których przewagę uzyskał gen. Edward Śmigły-Rydz i jego otoczenie. Zmiany w środowisku piłsudczyków miały miejsce w dobie pogłębiającej radykalizacji w polityce wewnętrznej i wzrastających zagrożeń na arenie międzynarodowej.     

#### II wojna światowa

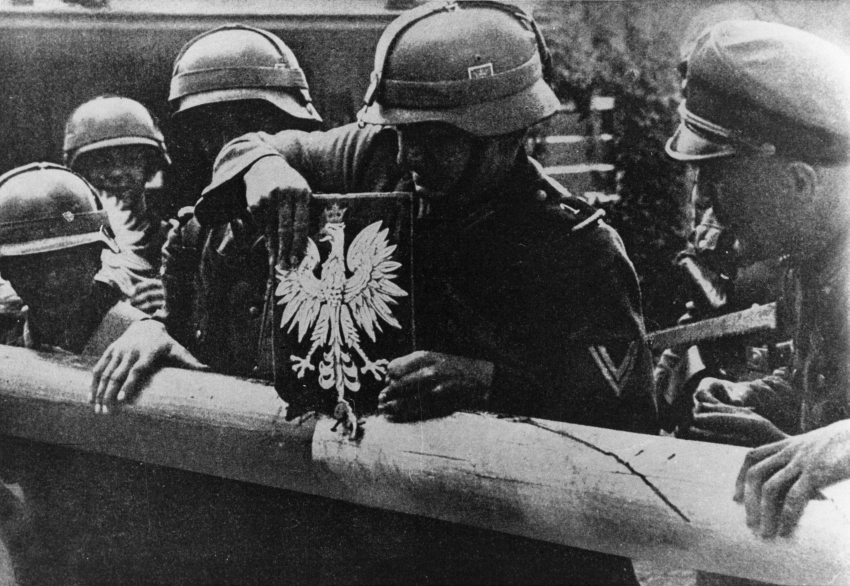
wrzesień 1939 – niszczenie polskiego szlabanu granicznego

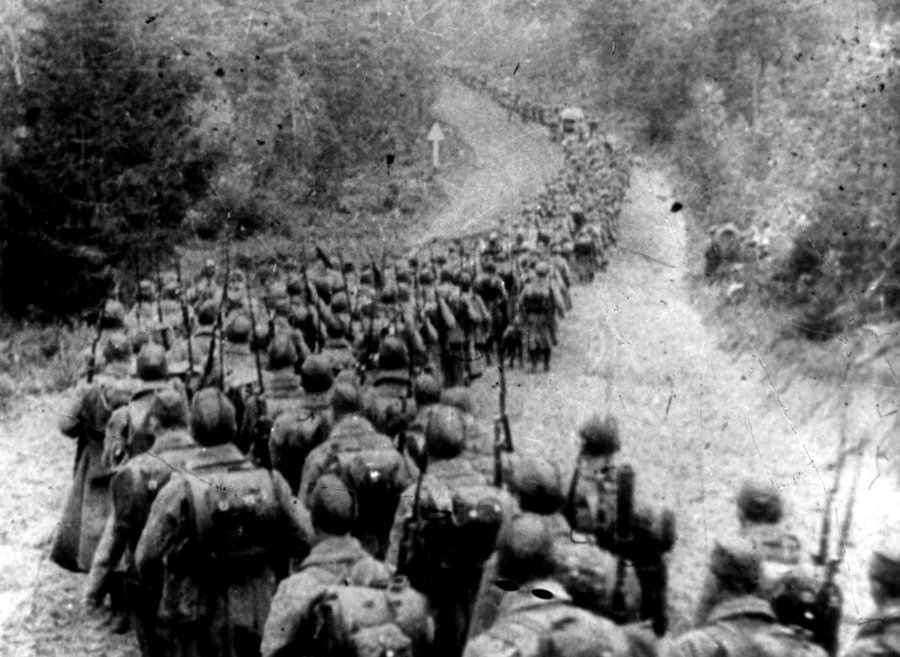
Kolumny piechoty sowieckiej wkraczające do Polski 17 września 1939

1 września 1939 wojska hitlerowskich Niemiec uderzyły na Polskę. W pierwszych tygodniach po inwazji rozegrało się kilka ważniejszych bitew, z których największą była przegrana przez polskie wojsko bitwa nad Bzurą. 14 września wojska niemieckie rozpoczęły oblężenie Warszawy. Równocześnie z oblężeniem miasta rozpoczęła się ewakuacja urzędów centralnych, rządu i prezydenta przez granicę południową do Rumunii.
17 września 1939 Polska zaatakowana została również przez Armię Czerwoną, której natarcie było skutkiem tajnego porozumienia pomiędzy III Rzeszą a ZSRR. Walki trwały do początków października 1939 – 28 września skapitulowali obrońcy Warszawy, a 6 października zakończyła się bitwa pod Kockiem – ostatnia, przegrana przez Polaków bitwa kampanii wrześniowej.
W czasie II wojny światowej II Rzeczpospolita zachowała podmiotowość, w stosunkach dyplomatycznych do końca wojny reprezentowana była przez rząd Rzeczypospolitej Polskiej na uchodźstwie, który uzyskał schronienie w Paryżu (do 1940), a następnie w Londynie.
Terytorium Polski zostało podzielone pomiędzy III Rzeszę i Związek Radziecki na podstawie dwustronnego traktatu o granicach i przyjaźni zawartego 28 września 1939. Terytorium okupowane przez Związek Radziecki zostało wcielone do ZSRR; zachodnia część terytorium okupowanego przez Niemcy została wcielona do III Rzeszy, na pozostałej części utworzono tzw. Generalne Gubernatorstwo. Związek Radziecki przekazał 26 października 1939 Wilno i część województwa wileńskiego pod okupację Litwy. Także na rzecz Słowacji Polska utraciła ziemie tworzące tzw. Polski Spisz i polską część Orawy. Równocześnie z wprowadzeniem władzy okupacyjnej rozpoczęły się represje wymierzone w społeczeństwo polskie. Na terenach okupowanych przez Niemcy i ZSRR prowadzono masowe aresztowania i egzekucje osób pełniących wcześniej funkcje państwowe lub zaangażowanych w ruch oporu. W roku 1940 miała miejsce zbrodnia katyńska. Szczególny rodzaj prześladowań wymierzony został przez Niemców w żydowską ludność Polski – osoby pochodzenia żydowskiego zmuszone zostały do zamieszkania w zamkniętych dzielnicach – gettach, stopniowo odebrane zostały im wszelkie prawa. W 1943 wybuchło powstanie w getcie warszawskim. Od 1941  r. w niemieckich obozach zagłady zginęło około 90% Żydów będących obywatelami Polski. Hitlerowcy prowadzili również masowe wysiedlenia ludności polskiej, w których wyniku wiele osób pozbawionych zostało miejsca zamieszkania i zmuszonych do przymusowej pracy na terenie Niemiec.
Odpowiedzią na represje i aresztowania była zbrojna działalność Państwa Podziemnego i organizacji ruchu oporu. Kulminacją tych działań była akcja „Burza” i powstanie warszawskie w 1944 r.
Na wschodnich terenach II RP w czasie okupacji niemieckiej, ukraińscy nacjonaliści dokonali rzezi wołyńskiej i galicyjskich czystek etnicznych, w wyniku tych działań zamordowano 60–100 tysięcy Polaków, a ponad 1000 polskich miejscowości zostało kompletnie zniszczonych.
Polska wśród wszystkich państw, które walczyły przeciwko Rzeszy Niemieckiej poniosła najwyższe straty osobowe w przeliczeniu na 1000 mieszkańców: 220 osób. Prócz strat biologicznych poniosła ogromne straty materialne, których wysokość wynosiła 48 688,9 mld dolarów według wartości z 1938 roku. Zniszczenia wojenne miały katastrofalny wpływ na dochód narodowy, którego wartość spadła w 1945 roku do 38, 2% wartości dochodu przedwojennego. Równie wielkie były straty Polski w zakresie kultury, oświaty i nauki. Hitlerowcy zniszczyli lub zrabowali 43% dorobku kulturalnego Polski. Niemal doszczętnie zniszczono instytuty badawcze, towarzystwa naukowe i fundacje.
W wyniku działań II wojny światowej i w czasie okupacji zginęło około 16% obywateli Polski, zniszczonych zostało wiele miast, w tym niemal całkowicie Warszawa.

### Polska Rzeczpospolita Ludowa

Obszar II RP we współczesnych granicach Polski ustalonych na początku istnienia PRL

W styczniu 1944 nacierająca na Wehrmacht Armia Czerwona przekroczyła granicę polsko-radziecką sprzed 1939 r. 21 lipca 1944 w Moskwie utworzono Polski Komitet Wyzwolenia Narodowego (PKWN), który sprawował władzę na terytorium Polski zajmowanym przez Armię Czerwoną; w skład PKWN weszli wyznaczeni przez Józefa Stalina polscy działacze komunistyczni. PKWN został przekształcony kolejno w Rząd Tymczasowy (31 lipca 1944) i Tymczasowy Rząd Jedności Narodowej (28 czerwca 1945). W konsekwencji Stany Zjednoczone i Wielka Brytania wycofały uznanie międzynarodowe dla rządu RP na uchodźstwie (ZSRR i Francja uznały już PKWN w 1944). Władze komunistyczne w Polsce wyeliminowały z życia publicznego wszystkie partie opozycyjne, wprowadziły terror policyjny i masowe aresztowania politycznych przeciwników, głównie działaczy organizacji konspiracyjnych z czasów okupacji. W wyniku sfałszowanych wyborów parlamentarnych (1947) zdecydowaną większość mandatów w Sejmie Ustawodawczym objął Blok Demokratyczny (PPR, PPS, SD, SL).
W pierwszych latach po zakończeniu II wojny światowej przeprowadzono wiele zmian społecznych i politycznych – m.in. zasiedlenie Ziem Odzyskanych, nacjonalizację przemysłu oraz reformę rolną. Rozpoczęto odbudowę kraju ze zniszczeń wojennych, w tym odbudowę zburzonej Warszawy. W 1948  r. powstała Polska Zjednoczona Partia Robotnicza, co spowodowało faktyczne wprowadzenie w Polsce systemu jednopartyjnego. W 1952  r. państwo polskie zmieniło nazwę na Polska Rzeczpospolita Ludowa, uchwalono również Konstytucję Polskiej Rzeczypospolitej Ludowej. Jednocześnie zwiększono terror policyjny oraz prześladowania opozycji, Kościoła katolickiego i przedwojennych działaczy publicznych, które trwały aż do śmierci Stalina (1953). W 1956  r. odbył się pierwszy w PRL strajk generalny oraz krwawo stłumione przez wojsko i milicję demonstracje w Poznaniu.
W wyniku zmian w Związku Radzieckim przeprowadzonych po śmierci Stalina również w Polsce zmniejszono represje wymierzone w obywateli i powołano nowe władze, których przywódcą został I sekretarz PZPR Władysław Gomułka. Nowy rząd podjął próbę zmiany relacji ze społeczeństwem i reformy gospodarki, których jednak zaprzestano już po kilku latach. W latach 1960–1966 w całym kraju uroczyście obchodzono Tysiąclecie Państwa Polskiego. W 1968 władze rozbiły demonstracje studentów w Warszawie i Krakowie, co stało się pretekstem do antysemickiej i antyinteligenckiej kampanii, w której wyniku wiele osób zmuszonych zostało do emigracji. Po kolejnej fali brutalnie stłumionych strajków robotniczych w 1970 roku Władysław Gomułka zrezygnował ze stanowiska I sekretarza, a jego miejsce zajął Edward Gierek.
Nowa ekipa rządowa podjęła próbę reformy gospodarki i przyspieszania wzrostu gospodarczego kraju. W wyniku reform wprowadzonych przez ekipę Gierka, które finansowano głównie z pożyczek zagranicznych, rozpoczęto budowę wielu nowych zakładów przemysłowych, zmechanizowano rolnictwo, budowano masowo osiedla mieszkaniowe. Podniósł się też poziom życia społeczeństwa, wzrosła dostępność wielu produktów oraz wysokość zarobków. Z powodu błędów ekonomicznych wynikających ze stosowania centralnie planowanej gospodarki już w roku 1975 doprowadzono do załamania gospodarki i dużego zwiększenia zadłużenia zagranicznego Polski. Zmusiło to rząd do wprowadzenia dużych podwyżek cen żywności, na co społeczeństwo zareagowało falą strajków i protestów, które wybuchły w czerwcu 1976. Strajki te zostały brutalnie stłumione przez milicję, a ich uczestnicy objęci represjami. Protesty w 1976  r. doprowadziły do powstania pierwszych organizacji opozycji antykomunistycznej.

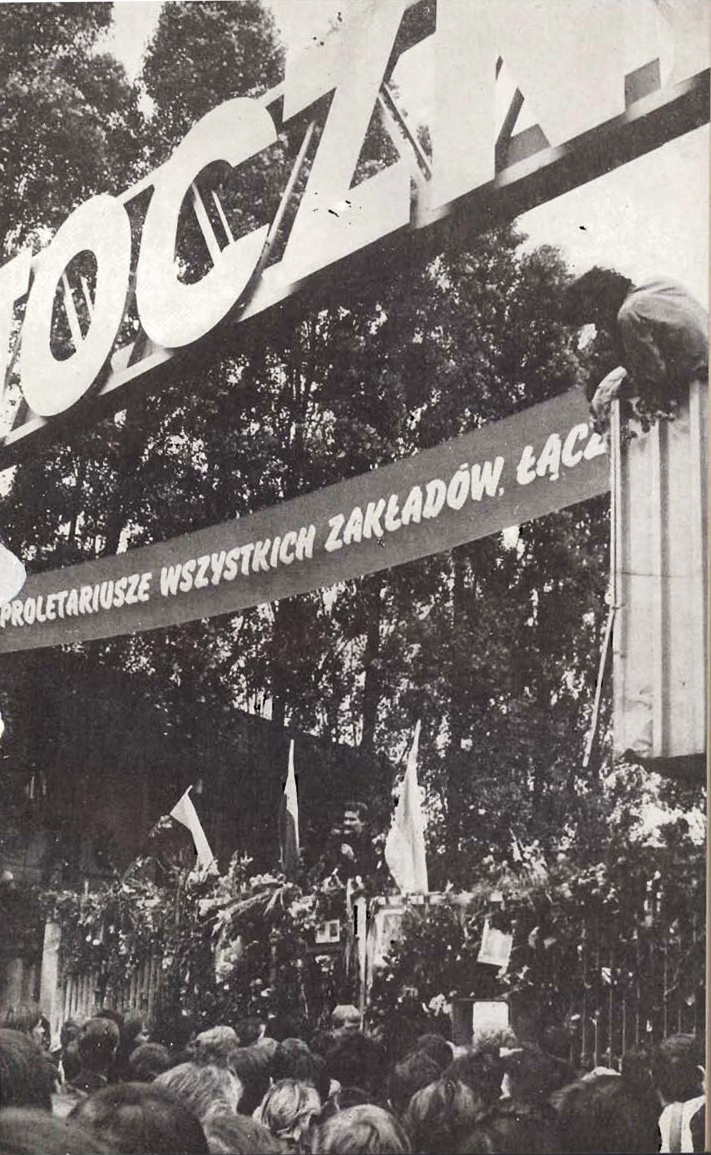
Strajk w Stoczni Gdańskiej (sierpień 1980)

Kolejne strajki wybuchły w lipcu i sierpniu 1980. Władze podjęły z protestującymi rozmowy, w których wyniku podpisano porozumienia sierpniowe. Porozumienia te gwarantowały m.in. powstanie legalnego związku zawodowego – NSZZ „Solidarność”. We wrześniu 1980 Edward Gierek został odsunięty od władzy, a jego miejsce zajął Stanisław Kania, który jednak zrezygnował ze stanowiska w październiku 1981, zastąpił go Wojciech Jaruzelski. Po ponad rocznym okresie względnej swobody politycznej, 13 grudnia 1981 Rada Państwa wprowadziła na obszarze całego kraju stan wojenny; władzę de facto przejęła Wojskowa Rada Ocalenia Narodowego, ograniczono prawa obywatelskie, internowano liderów opozycji i in. Stan wojenny zniesiono w 1983. Od 1983 zaczął się wzrost PKB, ale do końca dekady nie osiągnął on poziomu z 1978.
W drugiej połowie lat 80. władze państwowe rozpoczęły proces demokratyzacji i liberalizacji życia społeczno-politycznego; w 1988  r. m.in. utworzono urząd Rzecznika Praw Obywatelskich, zaniechano zagłuszania audycji Radia Wolna Europa, rozpoczęto II etap reformy gospodarczej, Sejm przyjął ustawę Wilczka, podjęto rozmowy w Magdalence, premierem został Mieczysław Rakowski, odbyła się telewizyjna debata pomiędzy Alfredem Miodowiczem i Lechem Wałęsą, zawiązano Komitet Obywatelski „Solidarność”. W 1989  r. odbyły się obrady Okrągłego Stołu, w wyniku ustaleń których ponownie zarejestrowano NSZZ „Solidarność” i NSZZ RI „Solidarność” oraz rozpoczęto przygotowania do „kontraktowych” wyborów parlamentarnych, które uważa się za cezurę między PRL i III RP.

### III Rzeczpospolita

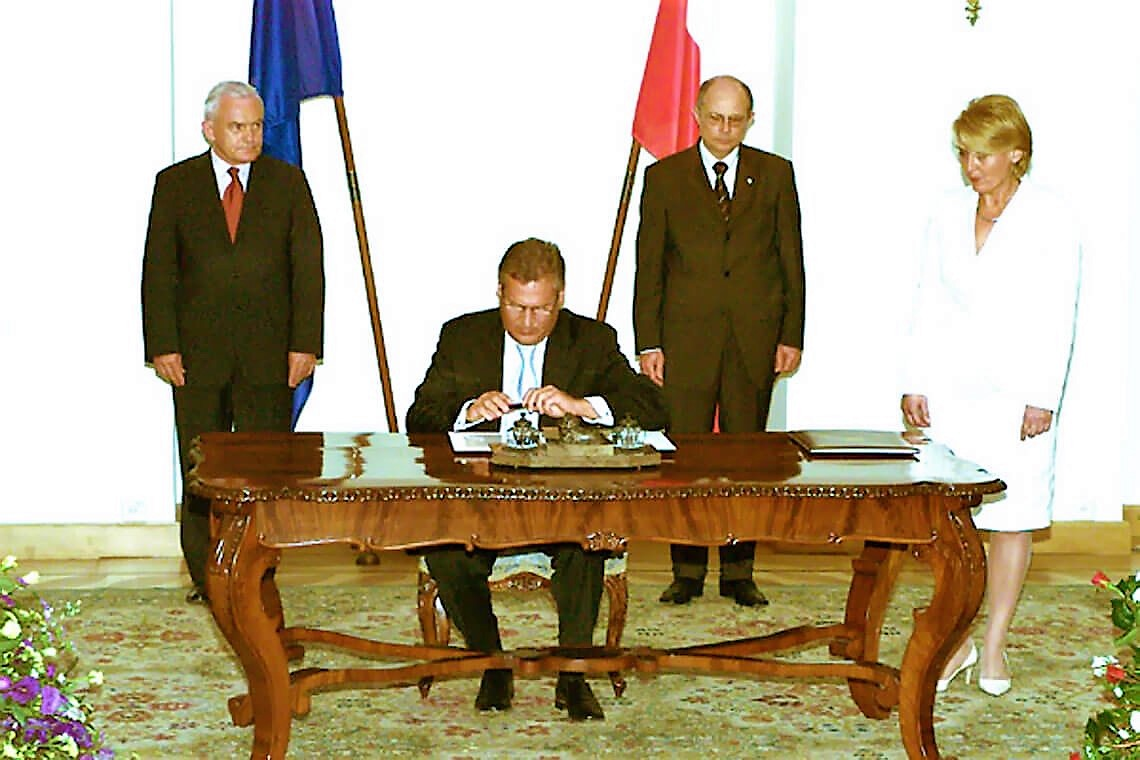
Podpisanie przez prezydenta Aleksandra Kwaśniewskiego traktatu dotyczącego przystąpienia Polski do Unii Europejskiej

W trakcie obrad Okrągłego Stołu ustalono, że w wyborach parlamentarnych kandydaci opozycji będą mogli otrzymać maksymalnie 35% miejsc w Sejmie oraz dowolną liczbę miejsc w Senacie. Władze państwowe zobowiązały się również do dopuszczenia do utworzenia wolnych mediów oraz do zakończenia represji wobec opozycjonistów. Pierwsze częściowo wolne wybory odbyły się 4 i 18 czerwca 1989, w ich wyniku Komitet Obywatelski „Solidarność” otrzymał maksymalną liczbę miejsc w Sejmie. 19 lipca 1989 gen. Wojciech Jaruzelski został prezydentem wybranym przez Sejm. 24 sierpnia 1989 powstał pierwszy demokratyczny rząd Tadeusza Mazowieckiego.
Demokratyczne władze Polski przeprowadziły w czasie pierwszych lat III Rzeczypospolitej wiele istotnych zmian i reform. Zmieniono nazwę państwa na Rzeczpospolita Polska i przywrócono do godła orła w koronie.
Równocześnie pogarszała się sytuacja gospodarcza. W wyniku ograniczenia inwestycji w latach 80. w 1989  r. zużycie maszyn i urządzeń w przemyśle osiągnęło 64%. W okresie rządów Jaruzelskiego kupiono za granicą 26 licencji, w latach 70. ponad 400. W pierwszym półroczu 1989  r. ponad połowę wydatków państwa sfinansowano kredytem z NBP, czyli drukowaniem pieniędzy. Rezerwy walutowe banków były bliskie zera. W wyniku porozumień Okrągłego Stołu w lipcu 1989 wprowadzono ustawową indeksację płac równoważącą inflację. W sierpniu uwolniono ceny żywności – dotacje do nich osiągnęły prawie 40% dochodów państwa. Uwolnione ceny żywności wzrosły gwałtownie, a za nimi indeksowane płace, co umożliwiało dalszy wzrost cen i płac w warunkach niedoboru towarów. Inflacja w okresie sierpień – październik osiągnęła 189% i ponad 600% w całym 1989 r.
W 1990  r. wprowadzono pakiet reform gospodarczych znanych jako plan Balcerowicza, w którym znacznie obniżono indeksację płac w celu obniżeniu inflacji (więcej w popiwek), wprowadzono wolny rynek i obniżono deficyt budżetowy.
Wybory prezydenckich w 1990 roku wygrał Lech Wałęsa. W 1990  r. zawarto polsko-niemiecki traktat graniczny, potwierdzający granicę na Odrze i Nysie Łużyckiej. W tym samym roku wybuchła afera FOZZ.
W 1997  r. przyjęto nową Konstytucję RP określającą zasady działania państwa.
Kolejnymi prezydentami III Rzeczypospolitej byli Aleksander Kwaśniewski (1995–2005), Lech Kaczyński (2005–2010), który zginął w katastrofie smoleńskiej wraz z 95 innymi osobami Bronisław Komorowski (2010–2015), Andrzej Duda (2015–2025) i Karol Nawrocki (od 2025). Od ukształtowania III RP w 1989  r. w kraju istniało 18 ekip rządowych, których działania doprowadziły do znacznego rozwoju państwa i wzrostu poziomu życia jego mieszkańców. Strategicznym celem rządów pierwszego dwudziestolecia III RP było wejście do NATO i Unii Europejskiej, co zostało osiągnięte odpowiednio w 1999 i 2004 roku. Polska odgrywa istotną rolę w rozszerzonej Unii Europejskiej, czego znakiem było m.in. pełnienie przez Jerzego Buzka w latach 2009–2012 funkcji przewodniczącego Parlamentu Europejskiego oraz pełnienie przez Donalda Tuska funkcji przewodniczącego Rady Europejskiej w latach 2014–2019.

## Ustrój polityczny
Na podstawie Konstytucji Rzeczypospolitej Polskiej z 1997  r. Polska jest republiką parlamentarną z systemem parlamentarno-gabinetowym, opierającą się na trójpodziale władzy.

### Konstytucja
Konstytucja Rzeczypospolitej Polskiej to najważniejszy akt prawny w Polsce, uchwalony 2 kwietnia 1997 przez Zgromadzenie Narodowe i zatwierdzony w ogólnonarodowym referendum 25 maja 1997. Został ogłoszony w Dzienniku Ustaw: Dz.U. z 1997 r. nr 78, poz. 483, wszedł w życie 17 października 1997. Konstytucja złożona jest z preambuły i 13 rozdziałów, w tym 243 artykuły. Konstytucja określa charakter ustroju państwowego. Ukazuje sposób zorganizowania i działania głównych organów państwa. Definiuje status prawny obywateli i sposób ich wpływania na politykę państwa.

### Władza ustawodawcza

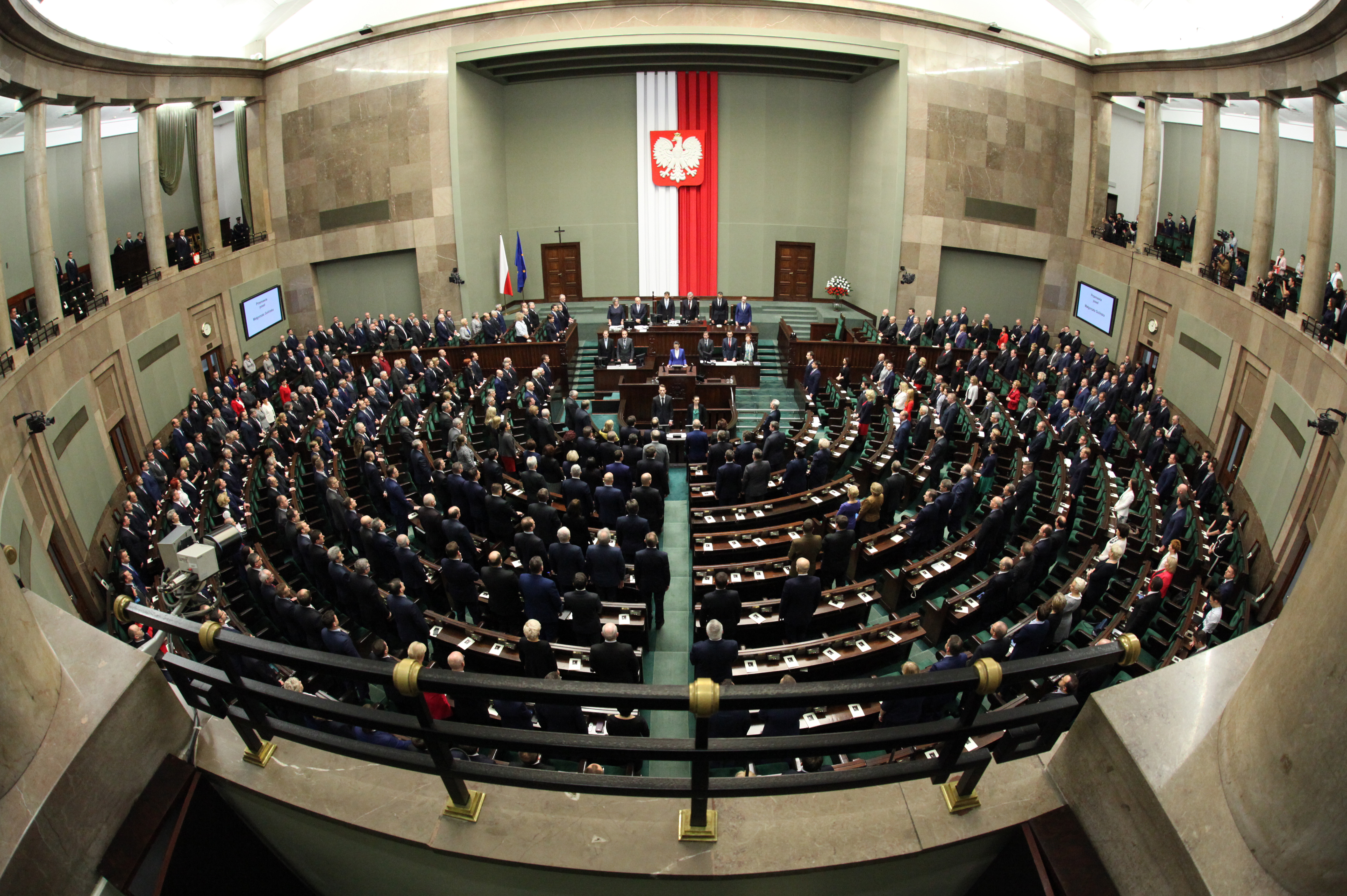
Sala Posiedzeń Sejmu

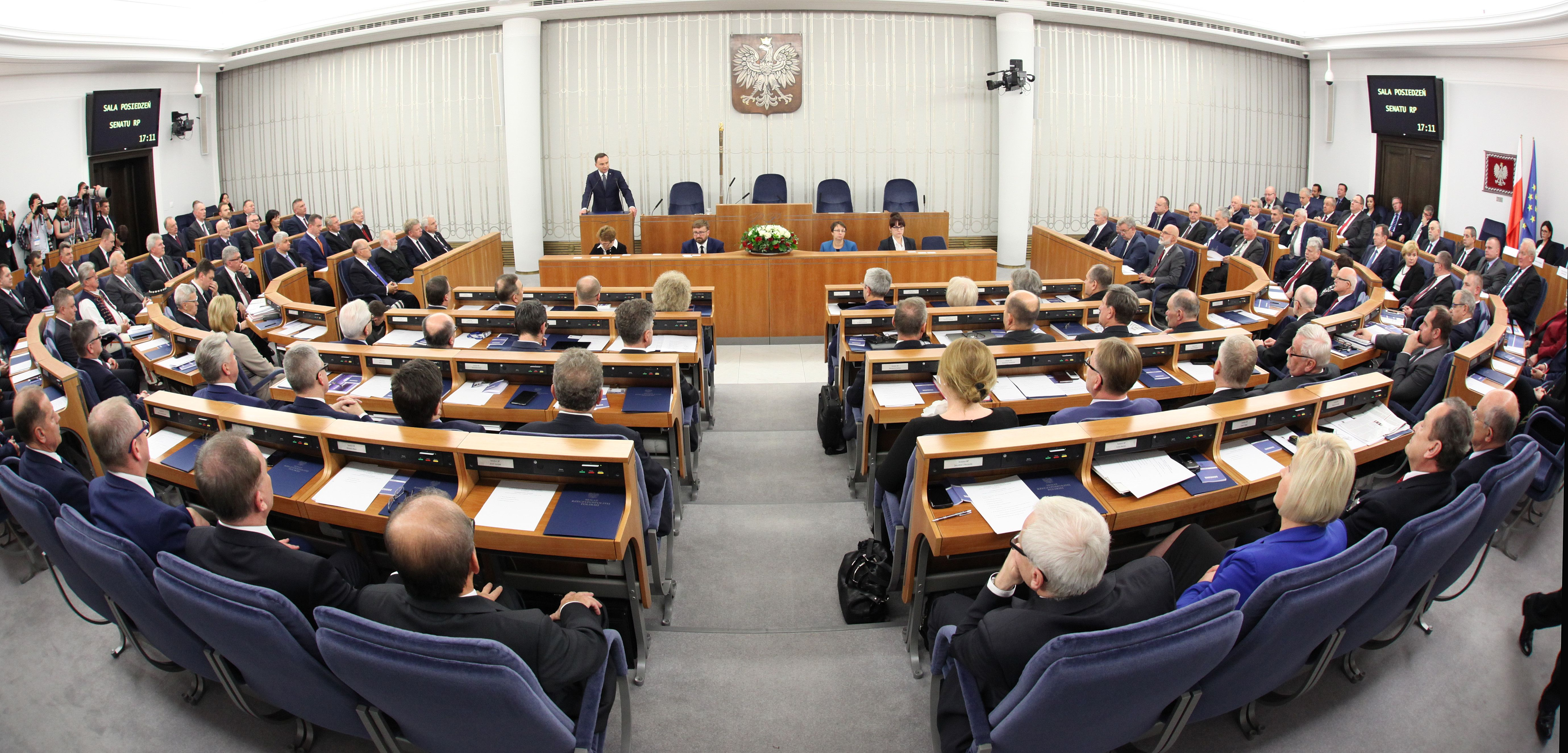
Sala Posiedzeń Senatu

Władzę ustawodawczą stanowi dwuizbowy parlament (Sejm – 460 posłów, Senat – 100 senatorów) wybierany w bezpośrednich, powszechnych i tajnych wyborach parlamentarnych na 4-letnią kadencję od dnia pierwszego posiedzenia. Jego głównym zadaniem jest stanowienie prawa poprzez uchwalanie ustaw konstytucyjnych i zwykłych, w tym budżetowej, a także ratyfikowanie umów międzynarodowych. W wyjątkowych przypadkach opisanych w Konstytucji możliwe jest rozwiązanie Sejmu (a jednocześnie Senatu) przed upływem końca kadencji przez głowę państwa lub uchwałę przyjętą większością 2/3 głosów. Jego przedłużenie możliwe jest jedynie w czasie stanu wyjątkowego lub do 3 miesięcy po zakończeniu kadencji.
Organizację Sejmu i Senatu, porządek prac oraz sposób powoływania i działalności ich organów określają regulaminy uchwalone przez każdą z izb.
Sejm i Senat ze swego grona wybierają marszałka i wicemarszałków, którzy tworzą prezydium. Marszałek Sejmu jest najwyższym przedstawicielem izby niższej parlamentu, przewodniczy obradom Sejmu oraz reprezentuje go na zewnątrz. Sejm i Senat powołują również komisje parlamentarne: stałe, które mają za zadanie przygotowywanie projektów w dziedzinie ustawodawstwa i kontroli (obecnie działa ich 39: 25 w Sejmie i 14 w Senacie) oraz nadzwyczajne, powoływane w celu rozpatrzenia konkretnych spraw izby i ulegające rozwiązaniu po wykonaniu zadania. Specjalnym rodzajem komisji nadzwyczajnej jest sejmowa komisja śledcza.
Posłowie i senatorowie mogą tworzyć kluby parlamentarne składające się z co najmniej 15 parlamentarzystów, a posłowie ponadto koła poselskie, dla utworzenia których potrzeba 3 posłów.
Przewodniczący klubów parlamentarnych wraz z członkami prezydium tworzą Konwent Seniorów, organ zapewniający współdziałanie klubów poselskich w sprawach związanych z działalnością i tokiem prac izb w polskim parlamencie. Posłom i senatorom w okresie sprawowania przez nich mandatu przysługuje immunitet.

#### Proces legislacyjny
Prawo inicjatywy ustawodawczej, na mocy art. 118 Konstytucji RP i art. 32 Regulaminu Sejmu, przysługuje prezydentowi, rządowi, Senatowi, grupie 15 posłów lub komisji sejmowej, a także grupie 100 tys. obywateli. Projekt ustawy trafia do tzw. laski marszałkowskiej. Następnie odbywają się trzy czytania w Sejmie. Ustawę przyjętą przez Sejm rozpatruje Senat, który ma prawo zgłosić do niej poprawki lub ustawę odrzucić (po odrzuceniu ustawa wraca do Sejmu, gdzie bezwzględną większością głosów w obecności co najmniej 230 posłów można odrzucić sprzeciw Senatu). Uchwalona przez Sejm i Senat ustawa trafia następnie do Prezydenta RP, który może ją w ciągu 21 dni przyjąć i podpisać bądź zgłosić weto i przekazać do ponownego rozpatrzenia Sejmowi (weto prezydenckie może być odrzucone przez izbę niższą parlamentu większością 3/5 głosów w obecności co najmniej 230 posłów) lub wystąpić do Trybunału Konstytucyjnego z wnioskiem o zbadanie jej zgodności z Konstytucją. Podpisaną ustawę publikuje się w Dzienniku Ustaw Rzeczypospolitej Polskiej.

#### System prawny
System prawny w Polsce ma charakter tzw. prawa stanowionego, tzn. nie wykorzystuje w procesie stosowania prawa zjawiska precedensu, powszechnie występującego w krajach anglosaskich.

### Władza wykonawcza

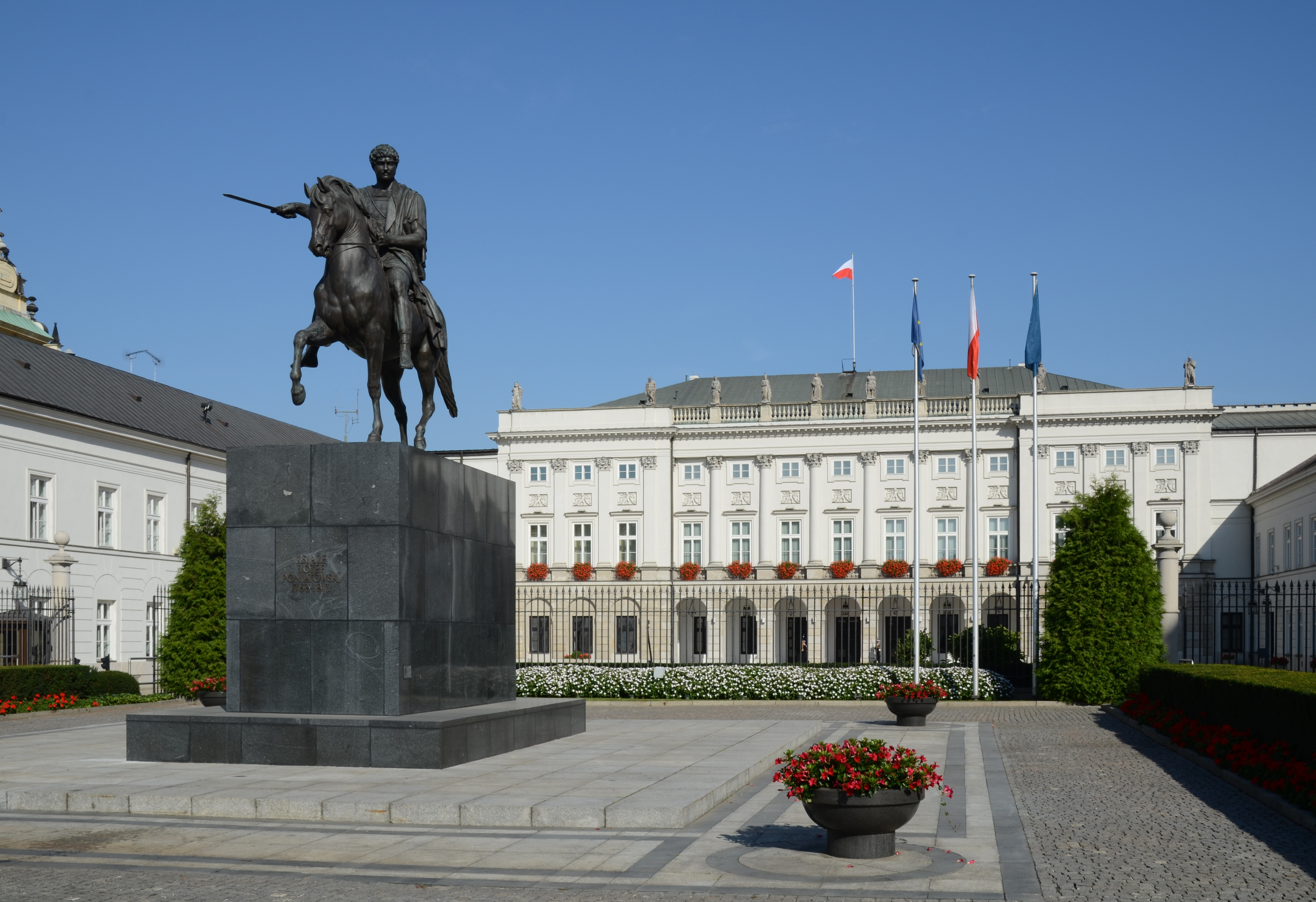
Pałac Prezydencki w Warszawie

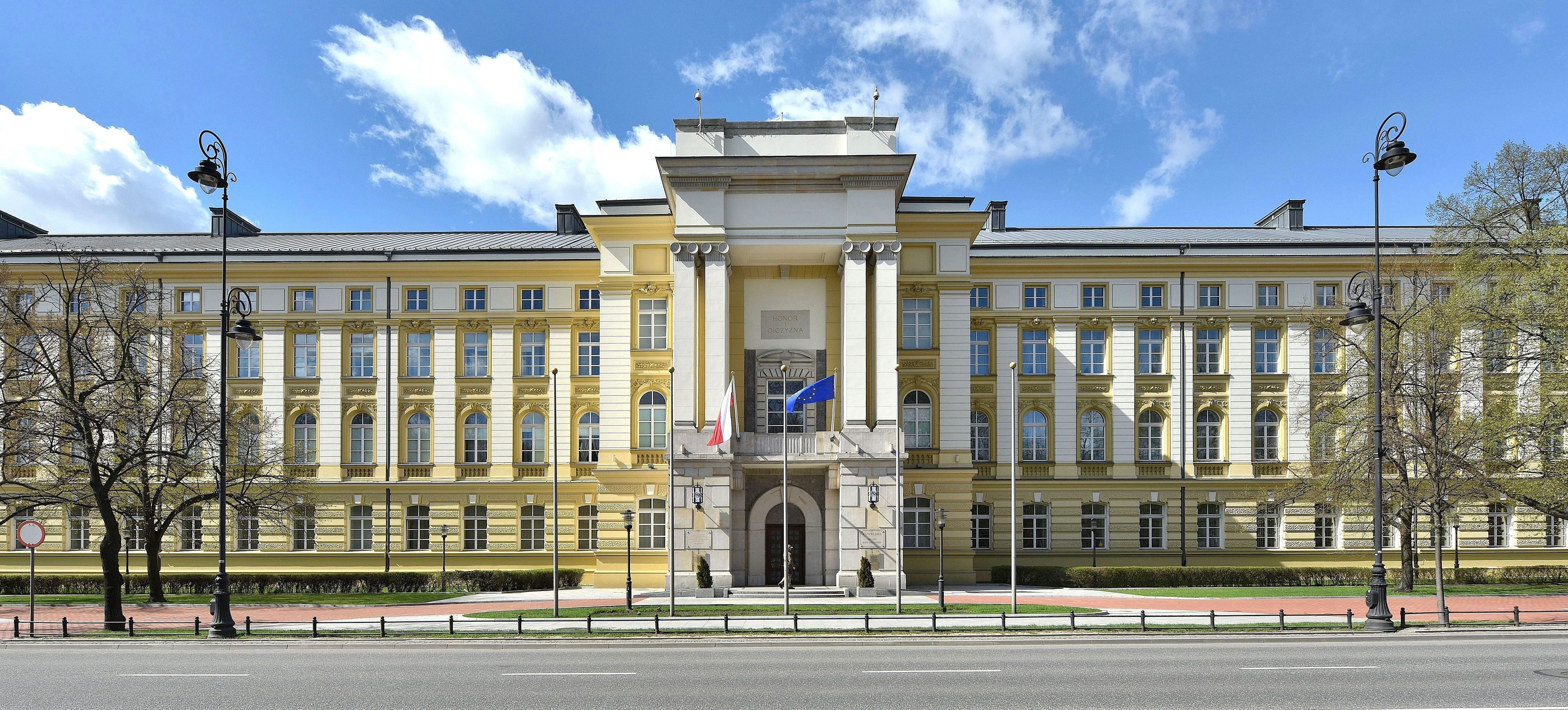
Gmach Kancelarii Prezesa Rady Ministrów

Organami władzy wykonawczej w Polsce są: Prezydent RP oraz Rada Ministrów. Prezydent jest wybierany w powszechnych wyborach prezydenckich na 5-letnią kadencję (wygrywa ten kandydat, który otrzyma bezwzględną większość głosów). Może on sprawować tę funkcję maksymalnie przez dwie kadencje. Według Konstytucji Prezydent jest najwyższym przedstawicielem państwa w stosunkach wewnętrznych i międzynarodowych, pełni funkcję zwierzchnika Sił Zbrojnych Rzeczypospolitej Polskiej, stoi na straży nienaruszalności i niepodzielności terytorium kraju oraz czuwa nad przestrzeganiem Konstytucji. Do jego uprawnień należy, m.in. podpisywanie ustaw przyjętych przez Sejm i Senat, ratyfikowanie umów międzynarodowych, powoływanie sędziów, nadawanie obywatelstwa czy stosowanie prawa łaski.
Organem doradczym Prezydenta RP w sprawach bezpieczeństwa państwa jest Rada Bezpieczeństwa Narodowego. W sprawach szczególnie ważnych dla interesu państwa prezydent może zwołać Radę Gabinetową – wspólne posiedzenie głowy państwa wraz z Radą Ministrów. W pełnieniu funkcji i wykonywaniu obowiązków prezydentowi pomaga Kancelaria Prezydenta RP.
Rada Ministrów, czyli rząd, jest kolegialnym organem władzy wykonawczej. W jego skład wchodzą: prezes Rady Ministrów (premier), wicepremierzy, ministrowie oraz przewodniczący komitetów.
Tryb tworzenia rządu określony jest w Konstytucji RP, w myśl której, prezydent desygnuje Radę Ministrów wraz z prezesem Rady Ministrów. Premier w terminie 14 dni przedstawia Sejmowi program działania rządu (exposé) z wnioskiem o udzielenie wotum zaufania (poparcia). Sejm uchwala wotum zaufania bezwzględną większością głosów w obecności co najmniej połowy ustawowej liczby posłów. W przypadku, gdyby rządowi nie udzielono wotum zaufania, Sejm w ciągu kolejnych 14 dni wybiera premiera oraz proponowanych przez niego członków Rady Ministrów według takich samych reguł głosowania. Prezydent RP powołuje tak wybrany rząd i odbiera przysięgę od jego członków. Na wypadek, gdyby w takim trybie rząd nie został powołany, Konstytucja RP przewiduje inne rozwiązanie. Prezydent w terminie 14 dni powołuje Prezesa RM i na jego wniosek członków RM. Sejm w ciągu następnych 14 dni udziela jej wotum zaufania, tym razem większością głosów. W razie nieudzielenia w takim trybie rządowi wotum zaufania, Prezydent RP skraca kadencję Sejmu i zarządza nowe wybory.

### Władza sądownicza

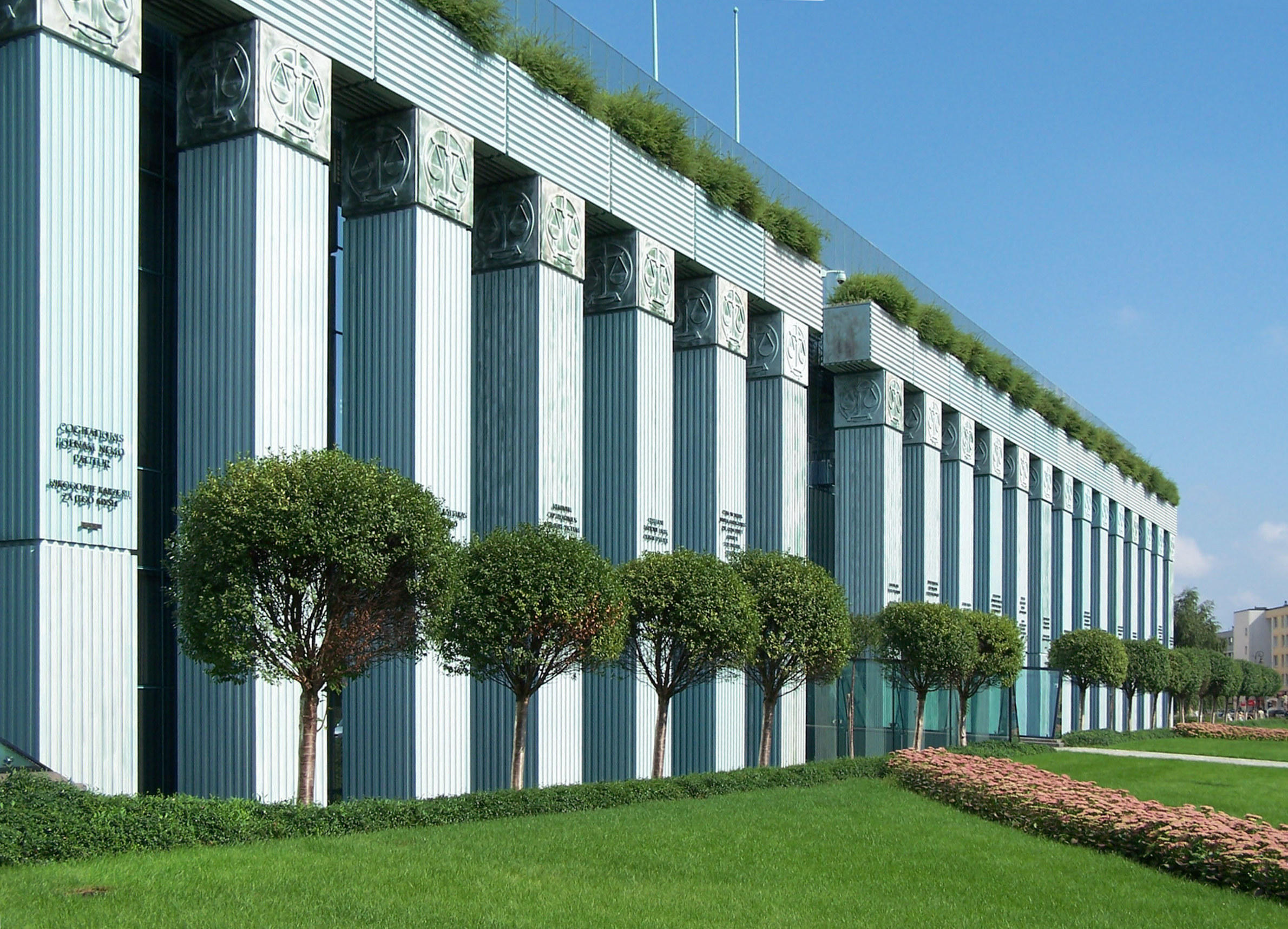
Kompleks Urbanistyczny Wymiaru Sprawiedliwości

Organami wymiaru sprawiedliwości w Polsce są: Sąd Najwyższy, sądy powszechne (rejonowe, okręgowe i apelacyjne) oraz sądy szczególne (sądy wojskowe i administracyjne – wojewódzkie sądy administracyjne i Naczelny Sąd Administracyjny). Wespół z Trybunałem Stanu i Trybunałem Konstytucyjnym tworzą niezawisłą władzę sądowniczą.
Podstawą władzy sądowniczej jest wyłącznie prawo, niezależne od innych organów państwowych. Sądy i trybunały wydają wyroki w imieniu Rzeczypospolitej Polskiej, wszyscy sędziowie i członkowie trybunałów podlegają wyłącznie Konstytucji RP i ustawom (a w wypadku Trybunału Konstytucyjnego – wyłącznie Konstytucji). Sędziowie nie mogą należeć do żadnej partii politycznej ani związków zawodowych (apolityczność). Nie wolno im również prowadzić działalności publicznej sprzecznej z zasadami niezależności sądów i niezawisłości sędziów.
Do kompetencji wymiaru sprawiedliwości należy orzekanie w rozpoznawanych sprawach z zakresu prawa karnego, prawa cywilnego i prawa administracyjnego.

### Partie polityczne
Status prawny polskich partii politycznych określają: Konstytucja Rzeczypospolitej Polskiej oraz ustawa z 27 czerwca 1997, w której zapisana jest pełna definicja partii politycznej, brzmiąca następująco:
Partia polityczna jest dobrowolną organizacją występującą pod określoną nazwą, stawiającą sobie za cel udział w życiu publicznym poprzez wywieranie metodami demokratycznymi wpływu na kształtowanie polityki państwa lub sprawowanie władzy publicznej.
Artykuł 13 Konstytucji RP zakazuje istnienia partii odwołujących się w swoich programach do totalitarnych metod i praktyk działania nazizmu, faszyzmu i komunizmu, a także tych, których program lub działalność zakłada lub dopuszcza nienawiść rasową i narodowościową, stosowanie przemocy w celu zdobycia władzy lub wpływu na politykę państwa albo przewiduje utajnienie struktur lub członkostwa.
Każda partia, która nie łamie art. 13 Konstytucji, podlega wpisaniu do ewidencji partii politycznych prowadzonej przez Sąd Okręgowy w Warszawie (wniosek musi być poparty przez co najmniej tysiąc pełnoletnich obywateli). Ewidencja partii politycznych jest jawna i dostępna dla każdego. Po wpisaniu do ewidencji partia ma moc prawną i jest objęta ochroną prawną przewidzianą dla dóbr osobistych.
Według danych z 2020 roku zarejestrowanych jest 87 partii politycznych.

#### Partie w Sejmie od 2023
Po wyborach parlamentarnych w 2023 r. mandaty rozkładają się następująco w Sejmie:
- Prawo i Sprawiedliwość (35,38%, 194 mandaty),
- Koalicja Obywatelska (30,70%, 157 mandatów),
- Trzecia Droga (14,40%, 65 mandatów),
- Nowa Lewica (8,61%, 26 mandatów),
- Konfederacja Wolność i Niepodległość (7,16%, 18 mandatów)

#### Komitety wyborcze w Senacie od 2023
Po wyborach parlamentarnych w 2023 r. mandaty rozkładają się następująco w Senacie:
- Koalicja Obywatelska – 41 senatorów
- Prawo i Sprawiedliwość – 34 senatorowie
- Trzecia Droga – 11 senatorów
- Nowa Lewica – 9 senatorów
- KWW Andrzej Dziuba - pakt senacki - 1 senator
- KWW Zygmunt Frankiewicz - pakt senacki – 1 senator
- KWW Krzysztof Kwiatkowski - pakt senacki – 1 senator
- KWW Wadim Tyszkiewicz - pakt senacki – 1 senator
- KWW Józefa Zająca - 1 senator

## Polityka zagraniczna

### Członkostwo w organizacjach międzynarodowych
III Rzeczpospolita jest członkiem wielu organizacji międzynarodowych. Polska jest jednym z członków założycieli organizacji takich jak: ONZ, Środkowoeuropejskie Porozumienie o Wolnym Handlu (opuszczone w 2004 r.), Rada Państw Morza Bałtyckiego, Grupa Wyszehradzka, Trójkąt Weimarski czy Trójkąt Kaliningradzki. Polska należy do Unii Europejskiej, NATO, Światowej Organizacji Handlu, Organizacji Współpracy Gospodarczej i Rozwoju, Europejskiego Obszaru Gospodarczego, Międzynarodowej Agencji Energetycznej, Rady Europy, Organizacji Bezpieczeństwa i Współpracy w Europie, Międzynarodowej Agencji Energii Atomowej, Europejskiej Agencji Kosmicznej, Europejskie Obserwatorium Południowe, G6, Wspólnoty Demokracji, Inicjatywy Środkowoeuropejskiej, Inicjatywy Trójmorza, Komisji Ochrony Środowiska Morskiego Bałtyku oraz wszystkich organizacji wyspecjalizowanych ONZ. Polska jest też obserwatorem przy Radzie Arktycznej, Międzynarodowej Organizacji Frankofonii. Ponadto w związku z członkostwem w Unii Europejskiej należy do układu z Schengen i rozważa integrację ze strefą euro.

### Cele polityki zagranicznej Polski

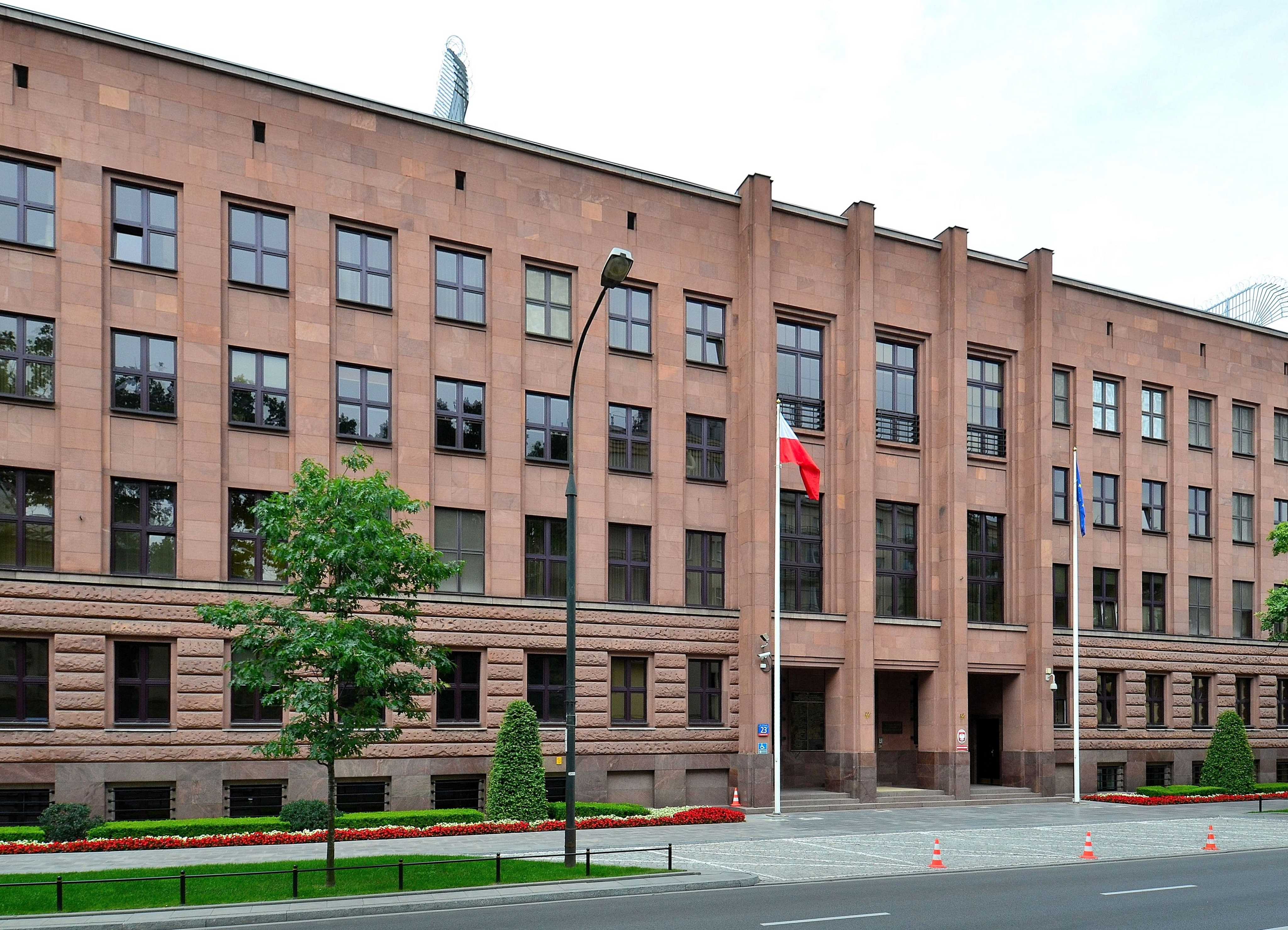
Ministerstwo Spraw Zagranicznych

Podstawowe cele polityki zagranicznej w latach 90. XX wieku pozostawały niezmienne mimo zmian politycznych w parlamencie i rządzie. Były to: członkostwo w NATO oraz Unii Europejskiej, współtworzenie stabilnego systemu bezpieczeństwa europejskiego opartego na współdziałaniu NATO, UZE, OBWE oraz ONZ, utrzymywanie dobrosąsiedzkich stosunków z państwami regionu, działanie na rzecz współpracy regionalnej, zrównoważona polityka wobec Zachodu i Wschodu, popieranie procesów rozbrojeniowych, ochrona tożsamości narodowej i dziedzictwa kulturowego, rozwinięte kontakty z Polonią.
W początkach XXI wieku polityka zagraniczna Polski koncentrowała się na czterech priorytetach: osiągnięciu członkostwa w UE, umacnianiu bezpieczeństwa państwa, poprawie stosunków ekonomicznych z zagranicą oraz umacnianie stabilności regionalnej i pozycji Polski w Europie Środkowo-Wschodniej.
Minister Radosław Sikorski w exposé 7 maja 2008 sformułował kierunki polskiej polityki zagranicznej w pięciu obszarach:
- „Polska silna mocą solidarnej Unii Europejskiej” (pełniejsze wykorzystywanie możliwości wynikających z uczestnictwa w UE)
- „rola Polski w światowym systemie bezpieczeństwa” (bezpieczeństwo energetyczne, dywersyfikacja źródeł i szlaków dostaw surowców, zaangażowanie w działania stabilizacyjne NATO, modernizacja NATO, ulokowanie elementów infrastruktury wojskowej Sojuszu w Polsce, rozszerzenie NATO o Ukrainę i Gruzję);
- „wzmocnienie wizerunku Polski na świecie”;
- „Polonia” (zwiększenie liczby urzędów konsularnych, reforma polskiego systemu edukacyjnego, która pozwoli obywatelom na stałe mieszkającym za granicą na kontynuację nauki w języku polskim oraz reedukację tych, którzy będą chcieli wrócić, głosowanie korespondencyjne bądź przez Internet);
- „nowoczesna służba dyplomatyczna”.

## Siły zbrojne

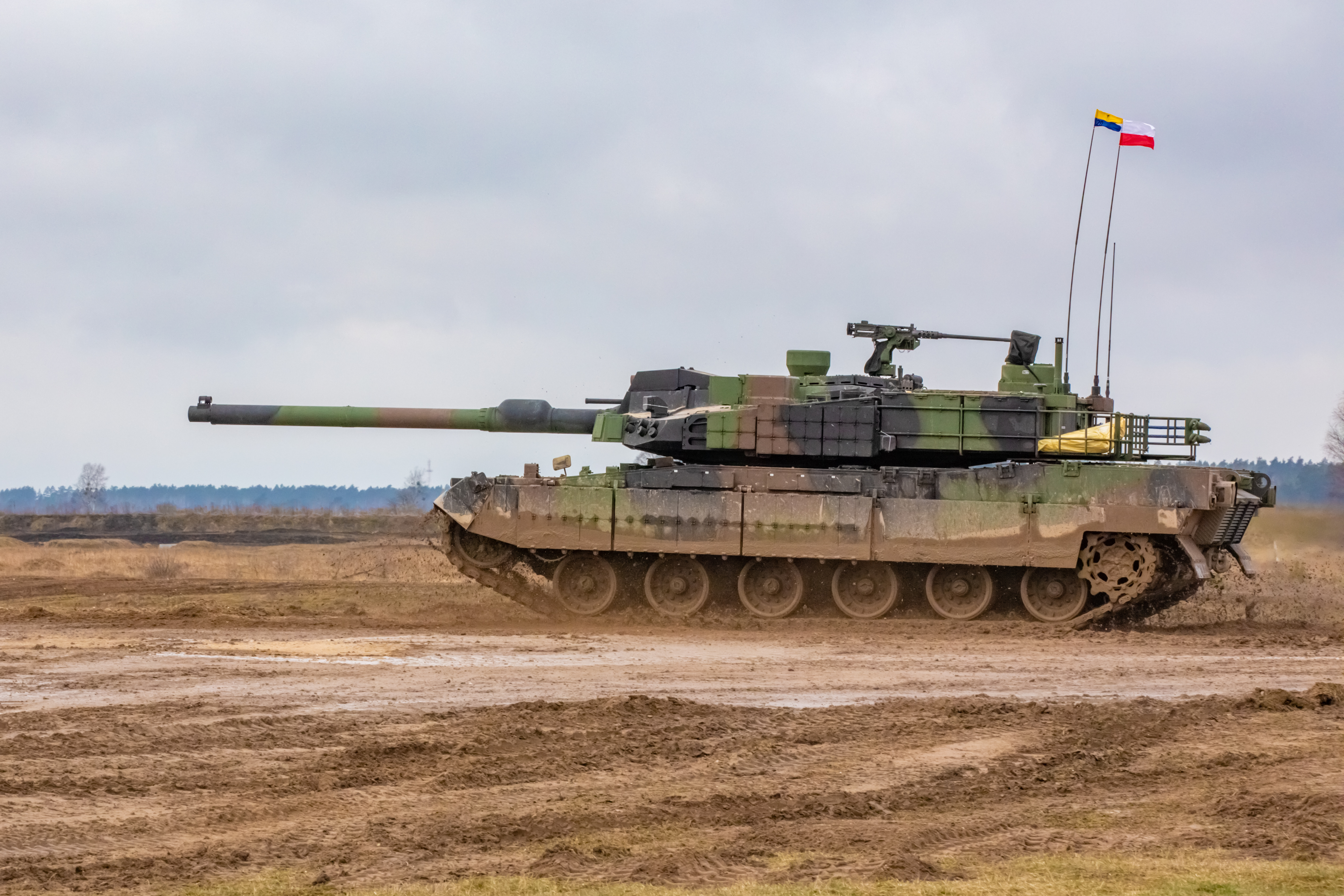
Polski K2 Black Panther

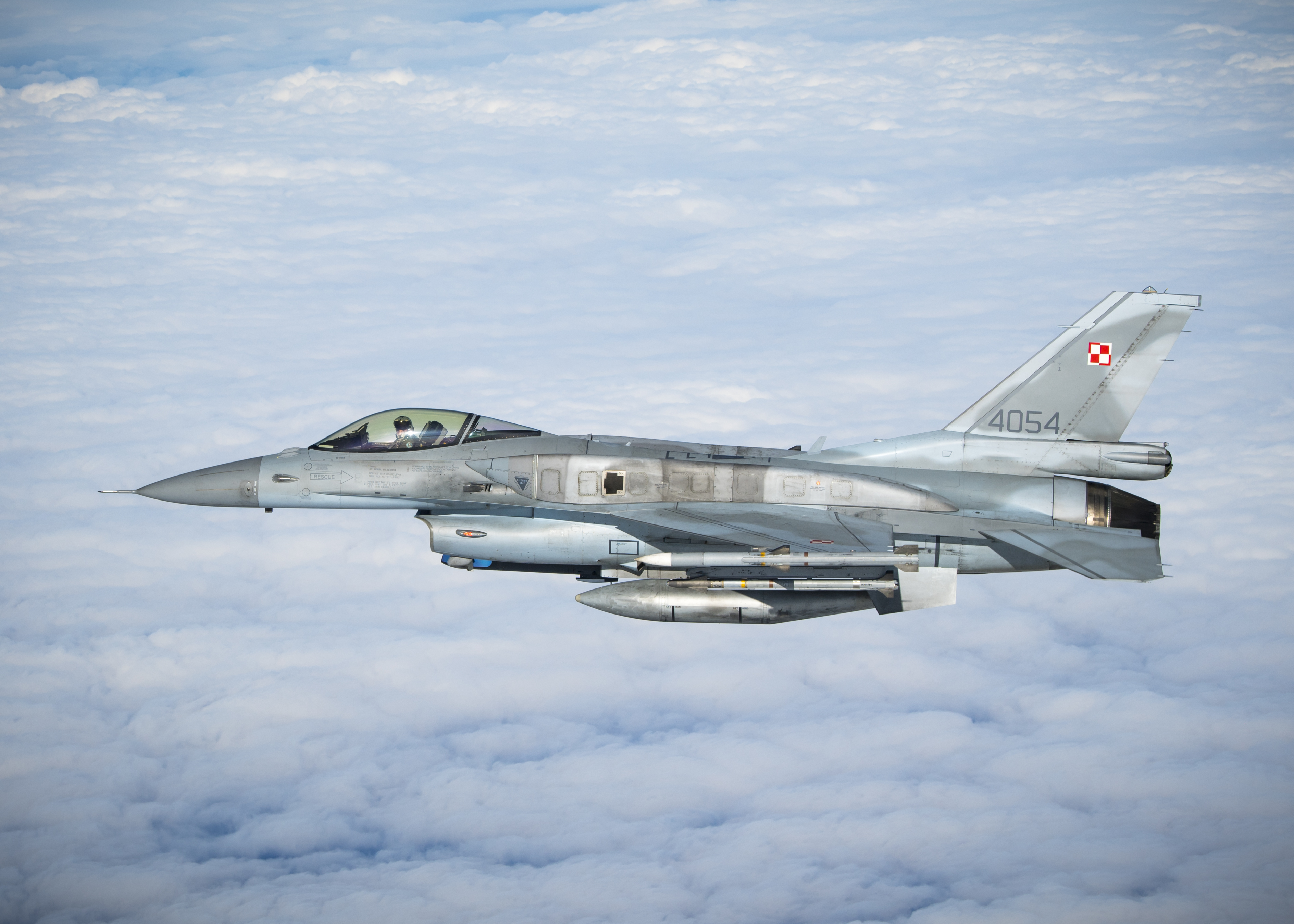
Jeden z 48 polskich F-16

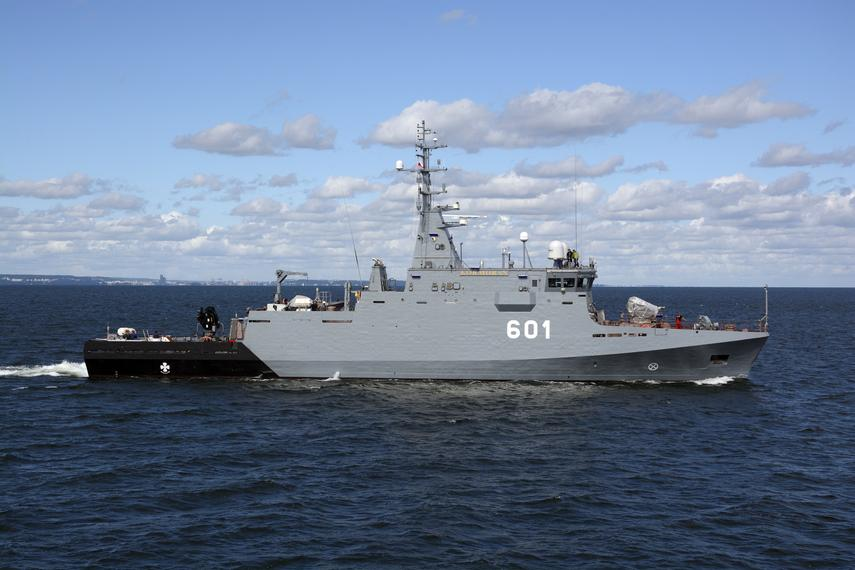
ORP Kormoran (601) – niszczyciel min typu Kormoran II

Siły Zbrojne Rzeczypospolitej Polskiej to główne określenie wojska polskiego, dzielącego się na: Wojska Lądowe, Siły Powietrzne, Wojska Specjalne, Marynarkę Wojenną oraz Wojska Obrony Terytorialnej. Ich głównym zadaniem jest obrona granic Polski przed atakami z zewnątrz oraz współpraca z NATO. Polskie siły zbrojne liczą około 164 000 żołnierzy w służbie czynnej (stan na rok 2023).
Według rankingu Global Firepower (2020) polskie siły zbrojne stanowią 21. siłę militarną na świecie i 6. w Europie z rocznym budżetem na cele obronne w wysokości 12 mld dolarów (USD).
Głównym zadaniem Sił Powietrznych jest prowadzenie operacji mających na celu uzyskanie przewagi w powietrzu i wspieranie oddziałów innych Rodzajów Sił Zbrojnych. Składają się z Wojsk Lotniczych, Wojsk Obrony Przeciwlotniczej i Wojsk Radiotechnicznych. Ich prekursorem były siły powietrzne Błękitnej Armii podczas I wojny światowej. Do 2004 nosiły nazwę: Wojska Lotnicze i Obrony Powietrznej Rzeczypospolitej Polskiej.
Marynarka Wojenna odpowiada za obronę wybrzeża i wód terytorialnych. Pod względem organizacyjnym jest związkiem operacyjnym – flotą. Początek wojenno-morskiej obecności Polski na Bałtyku datuje się na XV wiek, natomiast współczesne polskie siły morskie powstały w 1918 po odzyskaniu niepodległości.
W ramach sojuszu NATO wojska USA stacjonują w Polsce w Orzyszu, Powidzu, Poznaniu, Świętoszowie, Żaganiu.

## Podział administracyjny

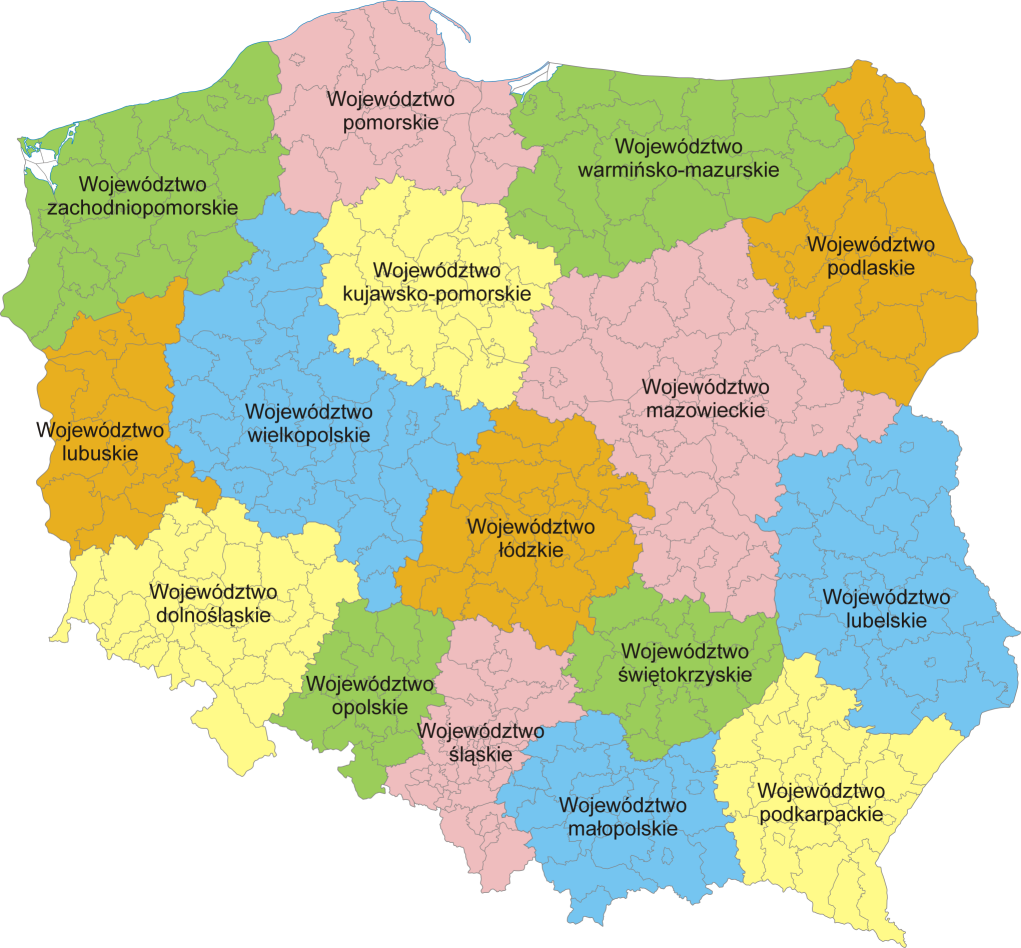
Mapa administracyjna Polski

Polska jest państwem unitarnym, a ustrój jej władzy lokalnej opiera się na dualizmie, gdyż poza agendami administracji rządowej istnieje samorząd terytorialny, powołany do zadań publicznych niezastrzeżonych dla innych organów władzy. Jego podstawową jednostkę stanowi gmina.
Od 1 stycznia 1999 obowiązuje trzystopniowy podział administracyjny kraju na
- jednostki I stopnia – 16 województw
- jednostki II stopnia – 380 powiatów, w tym:
  - 66 miast na prawach powiatu – gminy o statusie miasta, wykonujące zadania powiatu, potocznie zwane „powiatami grodzkimi”,
  - 314 powiatów – skupiają od kilku do kilkunastu sąsiadujących ze sobą gmin, potocznie zwane „powiatami ziemskimi”; mogą mieć siedzibę w mieście na prawach powiatu, które nie leży na ich obszarze
- jednostki III stopnia – 2479 gmin, w tym:
  - 302 miejskie – gminy, które zawierają się w administracyjnych granicach miasta (w tym 66 gmin będących jednocześnie miastami na prawach powiatu),
  - 718 miejsko-wiejskich – gminy, w skład których wchodzi miasto oraz kilka wsi,
  - 1459 wiejskich – gminy, które na swoim terytorium nie zawierają miasta (z tego 158 takich gmin ma siedzibę w mieście poza swoim obszarem, tzw. gmina obwarzankowa).

(według stanu z 1 stycznia 2025)

### Samorząd terytorialny
W Polsce wyróżnia się trójszczeblowy samorząd:
- samorząd gminny
- samorząd powiatowy
- samorząd województwa.

Jednostki samorządu terytorialnego (gminy, powiaty i województwa) mają osobowość prawną i zapewniony udział w dochodach publicznych. Wybory do organów stanowiących są powszechne, równe, bezpośrednie i przeprowadzane w głosowaniu tajnym.

## Geografia

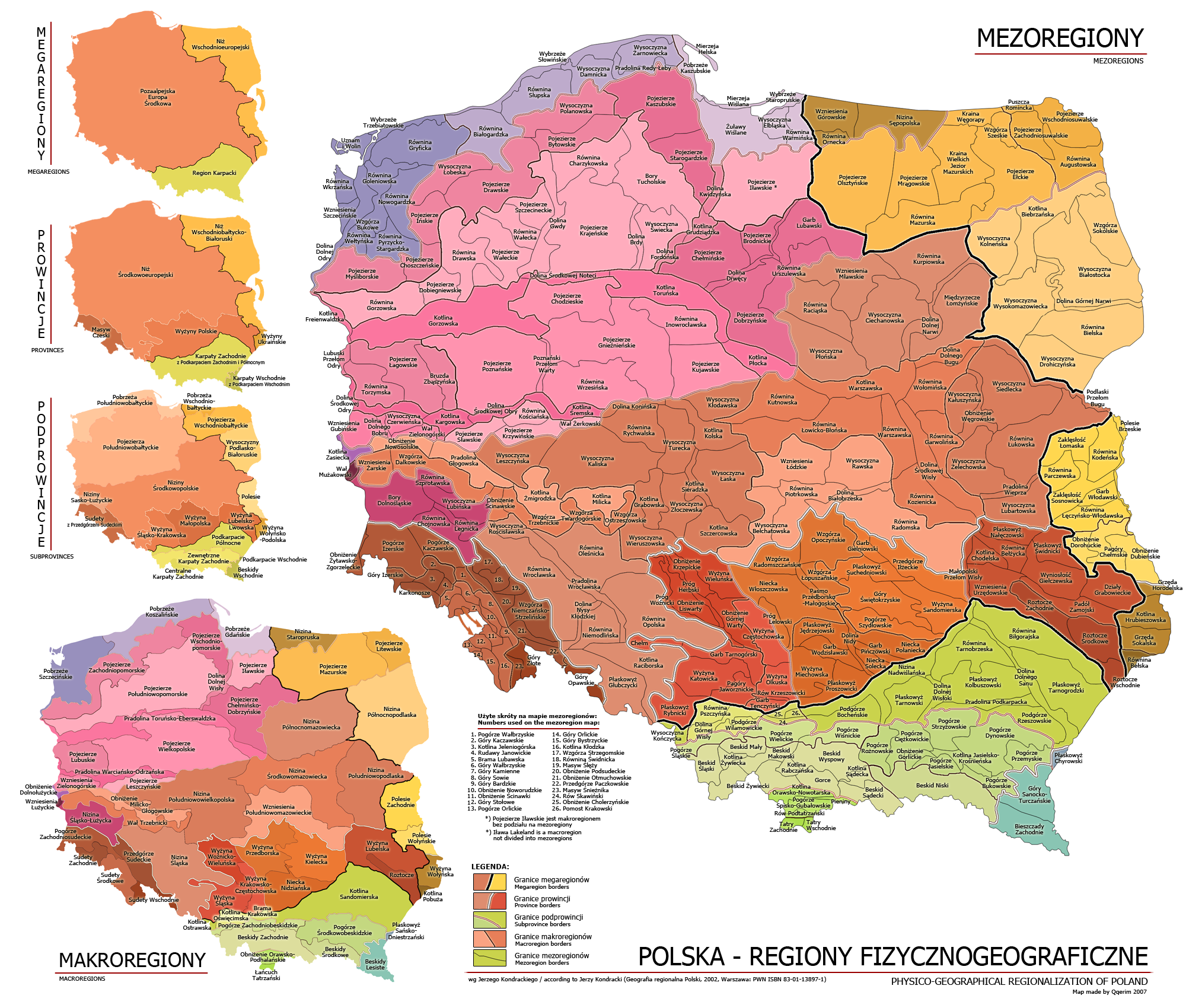
Mapa regionów fizycznogeograficznych Polski

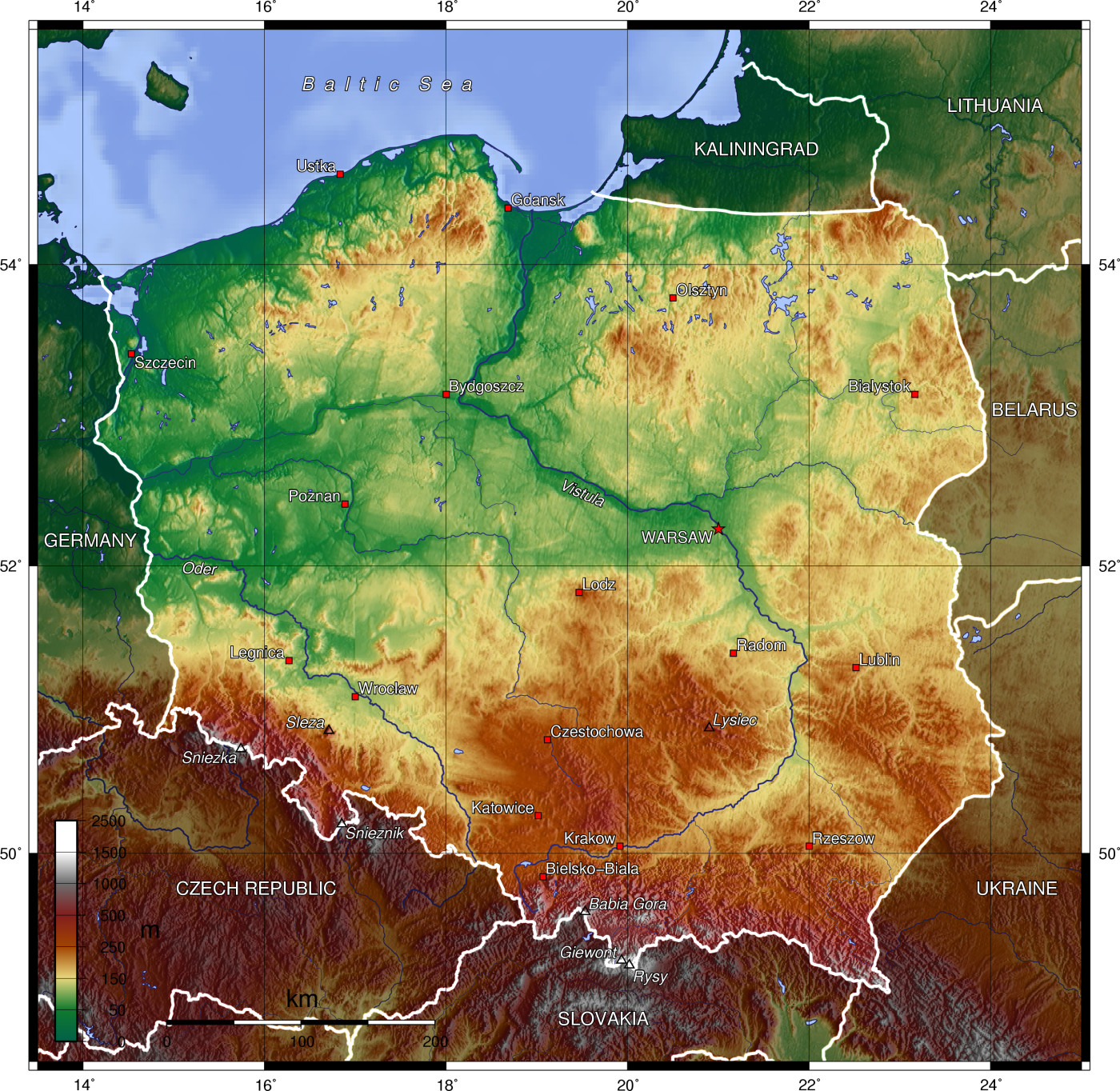
Mapa hipsometryczna Polski

Polska zajmuje 9. miejsce w Europie pod względem powierzchni oraz 8. pod względem liczby ludności. Na świecie Polska zajmuje 70. miejsce pod względem powierzchni i 35. miejsce pod względem liczby ludności. Długość granic Polski wynosi 3511 km, w tym 440 km przypada na granicę morską (linia wybrzeża Morza Bałtyckiego, która nie jest linią granicy państwa, wynosi 770 km). Do obszaru kraju wlicza się także morze terytorialne, a specjalne prawa przysługują Polsce w tzw. strefie przyległej.
Graniczy z następującymi państwami:
- od zachodu:
  -  Niemcy (467 km)
- od południa:
  -  Czechy (796 km)
  -  Słowacja (541 km)
- od wschodu:
  -  Ukraina (535 km)
  -  Białoruś (418 km)
- od północy:
  -  Litwa (104 km)
  -  Rosja (z  obwodem królewieckim, 210 km).

Po roku 1945 dokonano drobnych korekt granic Polski. Ostatnia korekta granic miała miejsce w 2005 roku, ze Słowacją.
W wymiarze północ-południe Polska rozciąga się na długości 649 km, to jest 5°50′. Powoduje to różnicę w długości trwania dnia między północną i południową częścią Polski. Latem na północy dzień jest dłuższy o ponad godzinę niż na południu, zimą – odwrotnie. W wymiarze wschód-zachód rozpiętość Polski wynosi 689 km, co w mierze kątowej daje 10°02′. Powoduje to, że w dniach równonocy na zachodnim krańcu Polski Słońce zachodzi o 40 minut później niż na wschodnim.
Polska leży w strefie czasu środkowoeuropejskiego, jest to czas słoneczny południka 15° przebiegającego m.in. na zachód od Jeleniej Góry, Zielonej Góry i Gorzowa Wielkopolskiego oraz na wschód od Szczecina. Zimą obowiązuje czas środkowoeuropejski (UTC+01:00), natomiast latem (od ostatniej niedzieli marca do ostatniej niedzieli października) – czas środkowoeuropejski letni (UTC+02:00).
Geometryczny środek Polski znajduje się w Piątku koło Łęczycy. Najstarszy (1775) obliczony geometryczny środek Europy znajduje się w Suchowoli koło Sokółki, w województwie podlaskim. Przez Polskę przebiega również granica pomiędzy kontynentalnym blokiem Europy Wschodniej a rozczłonkowaną przez morza wewnętrzne Europą Zachodnią.
Współrzędne geograficzne skrajnych punktów Polski:
- 49°00′ szer. geogr. N – szczyt Opołonek,
- 54°50′ szer. geogr. N – Jastrzębia Góra[j] w gminie Władysławowo,
- 14°07′ dług. geogr. E – zakole Odry koło Osinowa Dolnego,
- 24°09′ dług. geogr. E – zakole Bugu koło Zosina.

### Ukształtowanie powierzchni

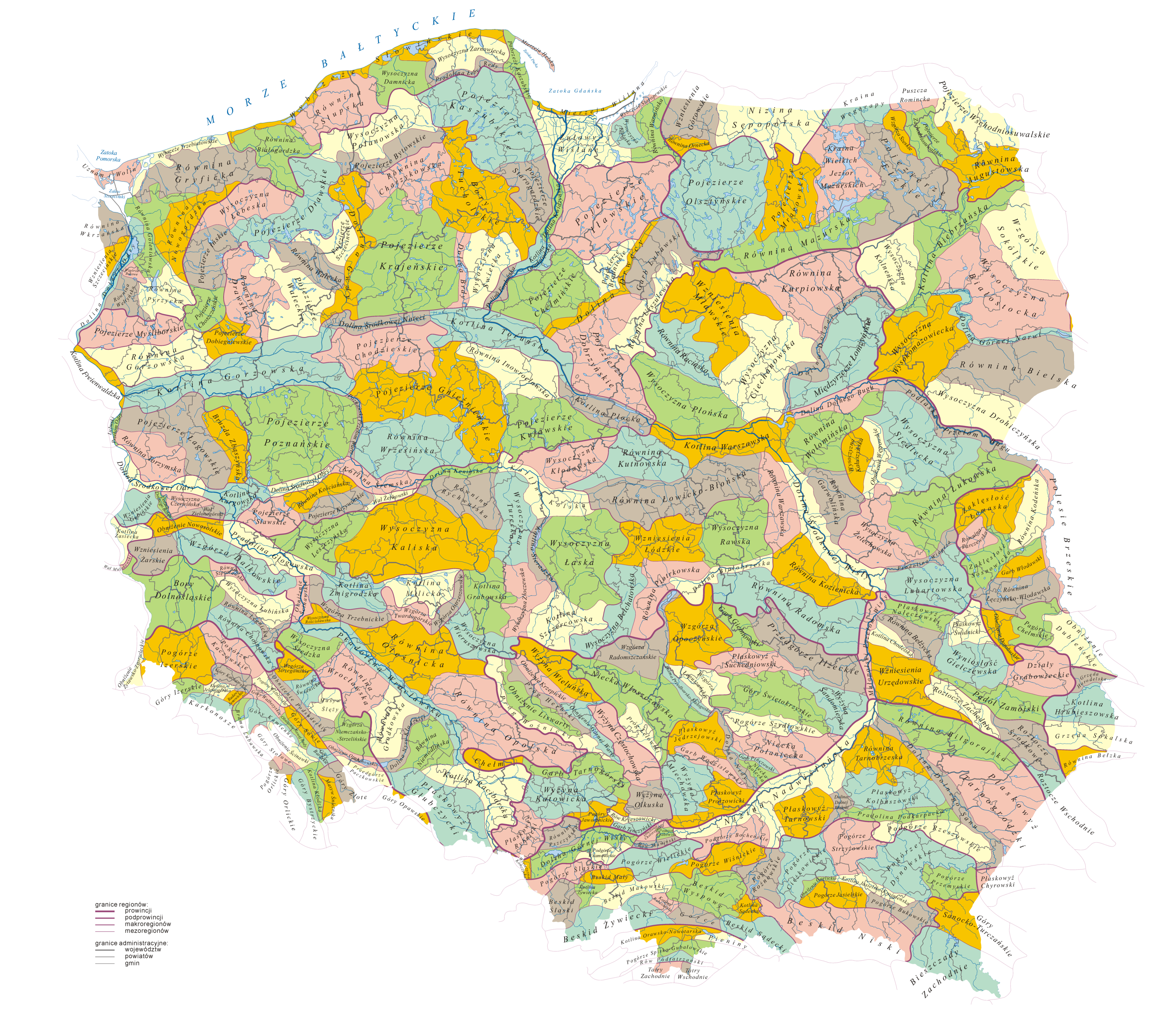
Mezoregiony fizycznogeograficzne na tle podziału administracyjnego

Przeważającą część obszaru kraju zajmują tereny nizinne wschodniej części Niżu Środkowoeuropejskiego, a średnia wysokość wynosi 173 m n.p.m., mediana wysokości 149 m n.p.m. Krainy geograficzne w Polsce ułożone są równoleżnikowo (pasowo), przechodząc od terenów nizinnych na północy i w Polsce centralnej do terenów wyżynnych i górskich na południu. Polska ma 70 szczytów powyżej 2000 metrów wysokości, wszystkie w Tatrach. Najwyższym punktem kraju jest północno-zachodni wierzchołek Rysów w Tatrach Wysokich (2499,1 m n.p.m.), najniżej położonym punktem jest depresja we wsi Marzęcino na Żuławach Wiślanych (–2,2 m n.p.m.).
Dominujący w krajobrazie Niż Polski zawiera następujące części Niżu Środkowoeuropejskiego: Pobrzeża Południowobałtyckie, Pojezierza Południowobałtyckie, Niziny Sasko-Łużyckie i Niziny Środkowopolskie. Północno-wschodnia część kraju zajmuje Pobrzeża Wschodniobałtyckie, Pojezierza Wschodniobałtyckie oraz Wysoczyzny Podlasko-Białoruskie. Nadbużańskie krańce wschodnie znajdują się na terenie Polesia i Wyżyny Wołyńsko-Podolskiej. Polesie wchodzi w skład Niziny Wschodniobałtycko-Białoruskiej a Wyżyna Wołyńsko-Podolska stanowi zachodnią część Wyżyn Ukraińskich. Pas wyżyn, starych gór i towarzyszących im obniżeń tworzą Masyw Czeski, tj. polska część Sudetów z Przedgórzem Sudeckim, oraz Wyżyny Polskie, na które składają się Wyżyna Śląsko-Krakowska, Wyżyna Małopolska i Wyżyna Lubelsko-Lwowska. Podział Karpat na terenie Polski obejmuje Karpaty Zachodnie z Podkarpaciem Zachodnim i Północnym (Kotlina Ostrawska, Kotlina Oświęcimska, Brama Krakowska i Kotlina Sandomierska) oraz Karpaty Wschodnie z Podkarpaciem Wschodnim (Płaskowyż Sańsko-Dniestrzański). Karpaty Zachodnie dzielą się na Zewnętrzne Karpaty Zachodnie i Centralne Karpaty Zachodnie a Karpaty Wschodnie to Zewnętrzne Karpaty Wschodnie nazywane również Beskidami Wschodnimi (regionalizacja fizycznogeograficzna Polski wg Jerzego Kondrackiego).

### Wody śródlądowe

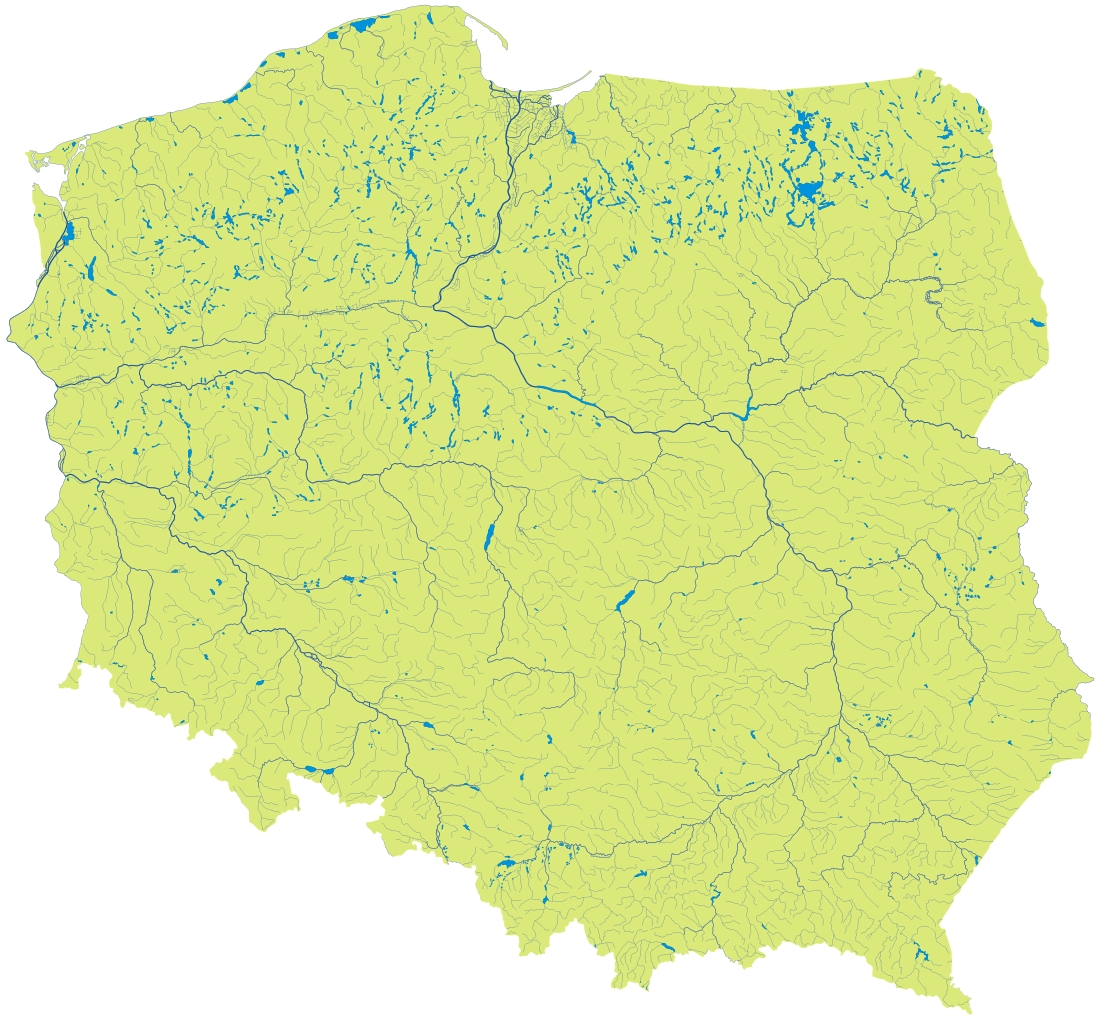
Sieć hydrograficzna Polski

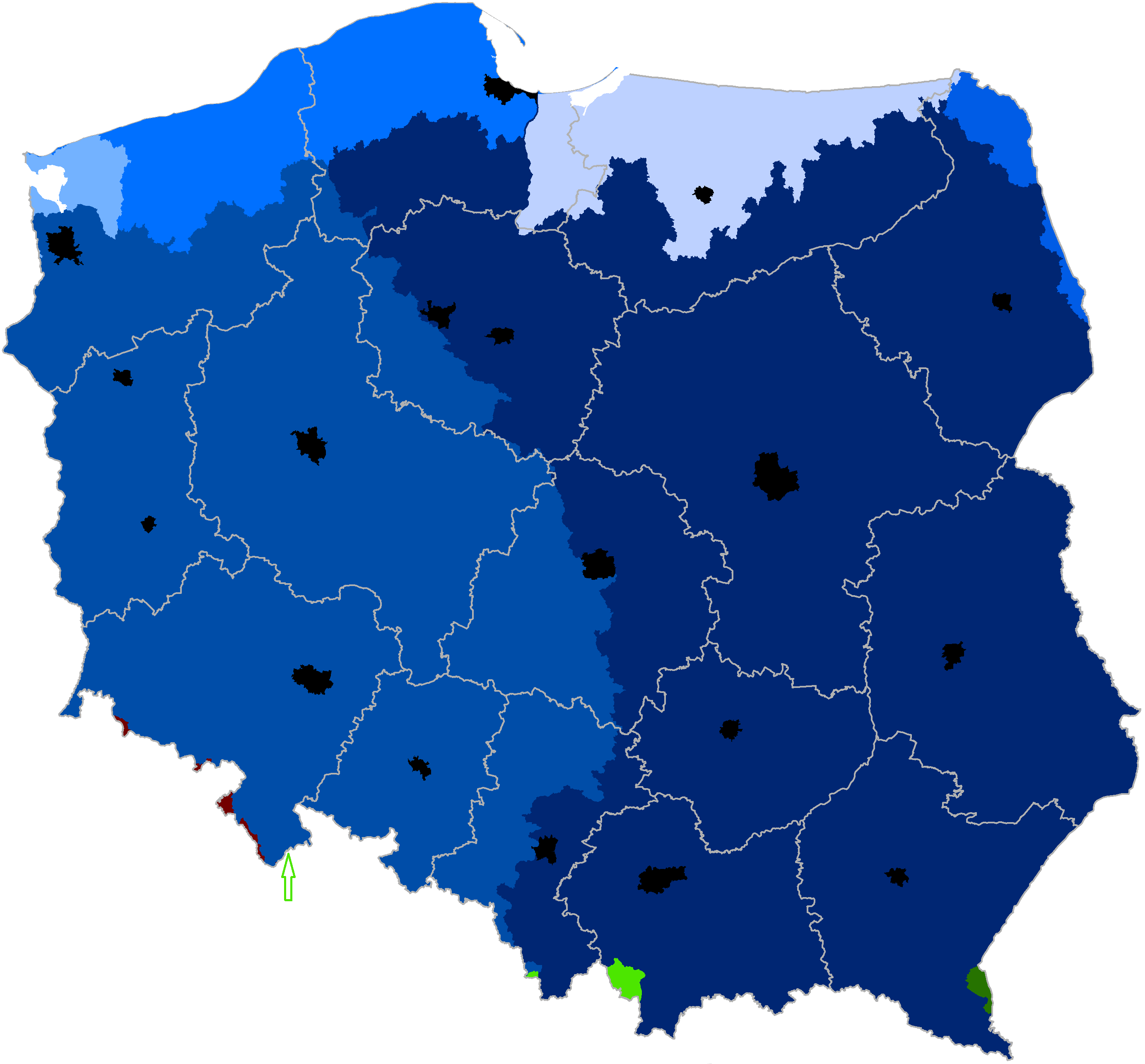
Zlewiska Polski

Terytorium Polski prawie w całości znajduje się w zlewisku Morza Bałtyckiego (99,7%), z czego zdecydowana większość przypada na dorzecza Wisły i Odry. Tylko z niewielkich terenów wody powierzchniowe odprowadzane są do Morza Czarnego (górny bieg Orawy i Strwiąża w Karpatach) oraz do Morza Północnego (krótkie odcinki Izery i Dzikiej Orlicy oraz potok Szkło w tzw. Worku Okrzeszyna w Sudetach). Najdłuższe rzeki w Polsce to Wisła (o długości 1047 km), Odra (854 km, w granicach Polski 742 km), Warta (808 km), Bug (772 km; w granicach Polski 224 km plus odcinek graniczny 363 km), Narew (484 km; w granicach Polski 448 km; odcinek graniczny 1 km) i San (443 km, w tym odcinek graniczny 55 km).
Największe jeziora w Polsce to Śniardwy (113,8 km²) i Mamry (104 km²) na Mazurach. Są to stosunkowo płytkie jeziora morenowe. Najgłębszym polskim jeziorem jest jezioro Hańcza (108,5 m), nieco bardziej na wschód, na Pojezierzu Wschodniosuwalskim. Są to głównie jeziora pochodzenia lodowcowego i są położone przede wszystkim w północnej części kraju, zgrupowane na obszarach zwanych pojezierzami. Na terenie Polski występuje 7081 jezior o powierzchni większej niż 1 ha (ich łączna powierzchnia to 281 377 ha). W stosunku do roku 1954 liczba jezior zmniejszyła się aż o 2215, czyli ponad 11%. Spowodowane to było szybkim zanikaniem najmniejszych jezior. Jeziorność Polski wynosi tylko 0,9% powierzchni kraju. Dla porównania w Szwecji jeziora zajmują ponad 8,5% powierzchni, a jezior o powierzchni powyżej 2 akrów (ok. 0,81 ha) jest tam ponad 97,5 tysiąca.

### Gleby
Pokrywa glebowa w Polsce, podobnie jak niektóre inne elementy środowiska, ma cechy przejściowe pomiędzy glebami charakterystycznymi dla Europy Zachodniej i Wschodniej. Powierzchniowo dominują gleby strefowe (powstałe pod wpływem klimatu), jednak tworzą one na terenie kraju mozaikę zależną głównie od podłoża geologicznego (skały macierzystej) oraz ukształtowania powierzchni. Około 52% powierzchni zajmują gleby płowe oraz gleby brunatnoziemne, zaś ok. 26% powierzchni zajmują, powstałe na utworach piaszczystych, gleby rdzawe, bielicowe i bielice. W dolinach rzecznych dominują mady (ok. 5% powierzchni), w miejscach podmokłych lub wilgotnych zaś można spotkać gleby organiczne (torfowe, murszowe), gleby glejowe i czarne ziemie. Wyraźne obszary zajmują również, powstające na skałach węglanowych – rędziny, najbardziej urodzajne na obszarze Polski – czarnoziemy, charakterystyczne dla obszarów górskich – gleby inicjalne i słabo ukształtowane, a także powstałe pod dominującym wpływem człowieka – gleby antropogeniczne.
W Polsce grunty rolne i leśne klasyfikuje się również pod kątem użytkowym. Według bonitacyjnej klasyfikacji gleb ornych i użytków zielonych w kraju powierzchniowo dominują gleby średnie (klasa IIIa-IVb – 63% gruntów ornych i klasa III i IV – 51,2% użytków zielonych), zaś najmniej jest gleb najlepszych (klasa I i II – 3,7% gruntów ornych i 1,7% użytków zielonych).

### Klimat

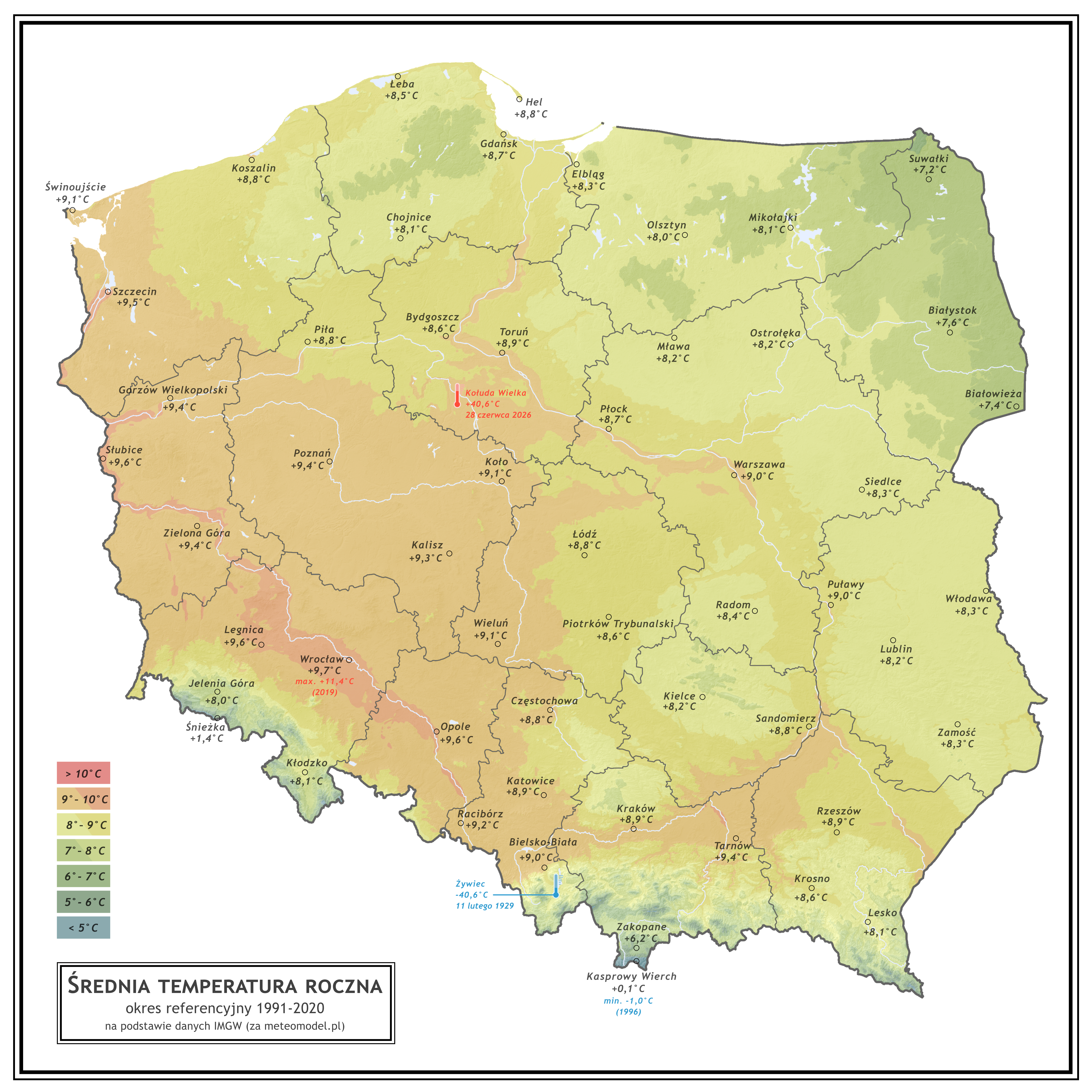
Średnia roczna temperatura powietrza

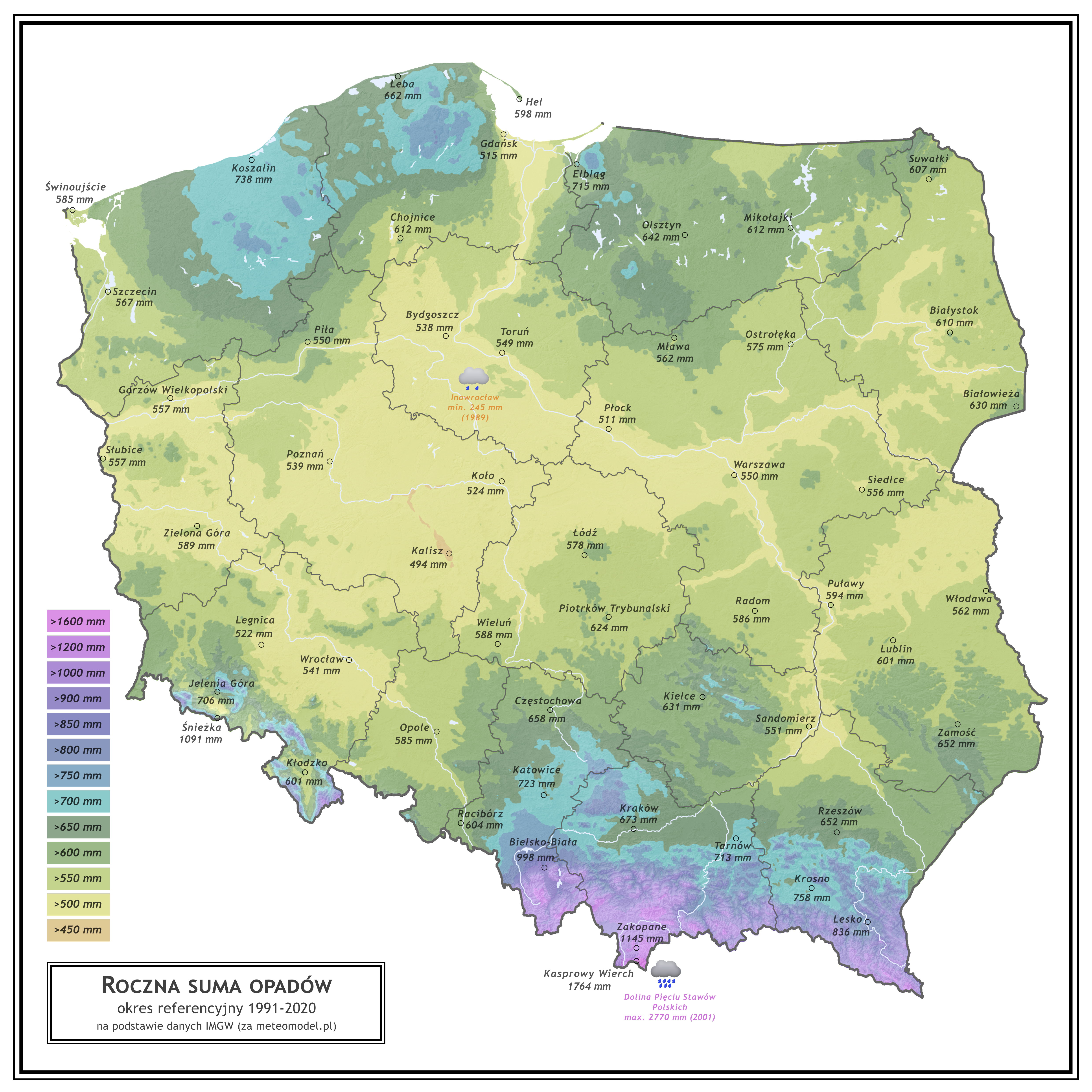
Roczna suma opadów

Według klasyfikacji klimatów Wincentego Okołowicza Polska leży w strefie klimatu umiarkowanego ciepłego przejściowego. W wyższych partiach Sudetów i Karpat występuje klimat górski. Natomiast zgodnie z klasyfikacją Köppena, obszar Polski leży w strefie wilgotnego klimatu kontynentalnego (Dfb).
Średnia roczna temperatura waha się (okres referencyjny 1991–2020) od około +7 °C na Suwalszczyźnie (Suwałki: +7,2 °C) do blisko +10 °C na Nizinie Śląskiej i ziemi lubuskiej (Wrocław: +9,7 °C, Legnica, Zielona Góra, Opole: +9,6 °C).
Latem temperatury są zróżnicowane południkowo, choć amplituda nie jest tak duża jak zimą. W lipcu średnie temperatury na nizinach wahają się od +17,9 °C na północy (Łeba) do +20,1 °C na południu (Wrocław, Tarnów). Dużo chłodniej jest w górach: obserwatorium na Śnieżce w najcieplejszym miesiącu notuje +9,9 °C, a na Kasprowym Wierchu +8,9 °C. Zimą różnice w temperaturach przybierają charakter równoleżnikowy z cieplejszym zachodem i zimniejszym wschodem kraju, co ma związek z wpływem Atlantyku od zachodu i kontynentalnych mas powietrza ze wschodu. Do najcieplejszych regionów w styczniu należą wybrzeża Bałtyku, którego wody łagodzą spadki temperatury. W styczniu średnie temperatury kształtują się na nizinach od około –3,3 °C w Suwałkach, które uważane są za polski biegun zimna, przez –1,5 °C w centrum kraju do nieco powyżej 0 °C od środkowej Odry, przez lubuskie po pas wybrzeża (z maksimum w Świnoujściu: +0,8 °C). W górach najmroźniejszy zazwyczaj jest luty, gdzie na Kasprowym Wierchu notuje się średnio –7,8 °C, a na Śnieżce –6,2 °C.
Opady roczne wynoszą około 600 mm. Najniższe – poniżej 550 mm – notuje się w centrum kraju: w południowej i wschodniej Wielkopolsce, na Kujawach czy w dolinie środkowej i dolnej Wisły, co związane jest z położeniem tych obszarów w cieniu opadowym pojezierzy i wysoczyzn. Najwyższe – z wyjątkiem gór – notuje się na środkowej części wybrzeża i na Wyżynie Śląskiej (około 750–800 mm rocznie). W górach sumy opadów są znacznie wyższe, osiągając maksimum w Tatrach – nawet 1700 mm rocznie.
Liczba dni z pokrywą śnieżną jest zróżnicowana i wzrasta w miarę przesuwania się na wschód. Na Nizinie Szczecińskiej pokrywa śnieżna zalega najkrócej, przez mniej niż 25 dni w roku, w centrum Polski około 50 dni, a na Suwalszczyźnie przez ponad 75 dni. W najwyższych partiach gór dni z pełną pokrywą śnieżną jest średnio nawet 180-220.
Okres wegetacyjny (dni ze średnią dobową temperaturą powyżej +5 °C) trwa przeciętnie od około 210 dni na północnym wschodzie kraju (Suwalszczyzna) do ponad 250 dni w dolinie Odry i wzdłuż granicy z Niemcami (Wrocław, Słubice, Szczecin).
Dni gorące, z temperaturą maksymalną powyżej +25 °C, występują od kwietnia do września, czasem także w październiku. Jest ich od około 14-21 na wybrzeżu do ponad 50 na Podkarpaciu, Nizinie Śląskiej i ziemi lubuskiej. Dni upalnych, z temperaturą maksymalną powyżej +30 °C notuje się od 2–3 na północy do 12–13 w okolicach Wrocławia, Opola, Tarnowa i Słubic. Wyjątkiem jest Półwysep Helski, gdzie średnia z ostatnich 30 lat wynosi zaledwie 0,7 dnia.
Rekordowe temperatury powietrza zanotowane na terytorium Polski:
Temperatury maksymalne:
- +40,2 °C (Prószków k. Opola, 29 lipca 1921),
- +40,0 °C (Zbiersk, 29 lipca 1921),
- +39,6 °C (Kończewice, 11 lipca 1959),
- +39,5 °C (Słubice, 30 lipca 1994),
- +39,0 °C (Ceber, 8 sierpnia 2015),
- +38,9 °C (Silniczka, 8 sierpnia 2013),
- +38,3 °C (Słubice, 19 czerwca 2022).

Temperatury minimalne:
- –40,6 °C (Żywiec, 11 lutego 1929),
- –40,4 °C (Olkusz, 11 lutego 1929),
- –40,1 °C (Sianki, 11 lutego 1929),
- –39,3 °C (Sanok, 28 lutego 1963),
- –38,7 °C (Białowieża, 11 stycznia 1950),
- –38,6 °C (Lubaczów, 28 lutego 1963),
- –38,3 °C (Maniowy, 28 lutego 1963).

## Budowa geologiczna

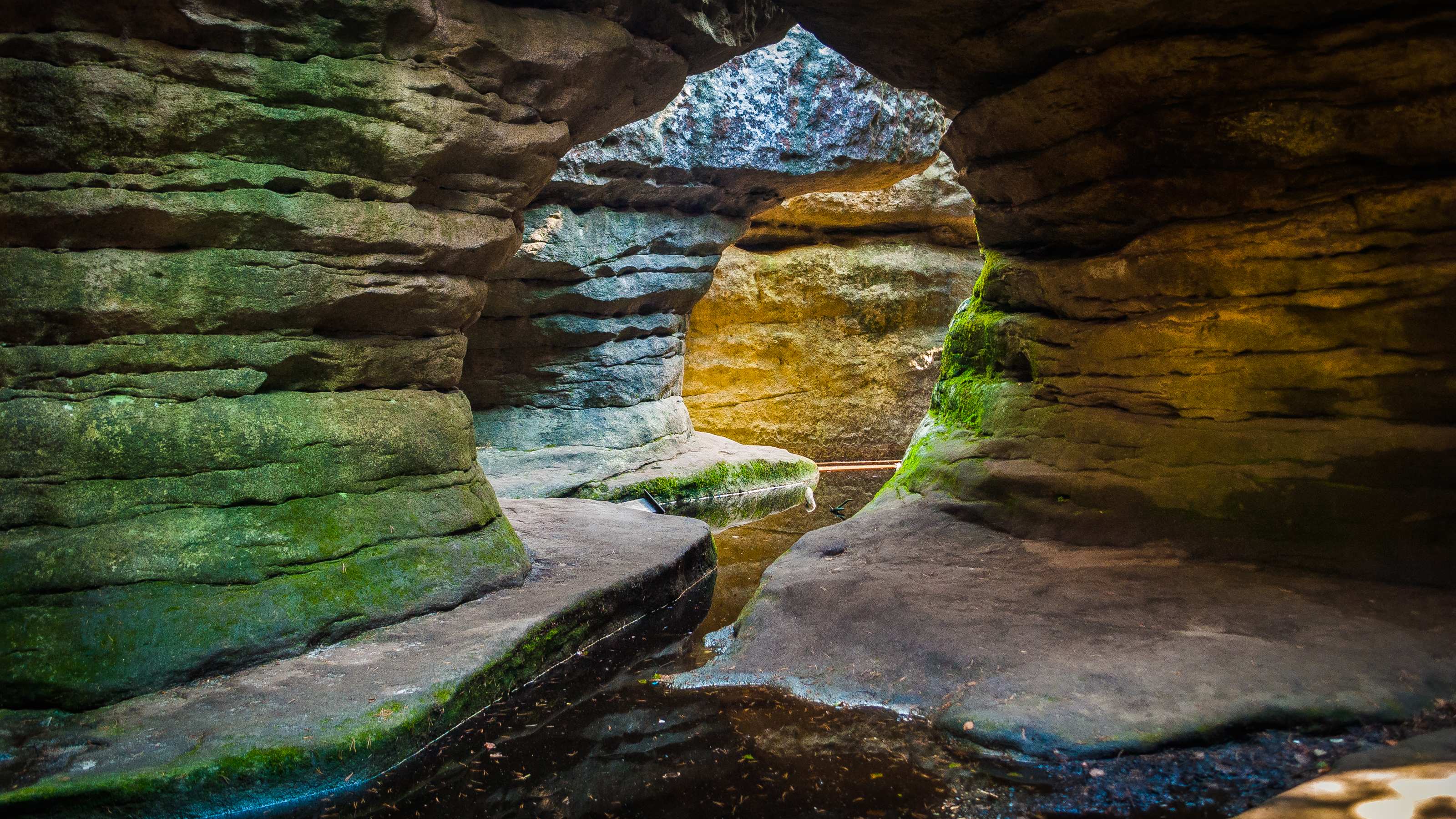
Błędne Skały w Górach Stołowych – zróżnicowane morfologicznie odsłonięcia piaskowców, jedna z ciekawszych formacji geologicznych Polski

Na obszarze Polski stykają się trzy wielkie jednostki tektoniczne:
1. platforma prekambryjska wschodniej Europy (wschodnia i północno-wschodnia Polska);
2. platforma zachodnioeuropejska (patrz Pozaalpejska Europa Środkowa). Spod pokrywy osadowej tej platformy wyłaniają się części górotworów kaledońskich i hercyńskich (Sudety i Góry Świętokrzyskie); oddziela ją od platformy prekambryjskiej szeroka strefa szwu transeuropejskiego (TESZ);
3. alpidy (Karpaty z Podkarpaciem) – częściowo nasunięte na obszar platformy zachodnioeuropejskiej.

Niemal cały Niż Polski przykryty jest grubą warstwą osadów polodowcowych – glin i żwirów na obszarach morenowych, piasków na terenach sandrów. Dna dolin rzecznych i obszary ich delt zbudowane są z aluwiów, na niektórych terenach występują też złoża torfowe. Odsłonięcia skał litych, wyłącznie osadowych, liczniej pojawiają się w pasie wyżyn. Na Wyżynie Śląsko-Krakowskiej są to głównie wapienie, zaś w Niecce Nidziańskiej – gipsy, dzięki czemu w obu tych regionach intensywnie rozwijają się zjawiska krasowe, w tym jaskinie. Wyjątkowo zróżnicowaną budową geologiczną cechuje się najwyższa część polskich wyżyn – Góry Świętokrzyskie. Znaczna część z nich zbudowana jest z piaskowców kwarcytowych, ale pojawiają się tu również wapienie, zlepieńce, dolomity i łupki. We wschodniej i południowo-wschodniej części Wyżyn Polskich wapienie, łupki i piaskowce przykryte są często grubymi warstwami lessów i niewiele jest naturalnych odsłonięć skał litych. Najbardziej zróżnicowaną budową geologiczną charakteryzują się Sudety, gdzie obok masywów zbudowanych ze skał krystalicznych, zwłaszcza granitów, występują też ślady zjawisk wulkanicznych (bazalty i porfiry), liczne odsłonięcia skał piaskowcowych i soczewki wapieni. Zwłaszcza sudeckie granity i piaskowce tworzą liczne formy geomorfologiczne w postaci skałek o zróżnicowanych kształtach. O wiele mniej zróżnicowaną budową geologiczną cechują się polskie Karpaty, w większości zbudowane z miękkich skał osadowych, wchodzących w skład fliszu – piaskowców i łupków. Na ich tle wyróżniają się dwa odmiennie litologiczne pasma – Pieniny, zbudowane z wapieni, oraz najwyższe góry Polski, Tatry, których wschodnia część zbudowana jest z granitów, zaś zachodnia głównie ze skał osadowych – silnie skrasowiałych wapieni (wykształciły się w nich najgłębsze i najdłuższe jaskinie Polski), lokalnie przykrytych czapami skał krystalicznych.

## Środowisko naturalne
Środowisko przyrodnicze Polski jest urozmaicone. Większą część północnej granicy Polski oblewa Morze Bałtyckie, dalej zaś w kierunku południowym rozciągają się: pojezierza i rozległe niziny. Na południu z kolei występują obszary wyżynne i dwa łańcuchy górskie: Karpaty i Sudety, zamykające południową granicę Polski. W 2014 w rankingu Environmental Performance Index (EPI) dotyczącym czystości i jakości środowiska naturalnego na świecie Polska zajęła 30. miejsce, a 10 lat później 19. miejsce.

### Flora

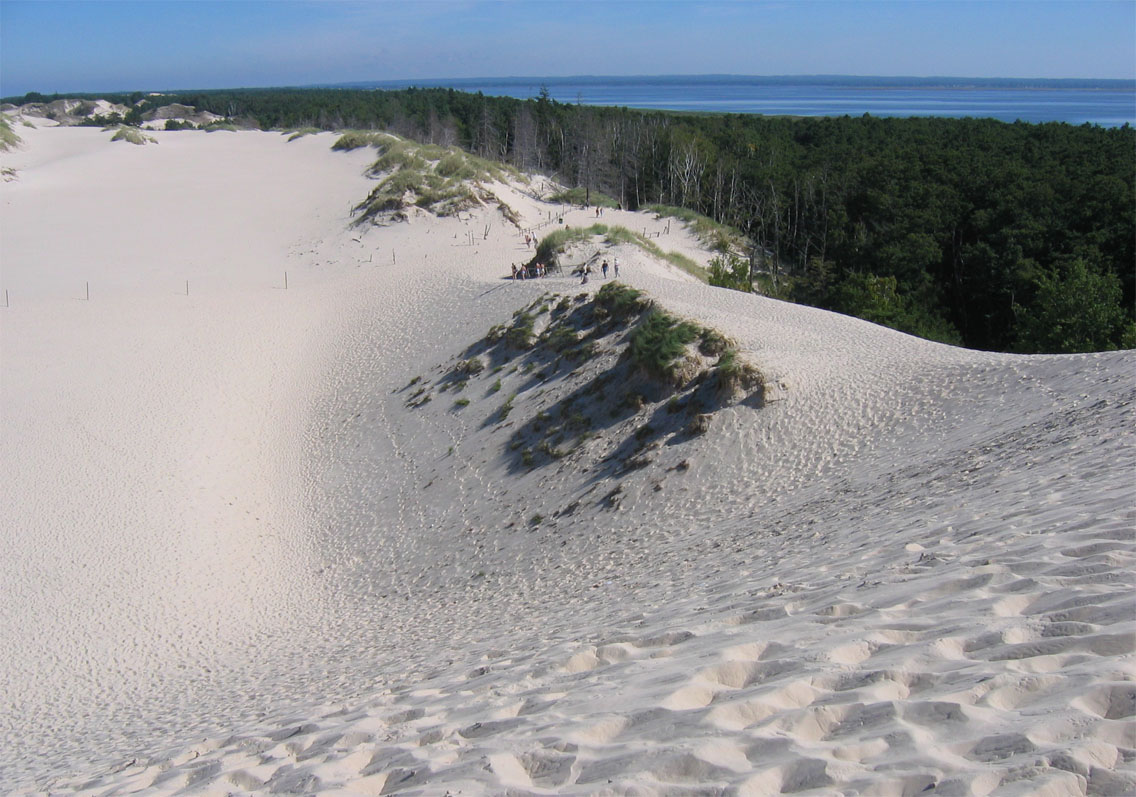
Ruchome wydmy w Słowińskim Parku Narodowym

W Polsce lasy zajmują powierzchnię ponad 9,2 mln ha, czyli 29,7% powierzchni kraju. Lasów w Polsce cały czas przybywa. Odpowiada za to „Krajowy program zwiększania lesistości”, zakładający wzrost lesistości do 33% w 2050. Największym kompleksem leśnym w Polsce są Bory Dolnośląskie. Na tle innych krajów Europy Środkowej, w Polsce zachowały się rozległe obszary bagien, mokradeł i torfowisk. Należą do nich m.in. chronione prawnie Bagna Biebrzańskie – siedliska hydrogeniczne zajmują ponad 40% powierzchni Biebrzańskiego Parku Narodowego.
W Polsce występuje blisko 3000 rodzimych i trwale zadomowionych taksonów w randze gatunku i podgatunku roślin okrytonasiennych (Magnoliophyta). Poza tym występuje 67 gatunków paprotników (Pteridophyta), 910 gatunków mszaków (Bryophyta), 2000 gatunków zielenic (Chlorophyta), 25 gatunków ramienic i 39 gatunków krasnorostów (Rhodophyta). Z uwagi na krótką historię ewolucyjną ziem polskich, wynikającą z plejstoceńskich zlodowaceń, krajowa flora uboga jest w endemity. Należą do nich wiechlina granitowa, mniszek pieniński, przytulia krakowska i warzucha polska.

### Fauna

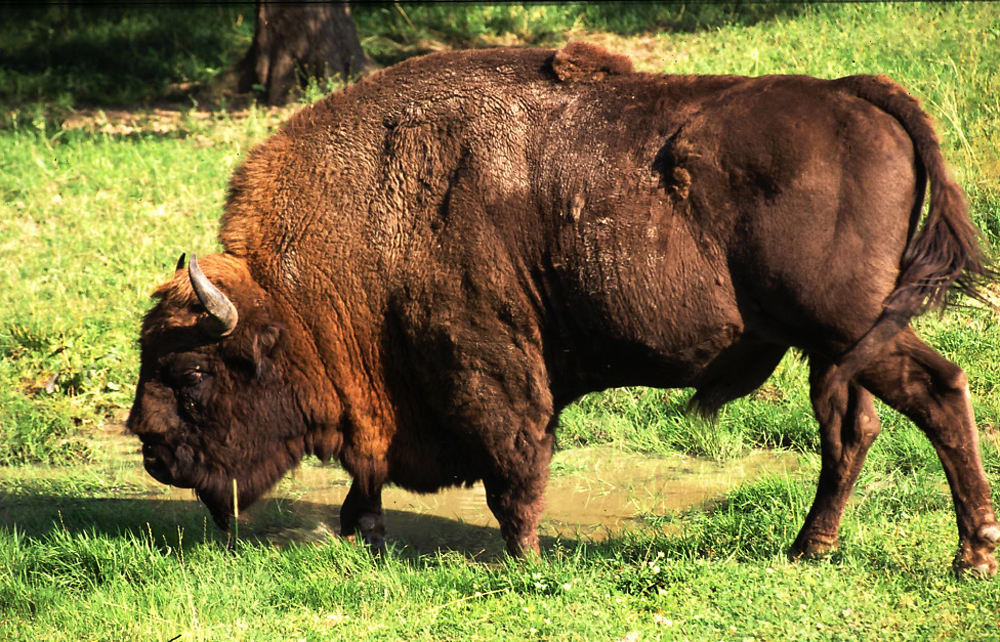
Żubr w Puszczy Białowieskiej

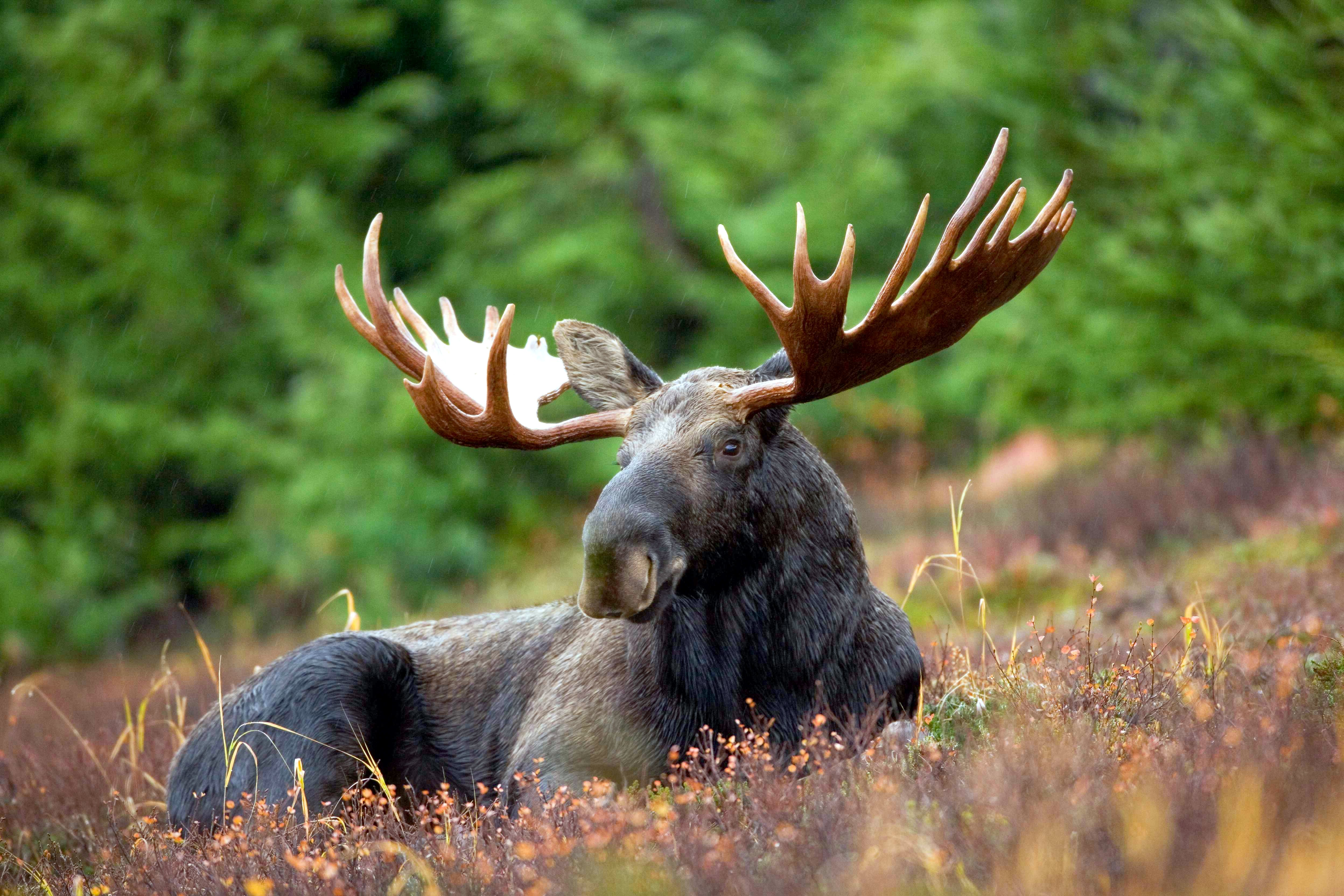
W Polsce Łosie licznie występują na Podlasiu

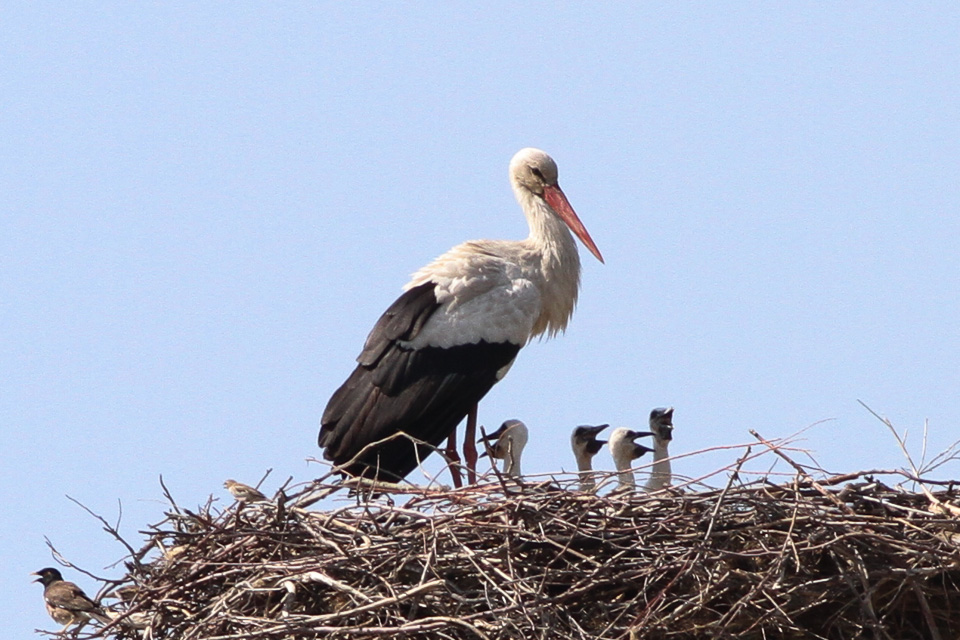
Bocian biały – największa na świecie populacja gniazduje w Polsce (według danych z 2004 roku)

Fauna Polski należy do prowincji europejsko-zachodniosyberyjskiej, wchodzącej w skład Palearktyki. Należy ona do średnio zróżnicowanych pod względem gatunkowym i reprezentowana jest przez ok. 33 tys. gatunków zwierząt (są szacunki, które mówią, iż po dokładnej analizie będzie to liczba znacznie wyższa, dochodząca do 47 tys.). Znaczna część spośród tych gatunków występuje (lub występowała – jak żubr) nie tylko w Polsce, ale też innych obszarach Europy.
Na terenie kraju występuje ponad 90 gatunków ssaków, 444 gatunki ptaków (z czego ok. 220 lęgowych), 9 gatunków gadów, 18 – płazów, 119 gatunków ryb (w tym 55 słodkowodnych), 5 gatunków bezżuchwowców, ok. 260 gatunków mięczaków, 25–30 tysięcy gatunków owadów, ok. 1400 gatunków pajęczaków, ok. 240 gatunków pierścienic, 5 – jamochłonów, 8 – gąbek oraz ok. 4 tysięcy gatunków pierwotniaków.
Pod względem występowania gatunków zwierząt Polska dzieli się na 7 krain zoogeograficznych: południowobałtycką, śląską, opolską, kielecką, karpacko-sudecką, krainę Jury polskiej i podalpejską.
Skład gatunkowy polskiej fauny ukształtował się dopiero po ostatnim zlodowaceniu, kiedy to po ustąpieniu lodowców z terenów południowych napłynęły nowe gatunki zwierząt. Dlatego polska fauna uboga jest w endemity – ich przykładami są, występujące tylko w Tatrach, chruścik Allogammus starmachi, a także chrząszcz goroń tatrzański. Także w czasach historycznych zmieniała się lista zwierząt żyjących na terenie kraju: niektóre gatunki zostały wytępione przez człowieka (np. tury, tarpany) lub ustąpiły na skutek jego działalności, m.in. niszczenia siedlisk (drop, perłoródka rzeczna, kulon, jesiotr, skrzelopływka bagienna), inne zaś dołączyły do krajowych gatunków na skutek naturalnej ekspansji (dzięcioł białoszyi, pliszka cytrynowa, szakal złocisty, karlik średni). Teren Polski został również skolonizowany przez gatunki obce, zawleczone przez człowieka, czy to na drodze świadomej introdukcji (np. bażanty, muflony, daniele, amur biały), czy to w wyniku przypadku (jenoty, piżmaki, norki amerykańskie, ostatnio też szopy pracze, z owadów m.in. stonki). Obecnie obserwuje się rekolonizację Polski przez zwierzęta znajdujące się uprzednio na skraju wytępienia w granicach kraju, dotyczy to zwłaszcza dużych ssaków (wilk, bóbr), kraj ten jest również ostoją wyjątkowo dużych populacji gatunków ginących w wielu innych krajach Europy (bocian biały, wodniczka). Polska jest również krajem, w którym żubr został uratowany przed całkowitym wymarciem w skali globalnej – tutaj rozpoczęto hodowlę ostatnich osobników, odnalezionych w ogrodach zoologicznych i zwierzyńcach po I Wojnie Światowej i tutaj reintrodukowano po raz pierwszy gatunek do naturalnych siedlisk. Niektóre gatunki w polskiej faunie są jednak nadal na skraju wymarcia (np. kraska, dzierzba czarnoczelna, wąż Eskulapa).
Większość gatunków obecnie występujących w Polsce stanowią zwierzęta leśne strefy lasów liściastych (jak jelenie, sarny, dziki). W północno-wschodniej części Polski żyją też gatunki typowe dla strefy tajgi, a nawet tundry (np. mszarniki jutta, puszczyki mszarne, łosie, zające bielaki), a w południowo-wschodniej także gatunki stepowe (susły, żołny, siodlarka stepowa, poskocz krasny). Nieco odmienny od reszty kraju skład gatunkowy ma fauna obszarów górskich (Karpaty, Sudety). Poza gatunkami typowymi dla tego typu środowiska (kozica, świstak tatrzański, płochacz halny) żyją tam też zwierzęta wytępione na pozostałym obszarze kraju (rysie, żbiki i niedźwiedzie). Niektóre z gatunków polskiej fauny są typowymi zwierzętami synantropijnymi (np. szczury i wróble).
Fauna polskiej strefy Bałtyku jest relatywnie uboga z powodu niskiego zasolenia tego akwenu. Brak jest w ogóle głowonogów, zaś pojedyncze szkarłupnie i ukwiały pojawiają się jedynie sporadycznie w skrajnie zachodniej części polskiego wybrzeża. Tworzy ją zgrupowanie gatunków typowo morskich (np. dorsz, śledź, kur diabeł, omułek jadalny), często osiągających mniejsze rozmiary ciała, niż w sąsiednim Morzu Północnym, oraz – przynajmniej w zatokach i zalewach – gatunków słodkowodnych (np. szczupak, okoń, sieja). Z zaledwie trzech płetwonogich najczęstsza jest foka szara, zaś jednym, stale występującym waleniem – znajdujący się na skraju wyginięcia morświn. Niektóre, zimnolubne gatunki zwierząt w Bałtyku stanowią relikt z okresu Morza Yoldiowego (np. foka obrączkowana, podwój wielki, kur rogacz). Również w faunie polskiego Bałtyku pojawiły się obce gatunki inwazyjne (np. krabik amerykański, babka bycza).

### Ochrona przyrody

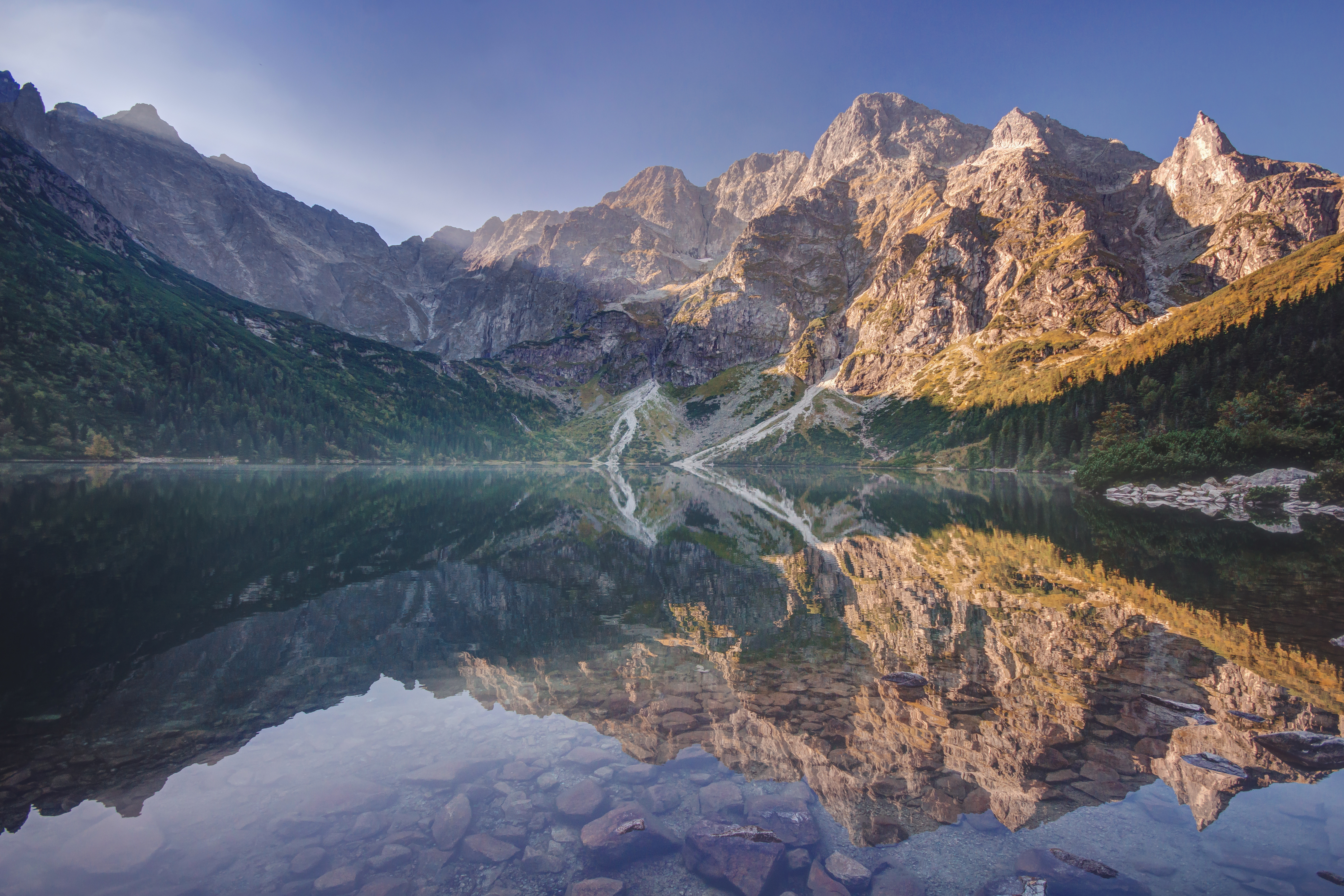
Tatrzański Park Narodowy – Morskie Oko – jedno z 5 najpiękniejszych jezior świata według „The Wall Street Journal”

W Polsce prowadzi się aktywne działania mające na celu ochronę przyrody. Chociaż pewne działania w zakresie ochrony przyrody można spotkać już w średniowieczu i wiekach późniejszych, to przemyślane i planowe działania oparte na naukowych podstawach podjęto na szerszą skalę dopiero w 2. połowie XX wieku. Najcenniejsze obszary chroni sieć parków narodowych i rezerwatów przyrody.
Po akcesji do Unii Europejskiej w Polsce wprowadzono także sieć obszarów Natura 2000, na których chroni się elementy przyrody zagrożone w skali Europy. Poza obszarowymi formami ochrony obowiązuje prawna gatunkowa ochrona zwierząt, grzybów i roślin.
Na terenie kraju znajduje się 10 rezerwatów biosfery oraz 13 obszarów wodno-błotnych wpisanych na listę ramsarską.

## Demografia

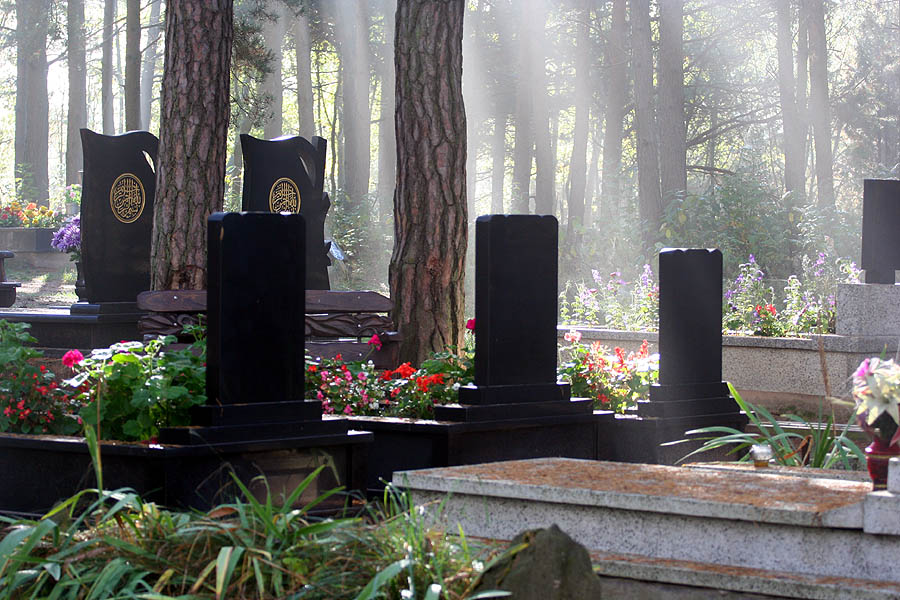
Cmentarz tatarski w Kruszynianach. Tatarzy osiedlili się w 18 wioskach na polskich ziemiach królewskich, z łaski Jana III Sobieskiego

| Ludność Polski                                          | Ludność Polski | Ludność Polski | Ludność Polski |
| Rok                                                     | Ludność        | Rok            | Ludność        |
| ------------------------------------------------------- | -------------- | -------------- | -------------- |
| 1846                                                    | 11 107 000     | 1978           | 35 061 000     |
| 1911                                                    | 22 110 000     | 1988           | 37 879 000     |
| 1921                                                    | 27 177 000     | 1990           | 38 183 000     |
| 1931                                                    | 32 107 000     | 1995           | 38 610 000     |
| 1938                                                    | 34 849 000     | 2000           | 38 654 000     |
| 1946                                                    | 23 930 000     | 2005           | 38 191 000     |
| 1950                                                    | 25 008 000     | 2010           | 37 774 078     |
| 1960                                                    | 29 776 000     | 2015           | 38 437 239     |
| 1970                                                    | 32 642 000     | 2020           | 38 088 564     |
|                                                         |                |                |                |
| Liczba ludności Polski w latach 1946–2008 (w tysiącach) |                |                |                |

Liczba mieszkańców powiatów. Wielkość powiatu pokazuje liczbę jego mieszkańców, z pewnym przybliżeniem. Każdy kolor to 1/5 całkowitej liczby powiatów.

W okresie kształtowania się państwowości Polska obejmowała swym zasięgiem ziemie o powierzchni ponad ćwierć miliona km² z przeszło milionem mieszkańców. Za czasów Kazimierza Wielkiego obszar państwa (około 270 tys. km²) zamieszkiwało ponad 2,5 mln osób. Unia z Litwą przyniosła radykalny przyrost demograficzny i terytorialny. Za czasów Batorego obszar państwa zbliżył się do 1 mln km², a ludność w końcu XVI wieku prawdopodobnie osiągnęła 9 milionów. W chwili utraty niepodległości wielonarodowościowe państwo liczyło co najmniej 13–14 mln mieszkańców, przy czym przez cały okres wspólnej państwowości z Litwą znaczną część ludności stanowiły osoby posługujące się innym językiem niż polski (w końcu XVIII wieku było ich ok. 60%). Po odzyskaniu niepodległości w granicach Polski znalazło się kilka milionów osób o innej niż polska narodowości, tak więc Polska przed II wojną światową była krajem wielonarodowościowym, gdzie mniejszości stanowiły powyżej 30% ludności. W okresie między 1921, a wybuchem II wojny światowej liczba ludności wzrosła z 27,2 mln do 35,2 mln. Jednak zmiany granic Polski po wojnie oraz przesiedlenia sprawiły, że obecnie Polska jest krajem nieomalże jednolitym etnicznie. Wszystkie mniejszości narodowe łącznie nie przekraczają 3% ludności.
Po II wojnie światowej w Polsce zanotowano niespotykany nigdzie indziej (poza ZSRR) przyrost naturalny. W latach 50. XX wieku w Polsce przybywało ponad 500 tys. mieszkańców rocznie (tyle osób zamieszkiwało wówczas w Krakowie). Przyczyną tak dużego przyrostu naturalnego był ogromny ubytek ludności w czasie wojny (według różnych źródeł od 6 do 10 mln). Kolejny wyż demograficzny przyszedł z początkiem lat 70. oraz na początku lat 80. (zbliżenie się członków rodzin w czasie stanu wojennego). Od końca lat 80. przyrost naturalny drastycznie spadł, by na początku XXI wieku zejść poniżej zera. Obecnie znów notuje się nieznacznie większą liczbę urodzeń, gdyż w okres prokreacji wchodzi wyż demograficzny lat 70. Ponadto od kilku lat obserwuje się prorodzinną politykę państwa („becikowe”, ulgi podatkowe), a także kobiety, które odłożyły rodzicielstwo w latach 90. na rzecz kariery rodzą dzieci. Niemniej jednak z Polski do krajów UE wyemigrowało (według różnych szacunków) od 500 tysięcy do ponad 2 milionów młodych ludzi, którzy pragną założyć rodziny w nowym miejscu zamieszkania. W ostatnich latach ludność Polski ustabilizowała się na poziomie 38,1 mln osób (w okresie od X 2006 do III 2009 liczba ta wahała się w wąskim przedziale 38,11–38,14 mln). Według prognoz GUS z 2010 roku, liczba ludności w Polsce w 2030 miała wynieść ok. 36,8 mln. W 2008 i 2009 r. nastąpił wzrost liczby urodzeń. W 2008 r. w Polsce urodziło się 414 tys. dzieci, a w 2009 r. 418 tys. Po chwilowym wzroście kolejne lata przyniosły dalszy głęboki spadek urodzeń. Kilkanaście lat później (2023 r.) liczba nowonarodzonych dzieci spadła do 272,5 tys.
Przyrost naturalny jest zróżnicowany regionalnie. Przyczyniają się do tego konteksty historyczne i społeczne – np. na Górnym Śląsku występuje jedna z najwyższych w kraju dzietność na kobietę, a mimo to ludność tego województwa się zmniejsza. Spowodowane jest to znacznymi migracjami, głównie starszych osób, które w latach 70. przybyły tu do pracy w przemyśle, a teraz na emeryturze wracają w swoje rodzinne strony. Z kolei Warszawa jest miastem w Polsce, o ujemnym przyroście naturalnym, a mimo to z powodu migracji liczba ludności miasta rośnie. Obszarami o najwyższym przyroście naturalnym pozostają Małopolska, województwa północne i wschodnie (wyjątkiem jest tutaj województwo podlaskie), a najniższy i ujemny przyrost naturalny odnotowuje się w województwach zachodnich (z wyjątkiem Wielkopolski i Pomorza Zachodniego, gdzie przyrost jest dodatni) i centralnych, w szczególności w łódzkim. Największą gęstością zaludnienia charakteryzują się gminy miejskie (np. Legionowo). W skali regionów gęstość zaludnienia jest najwyższa w województwie śląskim a najniższa w województwie podlaskim (6,3 raza mniejsza niż w śląskim) (Stan zaludnienia województw w 2014 roku).

Niespełna 10 lat później (2023 r.) wszystkie województwa odnotowały ujemny przyrost naturalny, od –3,77 tys. w województwie podlaskim do –24,08 tys. w województwie śląskim.

### Narodowości oraz grupy etniczne
| Struktura narodowo-etniczna w Polsce według spisu ludności z 2021 r. | Struktura narodowo-etniczna w Polsce według spisu ludności z 2021 r. | Struktura narodowo-etniczna w Polsce według spisu ludności z 2021 r. | Struktura narodowo-etniczna w Polsce według spisu ludności z 2021 r. | Struktura narodowo-etniczna w Polsce według spisu ludności z 2021 r. |
| Narodowość                                                           | Liczba (w tys.) (w tym jako jedyna)                                  | Udział                                                               | Różnica z 2011 (w tys.)                                              | Różnica z 2002 (w tys.)                                              |
| -------------------------------------------------------------------- | -------------------------------------------------------------------- | -------------------------------------------------------------------- | -------------------------------------------------------------------- | -------------------------------------------------------------------- |
| Polacy                                                               | 37150 (37058)                                                        | 97,67% (97,43%)                                                      | 244                                                                  | 166                                                                  |
| Ślązacy                                                              | 586 (232)                                                            | 1,54% (0,61%)                                                        | 261                                                                  | 413                                                                  |
| Kaszubi                                                              | 177 (15)                                                             | 0,47% (0,04%)                                                        | 56                                                                   | 172                                                                  |
| Niemcy                                                               | 133 (39)                                                             | 0,35% (0,10%)                                                        | 15                                                                   | 10                                                                   |
| Ukraińcy                                                             | 79 (63)                                                              | 0,21% (0,17%)                                                        | 28                                                                   | 48                                                                   |
| Białorusini                                                          | 54 (42)                                                              | 0,14% (0,11%)                                                        | 7                                                                    | 5                                                                    |
| Anglicy                                                              | 49 (4)                                                               | 0,13% (0,01%)                                                        | 39                                                                   | 48                                                                   |
| Amerykanie                                                           | 25 (2)                                                               | 0,07% (0,01%)                                                        | 13                                                                   | 23                                                                   |
| Rosjanie                                                             | 15 (10)                                                              | 0,04% (0,03%)                                                        | 2                                                                    | 9                                                                    |
| Łemkowie                                                             | 13 (9)                                                               | 0,03% (0,02%)                                                        | 2                                                                    | 9                                                                    |
| Romowie                                                              | 12 (8)                                                               | 0,03% (0,02%)                                                        | 5                                                                    | 1                                                                    |
| Pozostali                                                            | 539 (494)                                                            | 1,42% (1,30%)                                                        | 10                                                                   | 249                                                                  |
| Ludność ogółem                                                       | 38 036                                                               | x (100%)                                                             | 476                                                                  | 194                                                                  |

Polacy posługują się językiem polskim zaliczanym do rodziny języków słowiańskich. Dla pewnej części Polaków językiem ojczystym jest blisko z nim spokrewniony język kaszubski. Język polski jest językiem urzędowym Rzeczypospolitej, jakkolwiek prawo gwarantuje mniejszościom narodowym używanie ich własnych języków, zwłaszcza na obszarach, gdzie występują ich większe skupiska. W 21 gminach jako pomocnicze języki urzędowe stosowane są język niemiecki, język kaszubski, język litewski oraz język białoruski (tzw. gminy dwujęzyczne).
W Narodowym Spisie Powszechnym z 2011 roku narodowość polską zadeklarowało 97,10% ankietowanych (wliczając osoby deklarujące również drugą narodowość). 887 tys. osób (2,26%) zadeklarowało dwie narodowości – polską i niepolską, 597 tys. osób (1,55%) zadeklarowało wyłącznie niepolską narodowość, z czego 46 tys. osób zadeklarowało dwie niepolskie narodowości. Najbardziej liczne mniejszości narodowe i etniczne stanowią Ślązacy (847 tys.), Kaszubi (233 tys.), Niemcy (148 tys.), Ukraińcy (51 tys.), Białorusini (47 tys.), Romowie (17 tys.), Rosjanie (13 tys.), Łemkowie (11 tys.), Litwini (8 tys.) i Żydzi (8 tys.).
Istnieją próby wyodrębnienia nowej grupy etnicznej Śląskiej – osobny artykuł Narodowość śląska

### Imigranci
W Polsce nie obserwuje się masowego napływu imigrantów jak w krajach zachodnich. Niemniej jednak coraz więcej przedsiębiorstw sprowadza pracowników z zagranicy, szczególnie z Ukrainy, Białorusi oraz Dalekiego Wschodu (Chiny, Wietnam). Zajmują oni lukę na rynku pracy powstałą z powodu nasilonej w ostatnich latach emigracji zarobkowej młodych Polaków.  Pojawiają się też, wraz z zagranicznymi przedsiębiorstwami otwierającymi fabryki w Polsce, zagraniczni pracownicy średniego i wyższego szczebla kierowniczego wraz z rodzinami, w tym oprócz pochodzących z Europy Zachodniej i Ameryki, także z Azji: Korei Południowej i Japonii.
Według oficjalnych danych na terytorium Polski legalnie mieszkało w 2012 roku około 5 tysięcy imigrantów z Afryki (posiadacze ważnych kart pobytu). Głównymi krajami pochodzenia imigrantów z Afryki są kolejno: Nigeria, Tunezja, Egipt, Algieria, Maroko, Kamerun i RPA.
| Państwo pochodzenia | Polska  | szef urzędu ds. cudzoziemców | Województwo dolnośląskie | Województwo kujawsko-pomorskie | Województwo lubelskie | Województwo lubuskie | Województwo łódzkie | Województwo małopolskie | Województwo mazowieckie | Województwo opolskie | Województwo podkarpackie | Województwo podlaskie | Województwo pomorskie | Województwo śląskie | Województwo świętokrzyskie | Województwo warmińsko-mazurskie | Województwo wielkopolskie | Województwo zachodniopomorskie |
| Świat               | 968 854 | 20 330                       | 104 453                  | 18 368                         | 26 630                | 28 414               | 69 918              | 103 317                 | 250 752                 | 11 585               | 14 598                   | 23 297                | 64 333                | 43 871              | 10 547                     | 12 015                          | 112 335                   | 51 596                         |
| ------------------- | ------- | ---------------------------- | ------------------------ | ------------------------------ | --------------------- | -------------------- | ------------------- | ----------------------- | ----------------------- | -------------------- | ------------------------ | --------------------- | --------------------- | ------------------- | -------------------------- | ------------------------------- | ------------------------- | ------------------------------ |
| Ukraina             | 538 890 | 7 239                        | 67 015                   | 11 336                         | 14 093                | 19 368               | 40 845              | 54 222                  | 117 124                 | 9 024                | 9 968                    | 4 583                 | 36 313                | 31 031              | 5 925                      | 6 631                           | 70 452                    | 33 232                         |
| Białoruś            | 143 545 | 9 486                        | 11 510                   | 1 529                          | 5 015                 | 1 316                | 4 637               | 10 143                  | 53 683                  | 442                  | 373                      | 14 657                | 12 052                | 2 132               | 771                        | 1 354                           | 11 520                    | 2 624                          |
| Indie               | 24 916  | 1                            | 2 130                    | 372                            | 339                   | 454                  | 1 846               | 4 597                   | 8 506                   | 105                  | 401                      | 149                   | 1 431                 | 465                 | 886                        | 203                             | 2 215                     | 812                            |
| Gruzja              | 24 546  | 8                            | 2 309                    | 282                            | 237                   | 819                  | 3 383               | 3 222                   | 3 164                   | 193                  | 206                      | 321                   | 1 337                 | 807                 | 374                        | 345                             | 5 842                     | 1 618                          |
| Rosja               | 17 798  | 1 397                        | 1 457                    | 284                            | 335                   | 210                  | 534                 | 1 976                   | 5 819                   | 94                   | 96                       | 668                   | 1 437                 | 444                 | 77                         | 308                             | 1 294                     | 402                            |
| Turcja              | 13 984  | 225                          | 1 689                    | 232                            | 136                   | 192                  | 897                 | 2 137                   | 5 078                   | 66                   | 208                      | 190                   | 456                   | 385                 | 156                        | 40                              | 1 517                     | 366                            |
| Niemcy              | 13 754  | 0                            | 1 183                    | 186                            | 115                   | 3 159                | 156                 | 610                     | 1 250                   | 220                  | 117                      | 79                    | 610                   | 669                 | 68                         | 204                             | 779                       | 4 349                          |
| Uzbekistan          | 11 790  | 21                           | 853                      | 308                            | 135                   | 89                   | 2 848               | 1 865                   | 1 993                   | 32                   | 222                      | 125                   | 381                   | 213                 | 201                        | 33                              | 2 099                     | 363                            |
| Wietnam             | 11 419  | 3                            | 428                      | 104                            | 47                    | 79                   |                     |                         | 8 046                   |                      |                          |                       |                       |                     |                            |                                 |                           |                                |
| Filipiny            | 8 927   |                              |                          |                                |                       |                      |                     |                         |                         |                      |                          |                       |                       |                     |                            |                                 |                           | 1 702                          |
| Mołdawia            | 8 691   |                              |                          |                                |                       |                      |                     |                         |                         |                      |                          |                       |                       |                     |                            |                                 |                           |                                |
| Włochy              | 7 841   |                              |                          |                                |                       |                      |                     |                         |                         |                      | 250                      |                       |                       |                     |                            |                                 |                           |                                |
| Azerbejdżan         | 6 069   |                              |                          |                                |                       |                      |                     |                         |                         |                      |                          |                       |                       |                     |                            |                                 |                           |                                |
| Bandgladesz         | 5 940   |                              |                          |                                |                       |                      |                     |                         |                         |                      |                          |                       |                       |                     |                            | 960                             |                           |                                |
| Kolumbia            | 5 529   |                              |                          |                                |                       |                      |                     |                         |                         |                      |                          |                       |                       |                     |                            |                                 |                           |                                |
| Rumunia             | 5 335   |                              |                          |                                |                       |                      |                     |                         |                         |                      |                          |                       |                       |                     |                            |                                 |                           |                                |
| Chiny               | 5 080   |                              |                          |                                |                       |                      |                     |                         |                         |                      |                          |                       |                       |                     |                            |                                 |                           |                                |
| Indonezja           | 4 649   |                              |                          |                                |                       |                      |                     |                         |                         |                      |                          |                       |                       |                     |                            |                                 |                           |                                |
| Bułgaria            | 4 586   |                              |                          |                                | 490                   |                      |                     |                         |                         |                      |                          |                       |                       |                     |                            |                                 |                           |                                |
| Hiszpania           | 4 466   |                              |                          |                                |                       |                      |                     |                         |                         |                      |                          |                       |                       |                     |                            |                                 |                           |                                |
| Armenia             | 4 411   |                              |                          |                                |                       |                      |                     |                         |                         |                      |                          |                       |                       |                     |                            |                                 |                           |                                |
| Francja             | 4 385   |                              |                          |                                |                       |                      |                     |                         |                         |                      |                          |                       |                       |                     |                            |                                 |                           |                                |
| Zimbabwe            | 3 952   |                              |                          |                                | 1 439                 |                      |                     |                         |                         |                      |                          |                       |                       |                     |                            |                                 |                           |                                |
| Kazachstan          | 3 804   |                              |                          |                                |                       |                      |                     |                         |                         |                      |                          |                       |                       |                     |                            |                                 |                           |                                |
| Korea Południowa    | 3 372   |                              |                          |                                |                       |                      |                     |                         |                         |                      |                          |                       |                       |                     |                            |                                 |                           |                                |
| Wielka Brytania     | 3 226   |                              |                          |                                |                       |                      |                     |                         |                         |                      |                          |                       |                       |                     |                            |                                 |                           |                                |
| Stany Zjednoczone   | 3 076   |                              |                          |                                |                       |                      |                     |                         |                         |                      |                          |                       |                       |                     |                            |                                 |                           |                                |

### Miasta Polski

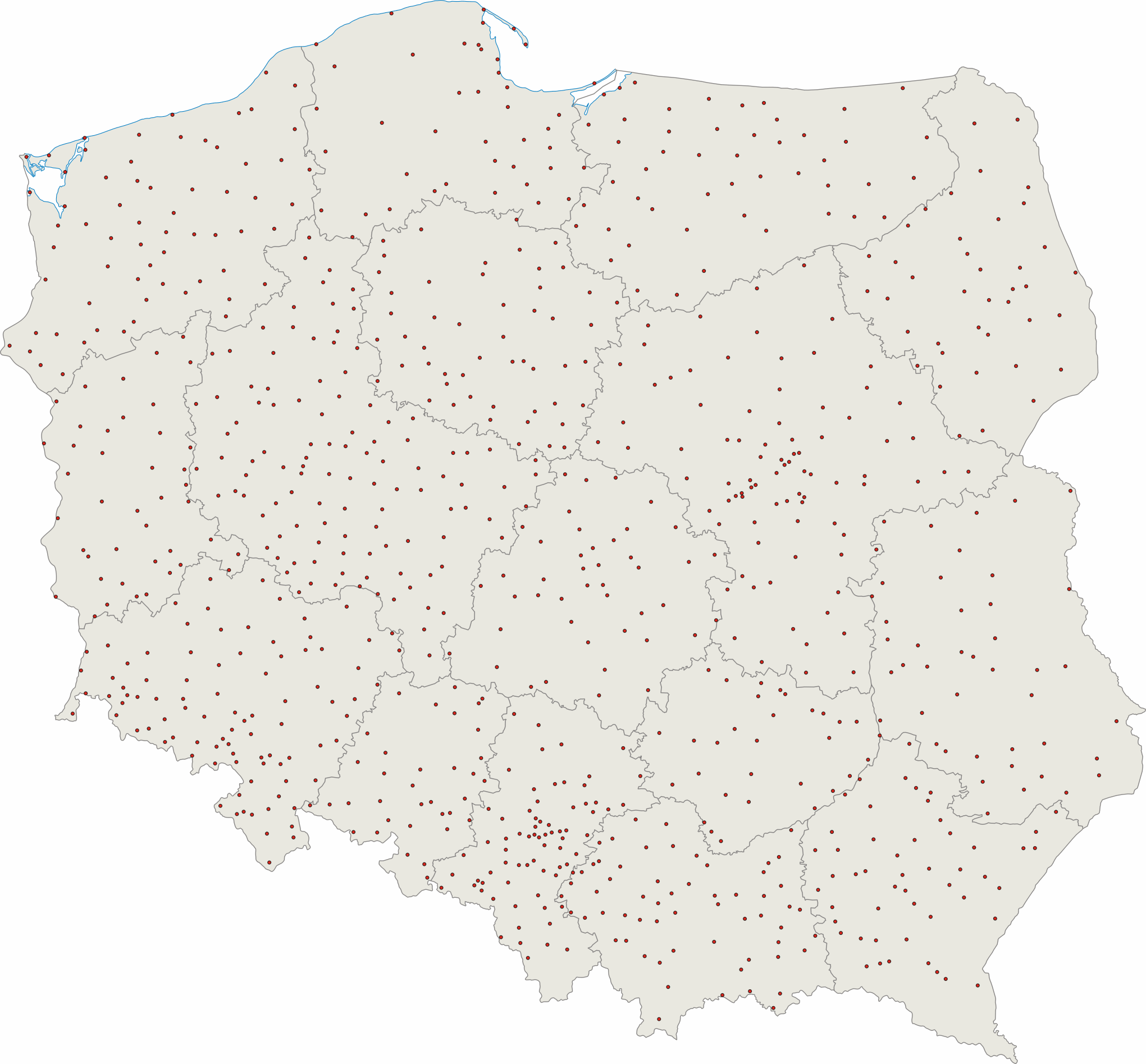
Rozmieszczenie miast w Polsce

Według danych GUS, w Polsce jest 1013 miast (według stanu na 1 stycznia 2024). Najmniej zaludnionym miastem Polski jest Opatowiec liczący 308 mieszkańców, najludniejsza zaś Warszawa ma około 6044 razy więcej mieszkańców (1 861 599 – wg stanu na rok 2024).
Najmniejszą powierzchnię ma Stawiszyn (0,99 km²) a największą Gdańsk (683 km²). Najmniejszą gęstością zaludnienia charakteryzuje się Krynica Morska (10 osób/km²) a największą Ząbki (4130 osób/km²).
Według większości niezależnych źródeł, na początku XXI wieku największą aglomeracją, obszarem metropolitalnym, jak i zespołem miejskim w Polsce była aglomeracja katowicka (w zależności od źródła 2,7 do 5,3 mln mieszkańców), następnie warszawska (2,1 do 2,8 mln mieszkańców), krakowska (0,8 do 1,3 mln mieszkańców) oraz gdańska (ok. 1,2 mln mieszkańców) i łódzka (0,9 do 1,2 mln mieszkańców).
Badania przeprowadzone w ramach ESPON wykazały istnienie w Polsce 8 metropolii (Warszawa – metropolia europejska III rzędu; Kraków, Łódź, Wrocław, Poznań, Gdańsk, Szczecin i Katowice – IV rzędu).
Poniższa lista przedstawia największe miasta Polski (liczące ponad 100 tys. mieszkańców w 2024 roku.).
|    | Miasto              | Liczba mieszkańców | Województwo         |
| -- | ------------------- | ------------------ | ------------------- |
| 1  | Warszawa            | 1 861 664          | mazowieckie         |
| 2  | Kraków              | 804 237            | małopolskie         |
| 3  | Wrocław             | 674 132            | dolnośląskie        |
| 4  | Łódź                | 655 279            | łódzkie             |
| 5  | Poznań              | 540 146            | wielkopolskie       |
| 6  | Gdańsk              | 486 492            | pomorskie           |
| 7  | Szczecin            | 390 278            | zachodniopomorskie  |
| 8  | Lublin              | 330 447            | lubelskie           |
| 9  | Bydgoszcz           | 328 370            | kujawsko-pomorskie  |
| 10 | Białystok           | 292 058            | podlaskie           |
| 11 | Katowice            | 279 119            | śląskie             |
| 12 | Gdynia              | 242 141            | pomorskie           |
| 13 | Częstochowa         | 207 117            | śląskie             |
| 14 | Rzeszów             | 197 536            | podkarpackie        |
| 15 | Radom               | 196 918            | mazowieckie         |
| 16 | Toruń               | 195 263            | kujawsko-pomorskie  |
| 17 | Sosnowiec           | 188 151            | śląskie             |
| 18 | Kielce              | 183 147            | świętokrzyskie      |
| 19 | Gliwice             | 170 457            | śląskie             |
| 20 | Olsztyn             | 167 844            | warmińsko-mazurskie |
| 21 | Bielsko-Biała       | 166 189            | śląskie             |
| 22 | Zabrze              | 154 642            | śląskie             |
| 23 | Bytom               | 148 687            | śląskie             |
| 24 | Zielona Góra        | 139 132            | lubuskie            |
| 25 | Rybnik              | 131 323            | śląskie             |
| 26 | Ruda Śląska         | 131 062            | śląskie             |
| 27 | Opole               | 126 300            | opolskie            |
| 28 | Tychy               | 122 605            | śląskie             |
| 29 | Gorzów Wielkopolski | 115 847            | lubuskie            |
| 30 | Dąbrowa Górnicza    | 114 148            | śląskie             |
| 31 | Elbląg              | 113 195            | warmińsko-mazurskie |
| 32 | Płock               | 111 927            | mazowieckie         |
| 33 | Koszalin            | 105 905            | zachodniopomorskie  |
| 34 | Tarnów              | 103 515            | małopolskie         |
| 35 | Włocławek           | 101 450            | kujawsko-pomorskie  |
| 36 | Chorzów             | 101 184            | śląskie             |
| 37 | Wałbrzych           | 101 082            | dolnośląskie        |

### Polonia i Polacy za granicą

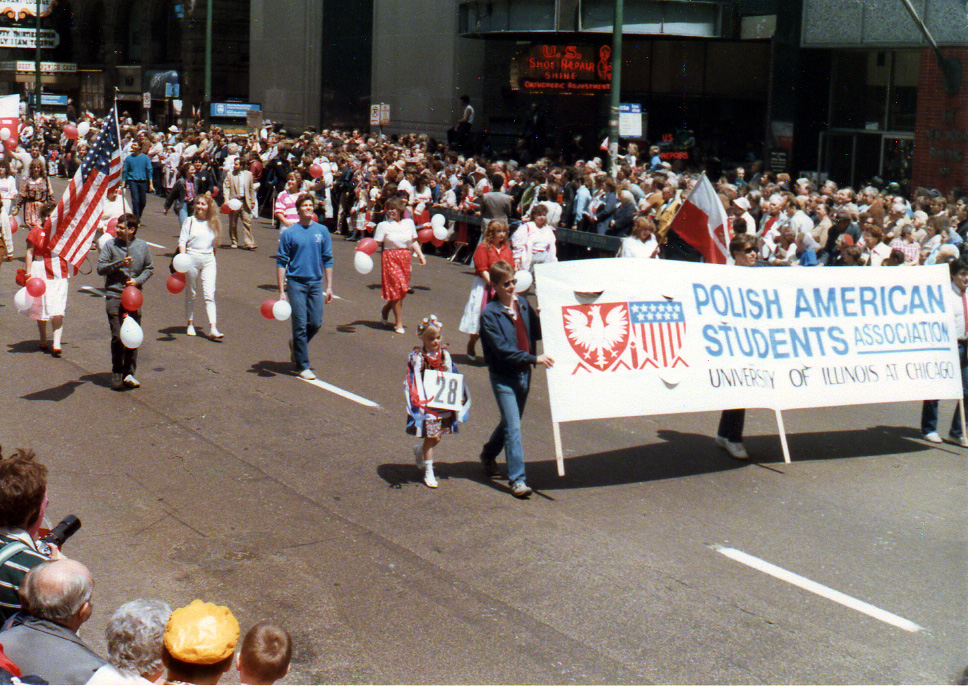
Parada 3-majowa w Chicago, 1985

Oprócz populacji krajowej jest to szeroko rozumiana Polonia oraz rdzenni mieszkańcy terytoriów niegdyś w granicach Rzeczypospolitej Polskiej, a znajdujących się obecnie poza granicami kraju. Polacy żyją w dużych liczbach na Białorusi, Litwie, Ukrainie, w Czechach, Rosji (są tam m.in. historycznie rozproszeni po Syberii, z koncentracją w Jakucji), w Kazachstanie (z powodu radzieckich zesłań), Niemczech (468 tys. w roku 2011), Francji, Wielkiej Brytanii (916 tys. na koniec roku 2015) i w większości państw Europy Zachodniej oraz w Skandynawii (Polacy są najliczniejszą grupą obcokrajowców na Islandii), w Stanach Zjednoczonych i Kanadzie, w Ameryce Południowej (szczególnie w Brazylii i Argentynie), a także w Australii.
Przez wiele dekad, Polacy emigrowali przeważnie do Stanów Zjednoczonych, Kanady, oraz Australii. W dużej mierze są zintegrowani tamże, nadając w odczuwalnej mierze polskość miejscowej mozaice społecznościowej, podobnie jak kiedyś Polska była mozaiką ludów.
Polacy na świecie to również liczna grupa pracujących zarobkowo, w XXI wieku głównie w Wielkiej Brytanii, Niemczech, Irlandii i Holandii.

### Wyznania religijne

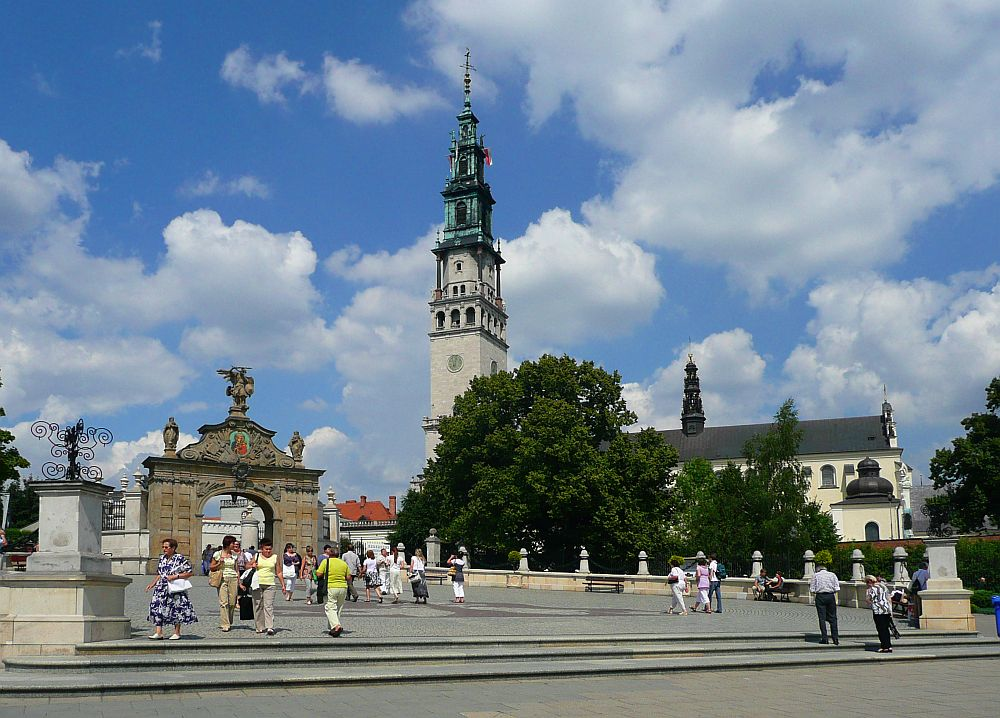
Klasztor o. Paulinów na Jasnej Górze w Częstochowie – centrum pielgrzymek w Polsce

Za członków poszczególnych Kościołów i związków religijnych przyjmuje się zazwyczaj osoby, które w stosunek członkostwa weszły (np. poddane obrzędowi chrztu), nawet jeżeli w okresie późniejszym straciły związek z Kościołem (związkiem wyznaniowym) i religią. Dane statystyczne sporządzone są wyłącznie na podstawie oficjalnej dokumentacji Kościołów i zarejestrowanych organizacji religijnych, które to dane zbierane są przez Główny Urząd Statystyczny (GUS). Weryfikacją tego obrazu są dane zbierane podczas powszechnych spisów statystycznych oraz badań spójności społecznej opartych na deklaracjach reprezentatywnej grupy osób prowadzone również przez GUS. Podczas spisu ludności w 2021 zadano pytanie o wyznanie, na które odpowiedziało 79,43% respondentów.
Największą wspólnotę religijną stanowi Kościół katolicki, do którego należy około 27,1 mln wiernych (2021), co oznacza, że z kościołem w obrządku rzymskokatolickim identyfikuje się 71,3% mieszkańców Polski. Według Małego Rocznika Statystycznego (2024) było to 31,6 mln (83,9%). Według autodeklaracji respondentów GUS w 2018 roku za katolików uważa się około 93,5% populacji, a światopogląd 45% Polaków w pełni pokrywa się z doktryną Kościoła katolickiego. W Polsce regularnie praktykuje około 50% wszystkich wierzących. Najbardziej religijnymi diecezjami są diecezje: diecezja tarnowska (71,3%), diecezja rzeszowska (64,3%) i diecezja przemyska (60,4%) natomiast najmniej religijnymi są diecezja szczecińsko-kamieńska (24,1%), diecezja łódzka (24,5%) i diecezja koszalińsko-kołobrzeska (25,0%). Kościół greckokatolicki liczy 60 tys. wiernych, Kościół ormiańskokatolicki 630, Kościół neounicki 117 osób. Z tradycji katolickiej wywodzi się starokatolicyzm, do którego należy 46,4 tys. wiernych (Kościół Starokatolicki Mariawitów – 22,7 tys. wiernych, Kościół Polskokatolicki – 18 tys. wiernych, Kościół Starokatolicki w RP – 2,7 tys. wiernych, Kościół Katolicki Mariawitów – 1,8 tys. wiernych, Polski Narodowy Katolicki Kościół – 1,2 tys. wiernych. Obok starokatolików działalność prowadzą grupy tradycjonalistów katolickich (Bractwo Kapłańskie Świętego Piusa X i sedewakantyści).
Wspólnoty tradycji prawosławnej liczą 506 tys. wiernych (Polski Autokefaliczny Kościół Prawosławny – 504 tys., Wschodni Kościół Staroobrzędowców w RP – 1452 osób, Staroprawosławna Cerkiew Staroobrzędowców – 502 osób). W Polsce mieszkają także przedstawiciele przedchalcedońskich Kościołów wschodnich (Apostolski Kościół Ormiański – 335 wiernych, Koptyjski Kościół Ortodoksyjny).
Kościoły protestanckie liczą ok. 150 tys. wiernych: Kościół Ewangelicko-Augsburski – 60,2 tys., Kościół Zielonoświątkowy – 27,3 tys., Kościół Adwentystów Dnia Siódmego – 10 tys., Kościół Chrystusowy w RP – 6,7 tys., Kościół Chrześcijan Baptystów – 5,8 tys., Kościół Boży w Chrystusie – 5,1 tys., Kościół Ewangelicko-Metodystyczny – 4,2 tys., Kościół Nowoapostolski w Polsce – 3,5 tys., Kościół Wolnych Chrześcijan – 3,2 tys., Kościół Ewangelicko-Reformowany – 3,2 tys., Kościół Boży – 3 tys., Kościół Ewangelicznych Chrześcijan – 2,4 tys., Kościół Chrześcijan Wiary Ewangelicznej – 1,6 tys., Chrześcijańska Wspólnota Zielonoświątkowa i wiele innych. Według danych z 2021 roku było zarejestrowanych 101 protestanckich denominacji, co stanowiło prawie połowę wszystkich związków wyznaniowych.  
Wyznania restoracjonistyczne obejmują: Związek Wyznania Świadków Jehowy (116,5 tys. głosicieli), Zrzeszenie Wolnych Badaczy Pisma Świętego – 1446 osób, Świecki Ruch Misyjny „Epifania” – 1385 wiernych oraz Kościół Jezusa Chrystusa Świętych w Dniach Ostatnich (Mormoni) – 1733 wiernych.
Inne grupy wyznaniowe liczą łącznie co najmniej 15 tys. członków, według danych spisowych; należą do nich: m.in. Islamskie Zgromadzenie Ahl-ul-Bayt – 6,1 tys. wiernych, Muzułmański Związek Religijny – 498 wiernych, Międzynarodowe Towarzystwo Świadomości Kryszny – 3,1 tys. wiernych, Związek Buddyjski Bencien Karma Kamtsang – 2,3 tys. członków, Związek Gmin Wyznaniowych Żydowskich w Rzeczypospolitej Polskiej – 1740 członków.
Ze względu na imigrację rośnie liczba muzułmanów i w marcu 2023 r. Mufti Polski oszacował, że ich liczba wynosiła ok. 75 tys. Choć nie ma dokładnych danych, eksperci w ostatnich latach oszacowali, że populacja muzułmańska wynosiła około 40 tys., czyli 0,1% z 38 mln mieszkańców.
Kilka prawnie zarejestrowanych w MSWiA związków wyznaniowych liczących w sumie ok. 900 członków (jak Rodzimy Kościół Polski lub Rodzima Wiara) ma źródła w etnicznych, przedchrześcijańskich wierzeniach Słowian. Według danych zebranych od grup praktykujących buddyzm w Polsce, buddyści w Polsce mają oficjalnie 19 zarejestrowanych grup religijnych, liczących ok. 14 tys. członków, w tym największy Buddyjski Związek Diamentowej Drogi Linii Karma Kagyu.
Największe w Polsce międzywyznaniowe organizacje chrześcijańskie to: Polska Rada Ekumeniczna zrzeszająca Kościoły protestanckie, starokatolickie i prawosławne oraz Alians Ewangeliczny zrzeszający Kościoły, Zbory i organizacje związane z protestantyzmem ewangelikalnym.
Podczas spisu powszechnego w 2011 roku bezwyznaniowość zadeklarowało 2,4% ludności.
|                                     | Liczba     | udział |
| ----------------------------------- | ---------- | ------ |
| Ludność ogółem                      | 38 036 118 | 100%   |
| udzielający odpowiedzi na wyznanie  | 30 212 506 | 79,43% |
| należący do wyznania                | 27 601 000 | 72,57% |
| chrześcijaństwo                     | 27 575 783 | 72,50% |
| katolicyzm                          | 27 175 790 | 71,45% |
| starokatolicyzm                     | 20 999     | 0,06%  |
| prawosławie                         | 152 226    | 0,40%  |
| chrześcijańskie kościoły orientalne | 519        | 0,00%  |
| protestantyzm                       | 126 458    | 0,33%  |
| nurt badaczy pisma świętego         | 110 678    | 0,29%  |
| inne chrześcijańskie                | 10 112     | 0,03%  |
| buddyzm                             | 7 346      | 0,02%  |
| islam                               | 4 810      | 0,01%  |
| pogaństwo                           | 4 768      | 0,01%  |
| judaizm                             | 1 369      | 0,00%  |
| hinduizm                            | 792        | 0,00%  |
| inne religie i wierzenia            | 6 132      | 0,02%  |
| nienależący do żadnego wyznania     | 2 611 506  | 6,87%  |
| odmowa odpowiedzi                   | 7 807 553  | 20,53% |
| nie ustalono                        | 16 059     | 0,04%  |

## Gospodarka

### Charakterystyka polskiej gospodarki
| Rok  | Wzrost PKB | Rok  | Wzrost PKB | Rok  | Wzrost PKB | Rok  | Wzrost PKB |
| ---- | ---------- | ---- | ---------- | ---- | ---------- | ---- | ---------- |
| 1992 | 1,5%       | 2001 | 1,0%       | 2010 | 3,8%       | 2019 | 4,1%       |
| 1993 | 3,8%       | 2002 | 1,4%       | 2011 | 5,0%       | 2020 | -2,7%      |
| 1994 | 5,2%       | 2003 | 3,8%       | 2012 | 1,6%       | 2021 | 6,9%       |
| 1995 | 7,0%       | 2004 | 5,3%       | 2013 | 1,4%       | 2022 | 5,1%       |
| 1996 | 6,0%       | 2005 | 3,5%       | 2014 | 3,3%       |      |            |
| 1997 | 6,8%       | 2006 | 6,2%       | 2015 | 3,8%       |      |            |
| 1998 | 4,8%       | 2007 | 6,7%       | 2016 | 2,9%       |      |            |
| 1999 | 4,1%       | 2008 | 4,9%       | 2017 | 4,8%       |      |            |
| 2000 | 4,0%       | 2009 | 1,8%       | 2018 | 5,3%       |      |            |

Pod względem wielkości PKB, Polska jest szóstą gospodarką Unii Europejskiej i 25. gospodarką świata (w 2016).
Produkt krajowy na głowę mieszkańca wynosił według obliczeń MFW w roku 2014 nominalnie 14 378 dolarów, a po zmierzeniu parytetem siły nabywczej 25 105 dolarów, co plasuje Polskę na 23 miejscu wśród 28 krajów Unii Europejskiej.
Tempo wzrostu gospodarczego stawia Polskę wśród najszybciej rozwijających się państw Europy – w 2009 PKB wzrósł o 1,7%, co było jedynym dodatnim wynikiem w UE (średnia -4,1%). Tempo wzrostu PKB per capita w Polsce w latach 1992–2002 należało według OECD do najwyższych na świecie i wyniosło 116%, z poziomu 4994 dolarów w 1992 do 10 800 dolarów według w 2002 r. według parytetu siły nabywczej. Sektor usług odpowiada za wytworzenie 62,7% całego PKB, przemysł 33,3%, rolnictwo 4%.
Polska uznawana jest przez ONZ za kraj bardzo wysoko rozwinięty ze względu na wskaźnik rozwoju społecznego (HDI), który bierze pod uwagę takie czynniki jak długość życia, średnią długość edukacji odbytej przez 25-latków i oczekiwany czas edukacji dzieci w wieku szkolnym, jak również PKB per capita po zmierzeniu parytetem siły nabywczej. Wskaźnik HDI wynosił w 2012 r. 0,821, dając Polsce 39. miejsce na świecie na 187 uwzględnionych państw. Według danych Eurostatu w 2013 roku polskie zadłużenie wynosiło 57,0% PKB, przy średniej unijnej wynoszącej 87,1%.
Polska gospodarka jest gospodarką mieszaną. Sektor państwowy wytwarza obecnie około 25% PKB (Skarb Państwa kontroluje m.in. PKP, KGHM, Orlen, PGNiG i PZU) i jest to poziom porównywalny do takich państw, jak Francja czy Norwegia.
Po wejściu w 2004 do Unii Europejskiej dzięki m.in. uczestnictwu w unii celnej i jednolitym rynku oraz transferom z unijnego budżetu w latach 2004–2016 PKB Polski rósł szybciej niż średnia w UE, a polska gospodarka stała się bardziej otwarta i silniej powiązana z gospodarką europejską i światową (m.in. nastąpił ponadtrzykrotny wzrost eksportu i wzrost ponaddwuipółkrotny importu towarów i usług, a także dwukrotny wzrost napływu bezpośrednich inwestycji zagranicznych).
Głównym partnerem handlowym Polski są państwa Unii Europejskiej i Rosja: na Niemcy przypada ok. 25% polskiego eksportu i 21% importu.

### Zatrudnienie
| Rok  | Stopa bezrobocia. |
| ---- | ----------------- |
| 1990 | 6,5%              |
| 1991 | 12,2%             |
| 1992 | 14,3%             |
| 1993 | 16,4%             |
| 1994 | 16,0%             |
| 1995 | 14,9%             |
| 1996 | 13,2%             |
| 1997 | 10,3%             |
| 1998 | 10,4%             |
| 1999 | 13,1%             |
| 2000 | 15,1%             |
| 2001 | 17,5%             |
| 2002 | 20,0%             |
| 2003 | 20,0%             |
| 2004 | 19,0%             |
| 2005 | 17,6%             |
| 2006 | 14,8%             |
| 2007 | 11,2%             |
| 2008 | 9,5%              |
| 2009 | 12,1%             |
| 2010 | 12,4%             |
| 2011 | 12,5%             |
| 2012 | 13,4%             |
| 2013 | 13,4%             |
| 2014 | 11,4%             |
| 2015 | 9,7%              |
| 2016 | 8,2%              |
| 2017 | 6,6%              |
| 2018 | 5,8%              |
| 2019 | 5,2%              |
| 2020 | 6,2%              |
| 2021 | 5,4%              |
| 2022 | 5,2%              |
| 2023 | 5%                |

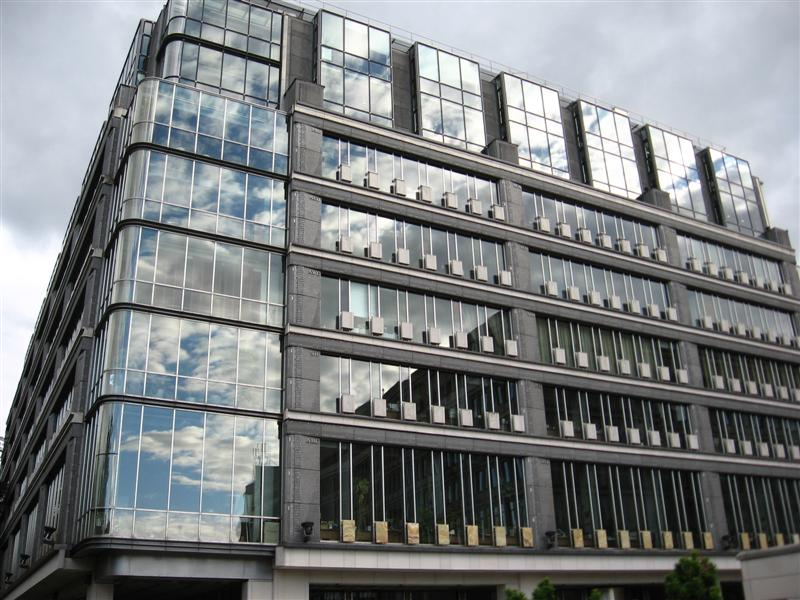
Siedziba Giełdy Papierów Wartościowej w Warszawie – największej giełdy w Europie Środkowo-Wschodniej

Struktura zatrudnienia w polskiej gospodarce odbiega od europejskich standardów, gdyż 12,6% ludności pracuje w rolnictwie (przy średniej unijnej 5,0%), w przemyśle pracuje 30,4% ludności (średnia UE to 24,9%), natomiast w sektorze usług pracuje 57% ludności Polski (średnia UE to 70,1%). Wskaźnik zatrudnienia osób w wieku 15–64 lat wynosi w Polsce 59,7%, podczas gdy średnia UE to 64,2%. Według OECD w 2012 r. Polacy byli piątym (spośród państw UE drugim po Grekach) najdłużej pracującym narodem na świecie – przeciętna roczna liczba przepracowanych godzin na 1 pracownika wyniosła 1929.
W związku z lepszą mechanizacją pracy wzrosła także wydajność pracy w Polsce. Polska ma także jeden z najniższych w Europie współczynników przynależności do związków zawodowych, wynoszący 14% z przewagą w sektorze państwowym, w Irlandii wynosi on 45%, a w Szwecji 80%. Słabe związki są wskazywane jako jedna z przyczyn niskich płac w stosunku do PKB, które w 2016 wyniosły 47,5% PKB, 8 punktów procentowych poniżej średniej UE, co dało 6 najniższy wskaźnik w UE.
W 2012 roku Polska zajmowała pierwsze miejsce spośród państw Unii Europejskiej pod względem liczby osób pracujących na umowę na czas określony – 26,9%, podczas gdy w Unii Europejskiej jest to średnio 13,7%.
Minimalne wynagrodzenie brutto w 2017 roku: 2000 zł, a przeciętna płaca brutto w sektorze przedsiębiorstw wynosi 4221,50 zł.
Zgodnie z danymi GUS, stopa bezrobocia w grudniu 2016 wynosiła 8,3%. Została zrewidowana do 8,2%.

### Handel zagraniczny
Eksport w 2015 był szacowany na 200 mld dolarów, co daje ósme miejsce wśród państw Unii Europejskiej oraz 26. miejsce w świecie. Najważniejszymi partnerami handlowymi pod względem eksportu są Niemcy (25,1% obrotu), Wielka Brytania (6,8%) i Czechy (6,3%).
Import w 2015 szacowany był na 197 mld dolarów i dał 25. miejsce na świecie (ósme miejsce wśród państw unijnych). Najważniejszymi partnerami handlowymi pod względem importu są Niemcy (21,3% obrotu), Rosja (14%) i Chiny (8,9%).
Bilans handlowy był w 2015 dodatni, nadwyżka obrotów towarowych wyniosła ponad 2,6 mld dolarów.

### Największe przedsiębiorstwa w Polsce
W 2020 r. na dorocznej liście dwóch tysięcy największych spółek publicznych na świecie magazynu Forbes znajdowało się sześć polskich przedsiębiorstw. Za największe z nich uznano Grupę PZU (731. miejsce w rankingu), PKN Orlen (775. miejsce w rankingu) oraz PKO Bank Polski (958. miejsce w rankingu). Większość polskiego PKB wytwarzają jednak małe i średnie przedsiębiorstwa.
W 2020 r. na liście 100 największych polskich firm prywatnych magazynu Forbes w czołowej dziesiątce znalazły się: CD Projekt, Cyfrowy Polsat, Dino Polska, LPP, Polpharma, Grupa Maspex, Asseco Poland, Synthos, TZMO, CCC.

### Turystyka

Śnieżka – jedna z pierwszych gór europejskich odwiedzanych przez turystów

Turystyka w Polsce ma wpływ na gospodarkę całego kraju poprzez rynek usług turystycznych. Do najbardziej atrakcyjnych dla turystów miast należą Kraków, Warszawa, Wrocław, Gdańsk, Poznań, Szczecin, Lublin, Toruń i Zakopane. Bogatą ofertę turystyczną posiadają także Krynica-Zdrój, Zielona Góra, Karpacz, Szklarska Poręba, Biecz, Zamość, Sandomierz, Kazimierz Dolny, Lwówek Śląski, Częstochowa, Świebodzin, Gniezno, Frombork, Malbork, Kartuzy, Gdynia, Koszalin, Jelenia Góra, Sopot, Słupsk, Kołobrzeg, Świnoujście i Międzyzdroje. Licznie odwiedzane są: Kopalnia Soli „Wieliczka”, muzeum Dom Urodzenia Fryderyka Chopina w Żelazowej Woli koło Sochaczewa, niemiecki obóz koncentracyjny Auschwitz-Birkenau, wybrzeże Morza Bałtyckiego, Pojezierze Mazurskie oraz Tatry, w których znajduje się najwyższy szczyt Polski oraz słynna Orla Perć. Popularnymi terenami wypoczynku są również Góry Świętokrzyskie, Sudety, Beskidy, Pieniny, Jura Krakowsko-Częstochowska i Roztocze, a także pojezierza (Suwalskie, Wielkopolskie, Lubuskie i Pomorskie) oraz okolice zalewów – Szczecińskiego i Wiślanego. Niektóre małe miasta Polski zrzeszone w międzynarodowym stowarzyszeniu Cittàslow dążą do poprawy jakości życia poprzez ochronę środowiska naturalnego i popieranie różnorodności kulturalnej (w tym promocję tradycyjnych lokalnych produktów) i dzięki temu stają się atrakcyjne dla turystów. Wraz z rozwojem infrastruktury drogowej rozwija się turystyka rowerowa (np. Wschodni Szlak Rowerowy Green Velo), natomiast na naturalnych ciekach i zbiornikach sztucznych są wytyczone szlaki kajakowe, np. Szlak wodny Pilicy. Wiele miast posiada specjalnie przygotowane oferty do zwiedzania ich z dziećmi, m.in. Wrocław z wrocławskimi krasnalami, Warszawa, Kielce, Gdańsk i Szczecin. Popularne są także miejscowości uzdrowiskowe, takie jak Połczyn-Zdrój czy Ciechocinek.
Polska jest częścią światowego rynku turystycznego i przeżywa obecnie wzrostową tendencję liczby odwiedzających. W 2015 roku Polskę odwiedziło 16,728 mln turystów (4,6% więcej niż w roku poprzednim), generując dla niej przychody na poziomie 9,728 mld dolarów. W 2016 liczba przyjazdów do Polski wyniosła 80,5 mln, z czego 17,5 mln z tej liczby to przyjazdy uznawane za turystyczne (z przynajmniej jednym noclegiem).
W listopadzie 2018 Polska zajęła 7. miejsce w Rankingu Turystyki Międzynarodowej „Tourism Rank”.

### Polska w rankingach
- Polska jest 4. na świecie producentem mebli[203].
- Polska jest 3. na świecie producentem jabłek[204].
- Polska jest 3. producentem autobusów w Unii Europejskiej[205].
- Polska jest 4. producentem rowerów w Unii Europejskiej[206].
- Wskaźnik Jakości Życia 2020 (Quality of Life Index): 36. miejsce na 80 wyprzedzając m.in. Włochy, Koreę Południową i Białoruś[207].
- World Investment Report 2011 (Konferencja Narodów Zjednoczonych ds. Handlu i Rozwoju – UNCTAD): Polska 6. najbardziej atrakcyjnym do inwestowania krajem świata. Kraków został natomiast uznany za najbardziej perspektywiczne miasto dla działalności innowacyjnej na świecie[208].
- Wskaźnik Zaufania Inwestorów Zagranicznych 2013 (Foreign Direct Investment Confidence Index według przedsiębiorstwa konsultingowego A.T. Kearney): 19. miejsce[209].

## Infrastruktura i transport

### Transport drogowy
istniejące
     w budowie
     na etapie przetargu
     planowane

Stan autostrad i dróg ekspresowych w Polsce
istniejące
w budowie
na etapie przetargu
planowane

Transport drogowy odgrywa w Polsce duże znaczenie, ponieważ ponad 85% ładunków przewożonych jest ciężarówkami. Oprócz tego przez Polskę porusza się wiele pojazdów w ruchu tranzytowym między Europą Zachodnią i Południową oraz państwami wschodniej części kontynentu – Estonią, Białorusią, Litwą, Łotwą, Rosją, Ukrainą i innymi państwami.
W 2011 r. długość sieci drogowej wynosiła 412 tys. km, w tym 280 tys. km dróg o nawierzchni twardej. Tym samym wskaźnik gęstości dróg o nawierzchni twardej wyniósł w 2011 r. 89,7 km na 100 km². Najwyższą wartość wskaźnika odnotowano w województwie śląskim (180,1 km na 100 km²), najniższą zaś w warmińsko-mazurskim (53,2 km na 100 km²).
Obecnie w Polsce istnieją następujące autostrady:
- A1,
- A2,
- A4,
- A6,
- A8,
- A18.

Ponadto w planach jest wybudowanie autostrady A50, dodana rozporządzeniem z dnia 24 września 2019 (zobacz również: Tranzytowa obwodnica Warszawy).

### Transport kolejowy

Sieć linii kolejowych w Polsce

Największym przedsiębiorstwem zajmującym się przewozami kolejowymi jest grupa PKP S.A., w skład której wchodzi wiele spółek, m.in.:
- PKP Polskie Linie Kolejowe S.A. – odpowiedzialna za infrastrukturę kolejową,
- PKP Cargo S.A. – odpowiedzialna za przewóz towarów,
- PKP Intercity Sp. z o.o. – obsługująca połączenia „kwalifikowane”, tj. pociągi EC, EIC, EIP oraz pasażerskie przewozy międzyregionalne dotowane z budżetu państwa (TLK[l], IC).

Z grupy PKP S.A. wydzielono i przekazano samorządom województw spółkę Polregio sp. z o.o., obsługującą głównie pasażerski ruch regionalny i w mniejszym stopniu ruch międzyregionalny. Polregio jest aktualnie największym przewoźnikiem pasażerskim w Polsce.
W województwie mazowieckim pasażerski ruch regionalny realizują Koleje Mazowieckie, Warszawska Kolej Dojazdowa i warszawska Szybka Kolej Miejska, w Trójmieście trójmiejska SKM, w województwie dolnośląskim – Koleje Dolnośląskie, w województwie wielkopolskim – Koleje Wielkopolskie, w województwie śląskim – Koleje Śląskie, w województwie małopolskim – Koleje Małopolskie i województwie łódzkim – Łódzka Kolej Aglomeracyjna. W przeciwieństwie do spółek grupy PKP są one własnością samorządów. W województwie kujawsko-pomorskim przewozy wykonuje przedsiębiorstwo Arriva RP.
Istnieje także wielu przewoźników niepowiązanych z grupą PKP (w tym wielu prywatnych), obsługujących głównie transport towarowy. Kilku przewoźników posiada także licencję na przewóz osób.
Zdecydowana większość infrastruktury kolejowej w Polsce znajduje się pod zarządem PLK S.A. Za dostęp do niej pobierane są od poszczególnych przewoźników opłaty.
Łączna długość linii kolejowych wynosi 20 665 km.

### Transport lotniczy

Porty lotnicze w Polsce i liczba pasażerów odprawionych w 2016

Cywilny transport lotniczy w Polsce zapoczątkowany został w 1919 pierwszym przelotem z pasażerami na trasie z Poznania do Warszawy. W 1923 r. uruchomiono regularne linie lotnicze z Warszawy do Gdańska i Lwowa, a w 1929 powstało przedsiębiorstwo Polskie Linie Lotnicze LOT.
Polskie linie lotnicze to PLL LOT, Enter Air i Buzz. W 2021 największy udział w przewozach pasażerów w Polsce miały: Ryanair, PLL LOT oraz Wizz Air.
Cywilne lotniska transportowe użytku publicznego (posiadające betonową drogę startową), według liczby operacji lotniczych (2021), to: Lotnisko Chopina w Warszawie, Kraków (Balice), Katowice (Pyrzowice), Gdańsk (Rębiechowo), Warszawa-Modlin, Wrocław (Strachowice), Poznań (Ławica), Rzeszów (Jasionka), Szczecin (Goleniów), Lublin (Świdnik), Bydgoszcz (Szwederowo), Łódź (im. Władysława Reymonta), Olsztyn (Szymany), Zielona Góra (Babimost). Radom (Sadków) jest nieczynny z powodu przebudowy. Oprócz nich istnieje wiele innych lotnisk należących do aeroklubów. Największym polskim portem lotniczym jest stołeczne Lotnisko Chopina.

### Transport wodny

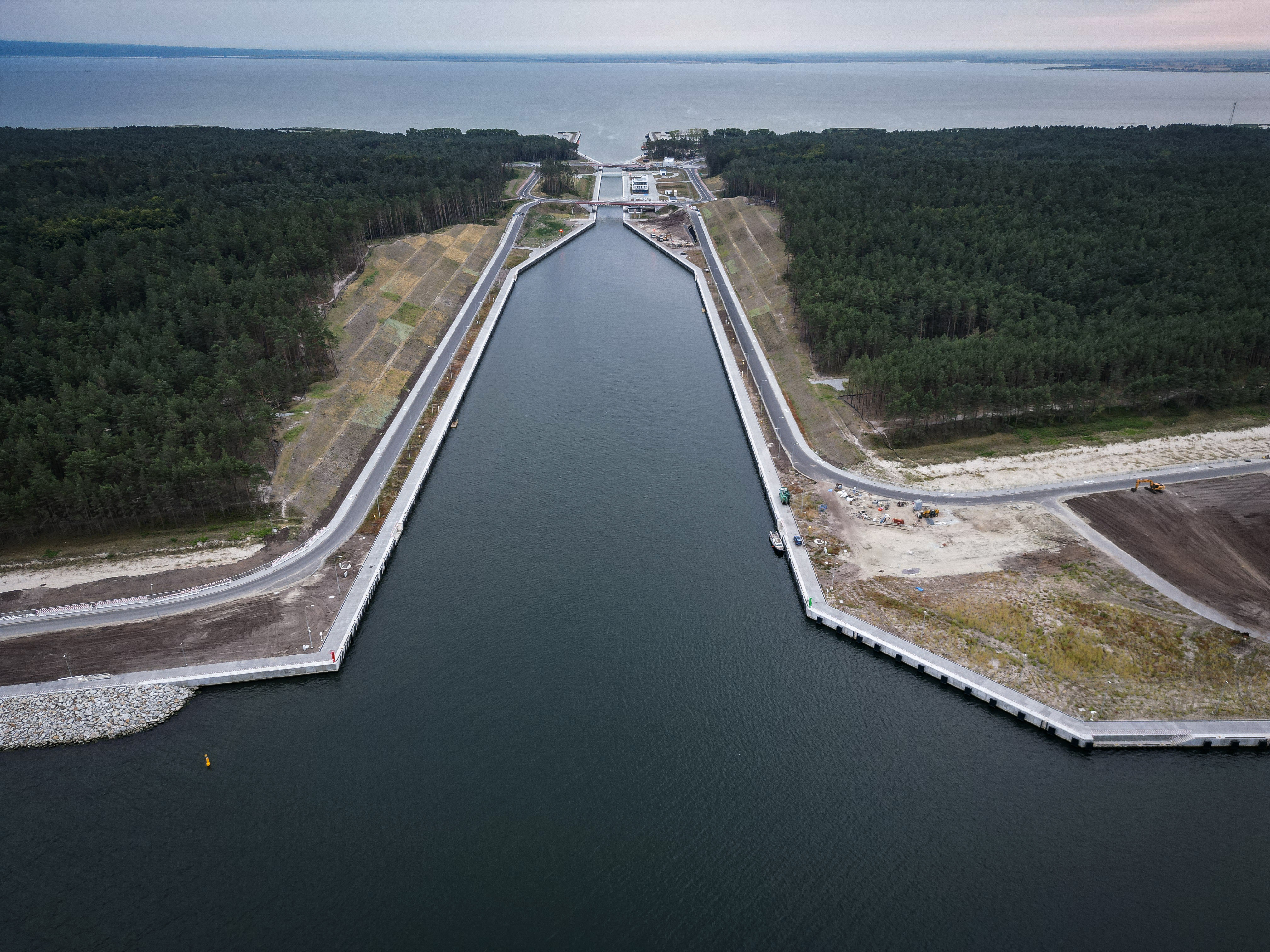
Kanał przez Mierzeję Wiślaną

Żegluga morska i przybrzeżna jest w Polsce stosunkowo dobrze rozwinięta, żegluga śródlądowa stosunkowo słabo. Korzystne warunki przyrodnicze i dostęp do wielu zbiorników wodnych (Morze Bałtyckie, żeglowne rzeki Wisła, Odra, Warta i Noteć, Zalew Szczeciński, Zalew Wiślany i in.) umożliwiają dalszy rozwój żeglugi i żeglarstwa.
Główne porty morskie to port Gdańsk, port Gdynia, port Szczecin, port Świnoujście i port Police.
W Polsce utrzymywane są połączenia promowe między Świnoujściem a Ystad i Trelleborgiem w Szwecji oraz między Kołobrzegiem a Nexø w Danii, między Gdańskiem a Nynäshamn (Szwecja) i między Gdynią a Karlskroną. Dodatkowo latem istnieje połączenie promowe między Świnoujściem a Rønne (Dania).
Śródlądowe połączenia promowe to m.in. przeprawa karsiborska w Świnoujściu oraz prom Kazimierz Dolny – Janowiec. Ponadto między Szczecinem, Trzebieżą a Świnoujściem kursował wodolot (rejsy zostały wstrzymane w 2014 roku).

### Transport miejski
Transport miejski w Polsce składa się głównie z autobusów i tramwajów. W Warszawie funkcjonuje jedyna w kraju sieć metra (2 linie), w Trójmieście natomiast SKM. Szybki tramwaj funkcjonuje w Szczecinie (Szczeciński Szybki Tramwaj), w Poznaniu (Poznański Szybki Tramwaj), w Krakowie (Krakowski Szybki Tramwaj) i w Łodzi (Łódzki Tramwaj Regionalny – część najdłuższej w Europie linii tramwajowej); także Wrocław posiada dużą sieć tramwajową. Ponadto w Lublinie, Gdyni, Tychach i Sopocie jeżdżą trolejbusy.

### Telekomunikacja
- Liczba aktywnych telefonów komórkowych: 54,9 mln (GUS, marzec 2013)[217]
- Liczba telefonów stacjonarnych: 5,8 mln (GUS, marzec 2013)

## Oświata i nauka

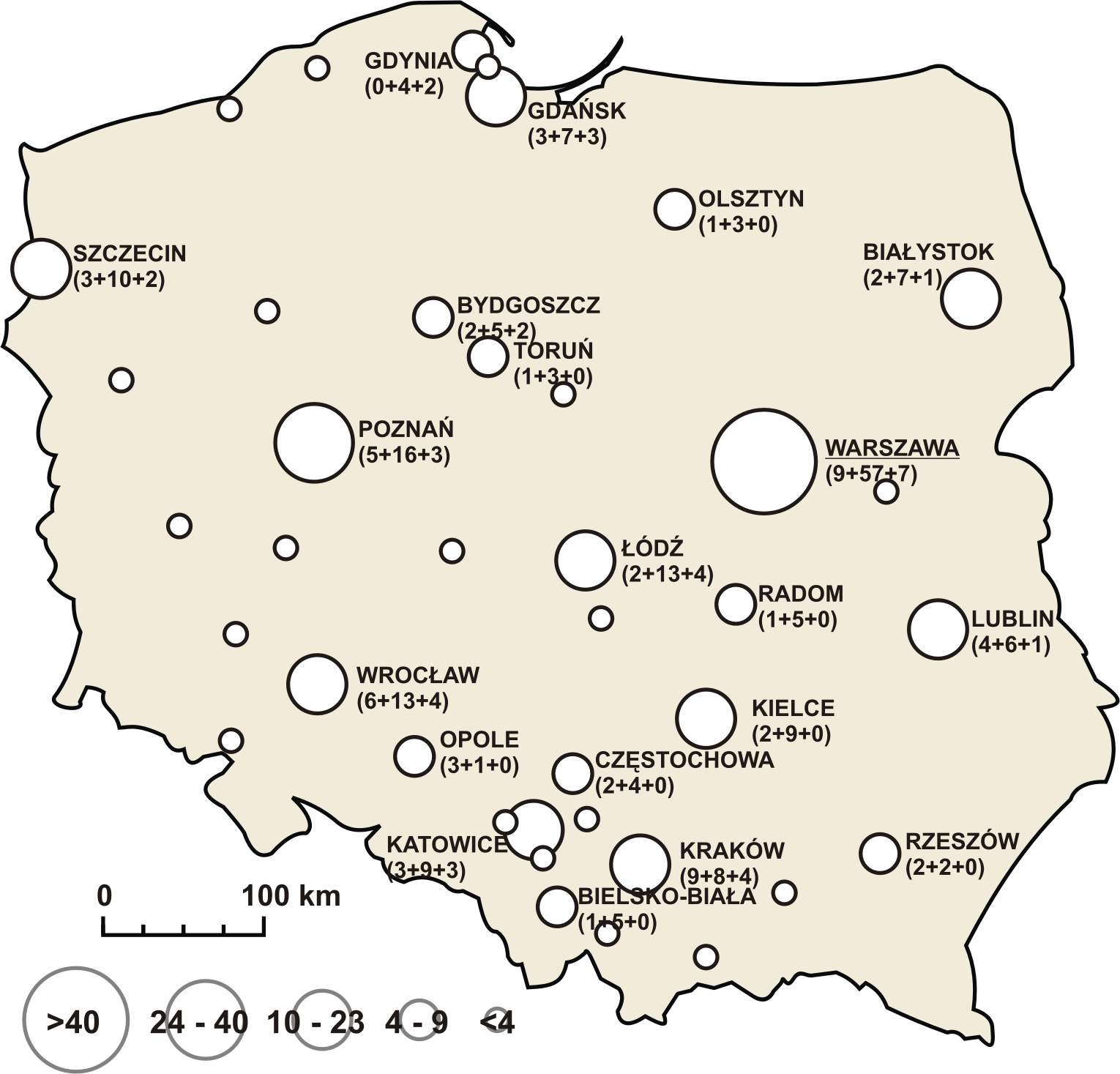
Ośrodki akademickie w Polsce

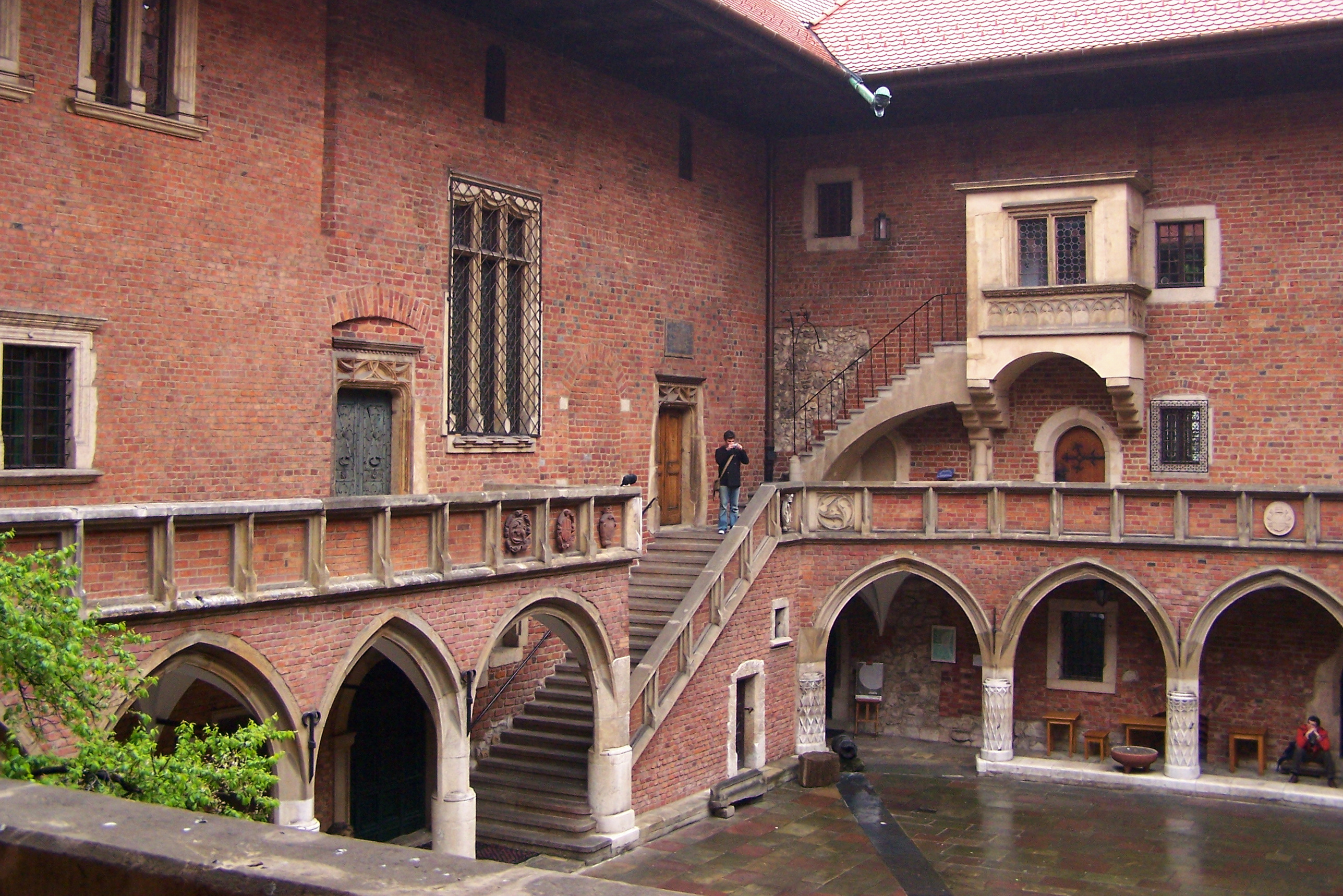
Uniwersytet Jagielloński – Collegium Maius

### Szkoły i uczelnie
W Polsce po raz pierwszy obowiązek szkolny wprowadziła w Księstwie Warszawskim Izba Edukacji Publicznej w 1808. W 1961 w szkole podstawowej wprowadzono ośmioletni program nauczania.
Edukacja w szkołach publicznych w Polsce jest bezpłatna. Płatne są jedynie studia wyższe niestacjonarne. Zgodnie z wyrokiem Trybunału Konstytucyjnego studia na drugim kierunku studiów stacjonarnych od roku akademickiego 2015/2016 stały się bezpłatne. W roku akademickim 2012/2013 istniały 453 uczelnie (publiczne i niepubliczne), na których kształciło się 1,7 mln osób. Na uczelniach pracowało 100,7 tys. nauczycieli akademickich. Wydatki na szkolnictwo wyższe ze źródeł publicznych i prywatnych stanowiły w 2010 roku w sumie 1,5% PKB. Dla porównania na Słowacji wynosiły one 0,9%, w Wielkiej Brytanii 1,4%, a w Danii i Finlandii 1,9% PKB. Całkowite wydatki na edukację w 2009 roku osiągnęły 5,1% PKB.
W Polsce powstała jedna z najstarszych uczelni w Europie, Akademia Krakowska. Po kilku wojnach w XVII w. i na początku XVIII polska nauka znajdowała się w stagnacji, do czasów Stanisława Augusta Poniatowskiego. Powołano wówczas Komisję Edukacji Narodowej, pierwsze ministerstwo edukacji na świecie. W tym czasie odradzało się także polskie piśmiennictwo, przemysł i handel. Dalszy rozwój został stłumiony przez państwa ościenne w wyniku rozbiorów Polski. W XIX i XX wieku wielu polskich naukowców pracowało za granicą. Jednym z nich była Maria Skłodowska-Curie, która studiowała i pracowała we Francji. Skłodowska-Curie otrzymała dwie Nagrody Nobla, pierwszą w dziedzinie fizyki, a drugą w dziedzinie chemii. Odkryła ona dwa nowe pierwiastki promieniotwórcze, z których jeden nazwała „polon” (łac. polonium) na cześć Polski będącej w owym czasie pod zaborami. W pierwszej połowie XX wieku Polska była rozwijającym się centrum matematycznym. Polscy matematycy tworzyli lwowską szkołę matematyczną oraz warszawską szkołę matematyczną. Jednym z efektów ich prac było rozszyfrowanie kodu Enigmy w 1932 r.
W rankingu 500 najlepszych uniwersytetów świata ARWU 2013, z Polski zakwalifikowały się dwa: Uniwersytet Jagielloński oraz Uniwersytet Warszawski, obydwa w czwartej setce.
W roku akademickim 2012/2013 na różnego typu uczelniach w Polsce studiowało 29,2 tys. cudzoziemców, z czego większość stanowili studenci z Europy, głównie Ukrainy (9,7 tys. osób) i Białorusi (3,4 tys. osób). Spośród cudzoziemców studiujących w Polsce 17,7% było osobami polskiego pochodzenia.

### Towarzystwa naukowe
Oprócz uczelni organizacją życia naukowego w Polsce zajmują się towarzystwa naukowe. Do najstarszych wciąż działających należą:
- Towarzystwo Naukowe Krakowskie, znane od 1872 roku pod nazwą Akademia Umiejętności;
- Towarzystwo Naukowe Płockie;
- Poznańskie Towarzystwo Przyjaciół Nauk;
- Towarzystwo Naukowe w Toruniu;
- Towarzystwo Naukowe Warszawskie.

Towarzystwa zrzeszające uczonych poszczególnych dziedzin nauki to m.in.:
- Polskie Towarzystwo Botaniczne;
- Polskie Towarzystwo Ekonomiczne;
- Polskie Towarzystwo Filozoficzne;
- Polskie Towarzystwo Historyczne;
- Polskie Towarzystwo Lekarskie;
- Polskie Towarzystwo Matematyczne;
- Polskie Towarzystwo Przyrodników im. Kopernika;
- Polskie Towarzystwo Pielęgniarskie;
- Polskie Towarzystwo Promieniowania Synchrotronowego.

Poza granicami kraju działa Polskie Towarzystwo Naukowe na Obczyźnie.

## Bezpieczeństwo publiczne
W Polsce działa system siedemnastu centrów powiadamiania ratunkowego, które obsługują zgłoszenia alarmowe kierowane do numerów alarmowych 112, 997, 998 i 999.

### Opieka zdrowotna
Zgodnie z artykułem 68 Konstytucji Rzeczypospolitej Polskiej, każdy obywatel Polski ma prawo do ochrony zdrowia. Obywatelom, niezależnie od ich sytuacji materialnej, władze publiczne zapewniają równy dostęp do świadczeń opieki zdrowotnej finansowanej ze środków publicznych.

## Architektura i sztuki piękne

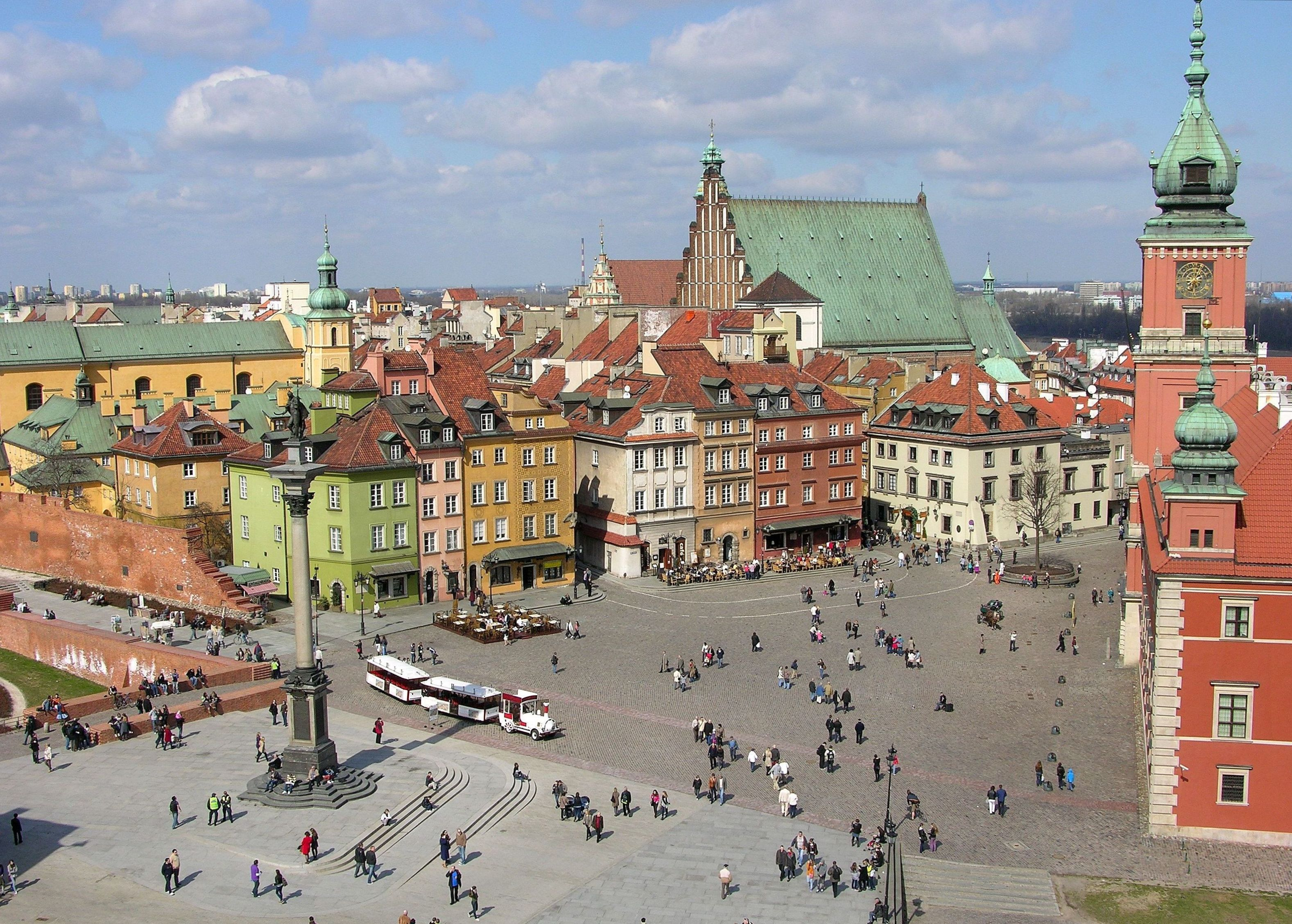
Plac Zamkowy w Warszawie z kolumną Zygmunta III Wazy i Zamkiem Królewskim, w głębi Stare Miasto z archikatedrą św. Jana Chrzciciela i kościołem św. Marcina

### Ogólny zarys
Geneza sztuki Polski sięga pradziejów (neolit). Po chrzcie Polski (966) Polska wchodzi w obszar cywilizacji zachodniej i powstają pierwsze dzieła sztuki przedromańskiej i romańskiej. Ze względu na zmiany terytorialne trwająca od połowy XIII – do II połowy XVI wieku sztuka gotycka rozwija się nierównomiernie. Od XV wieku zauważa się relacje z kulturami wschodnimi. Od początku XVI stulecia zauważa się zainteresowanie włoskim renesansem, a stulecie później barokiem, który trwa do lat 60. XVIII w. Od XIX wieku w dobie zaborów wzrasta rola artystów pochodzenia krajowego, zarówno okresie Oświecenia, romantyzmu, pozytywizmu, jak i modernizmu. W dwudziestoleciu międzywojennym upowszechniły się między innymi tendencje awangardowe i idea stylu narodowego. Po ostatniej wojnie, która przyniosła w sztuce dotkliwe straty (w tym zbiorów i kolekcji zarówno sakralnych, jak i świeckich, które zostały planowo zrabowane, lub niszczone przez okupantów) większość zniszczonych dzieł odbudowano i zrekonstruowano. Znaczną część zrabowanych zabytków odzyskano.

### Średniowiecze

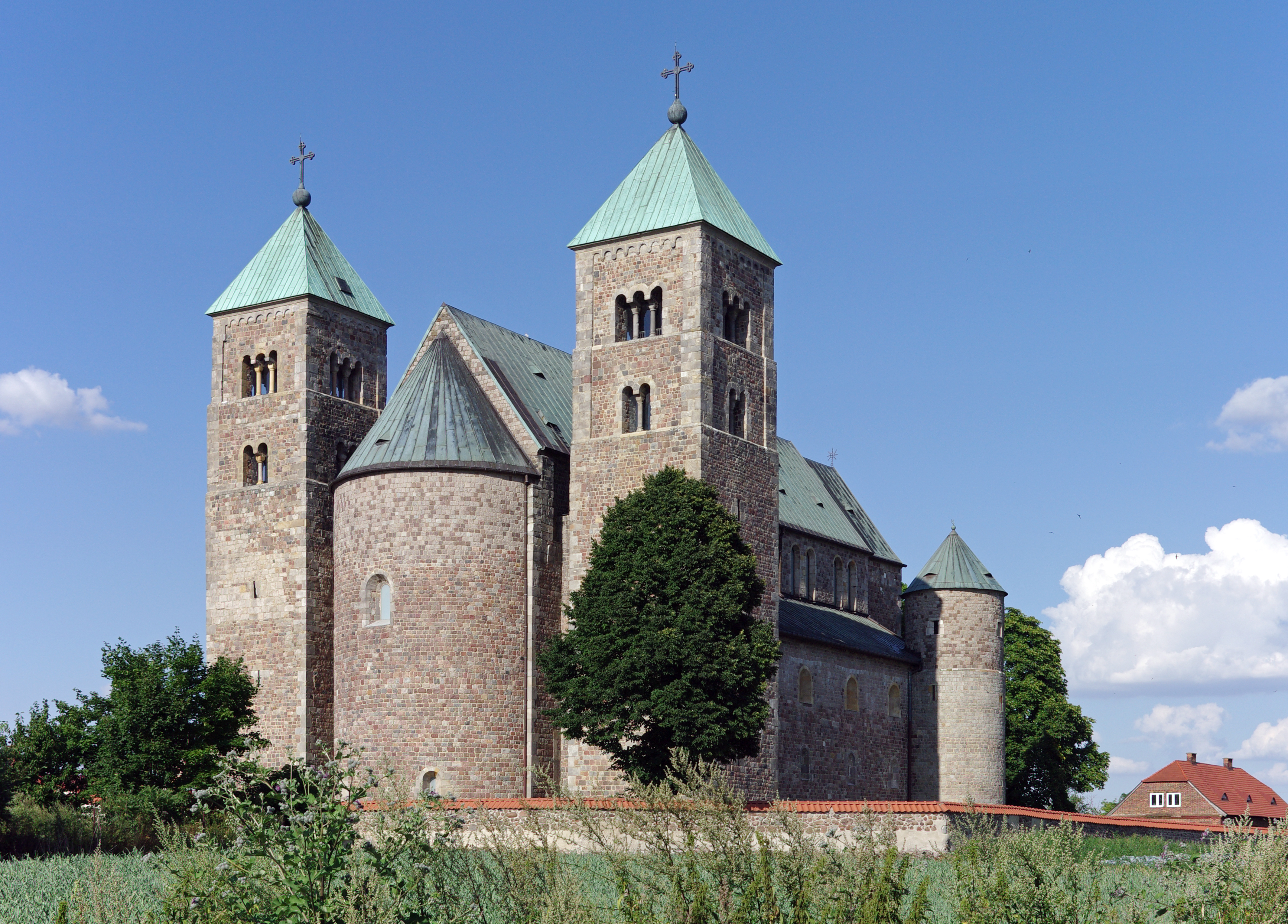
Romańska archikolegiata w Tumie

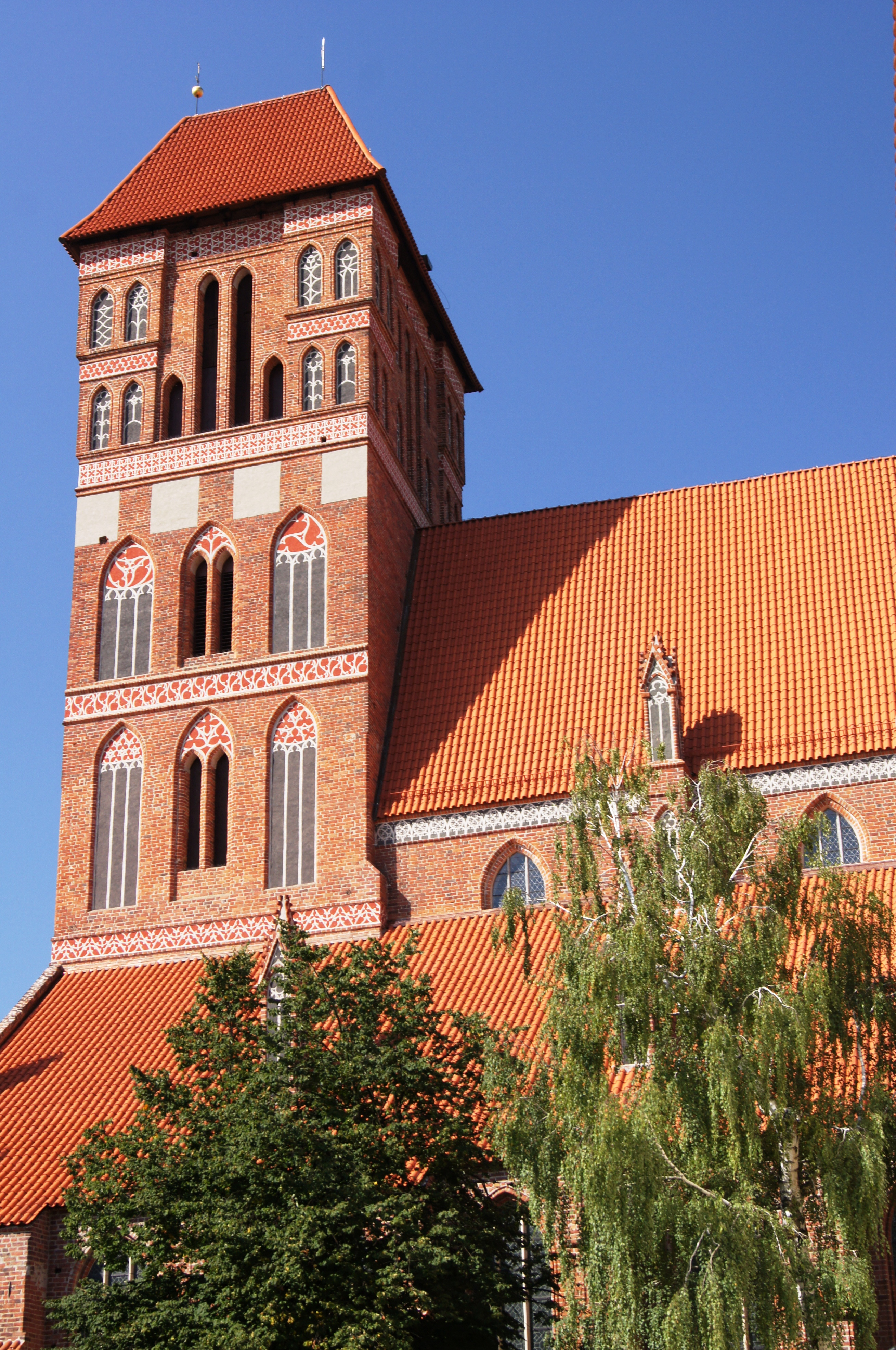
Gotycki kościół św. Jakuba w Toruniu

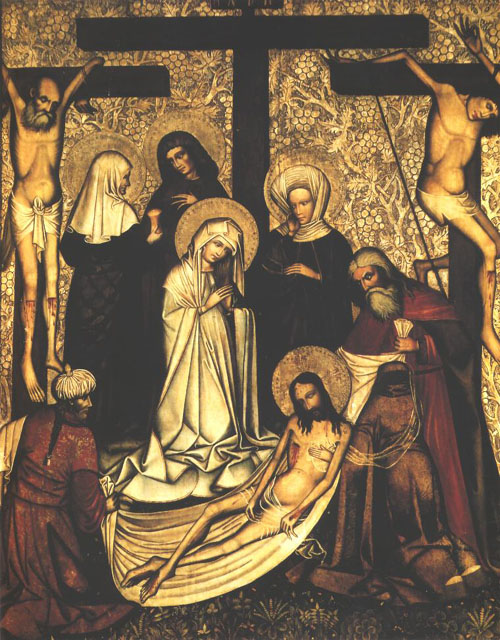
Opłakiwanie z Chomranic, ok. 1450 r., Muzeum Diecezjalne w Tarnowie

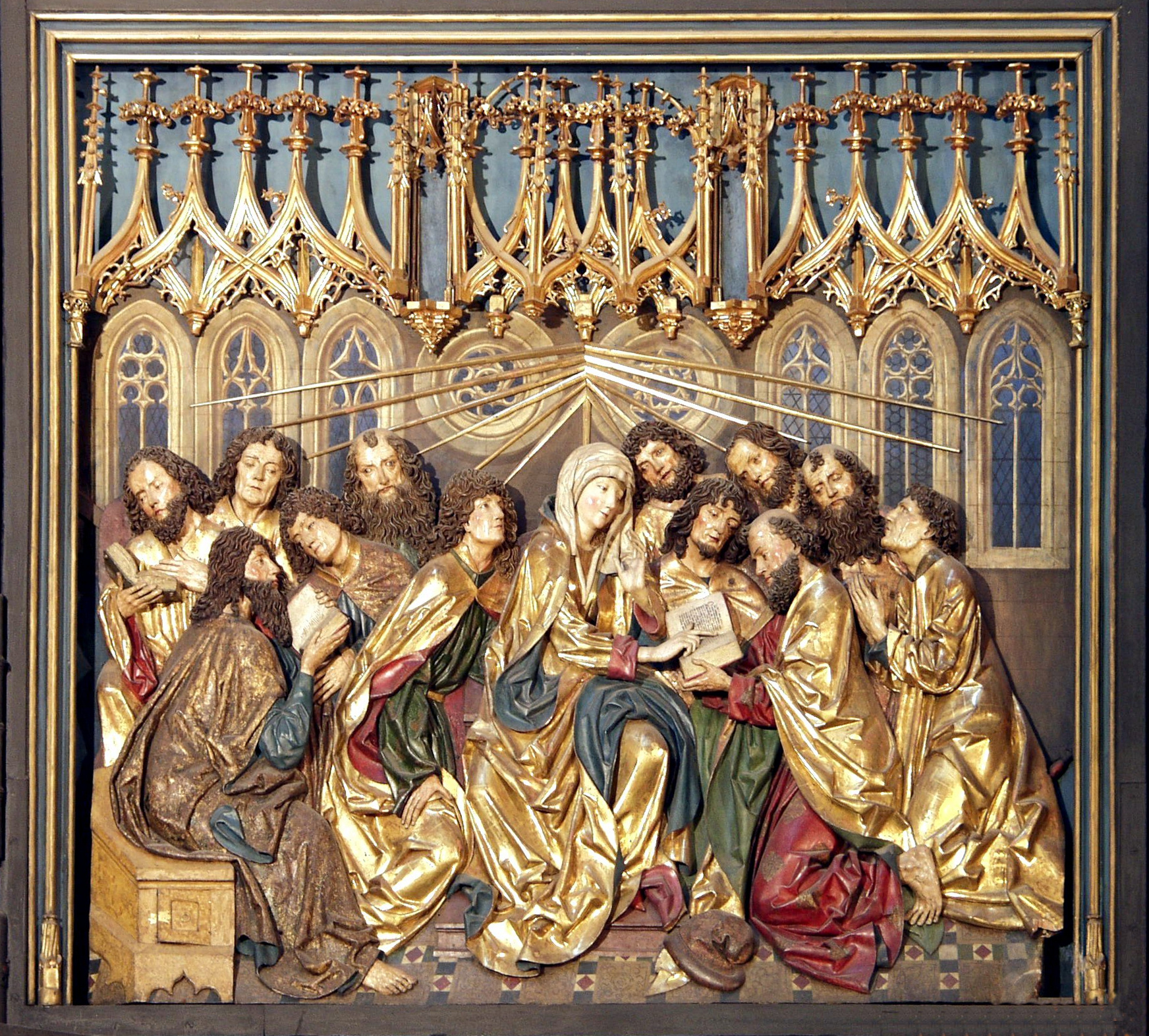
Wit Stwosz, Zesłanie Ducha Świętego, fragment Ołtarza Mariackiego

Po chrystianizacji kraju rozpowszechnia się na terenie całej Polski sztuka przedromańska, a następnie od początku XII w. romańska, która trwa do połowy XIII stulecia. Przykładem sztuki przedromańskiej są relikty katedr w Gnieźnie, Poznaniu i Krakowie, palatia i kaplice centralne: między innymi na Ostrowie Lednickim. Cennym dziełem rzemiosła artystycznego są wyroby złotnicze, np. czara włocławska. Najstarsze manuskrypty są dziełami importowanymi, przykładami są sakramentarz tyniecki, ewangeliarz emmeramski i ewangeliarz kruszwicki. Dziełami architektury dojrzałego romanizmu są fragmenty katedry krakowskiej zwanej hermanowską z kryptą Świętego Leonarda, pobliski kościół Świętego Andrzeja oraz kolegiaty w Tumie i Kruszwicy. Rozwinęła się rzeźba architektoniczna m.in. w Strzelnie (zespół tympanonów fundacyjnych, kolumn z figuralnymi przedstawieniami cnót i przywar), zespół portali i tympanonów z opactwa na Ołbinie. Malarstwo książkowe XII wieku egzemplifikuje m.in. Biblia Czerwińska. Rzadkim przykładem plastyki jest rytowana posadzka z Wiślicy. Wysoki poziom prezentuje metaloplastyka, w tym wyroby złotnicze (kielichy i pateny z Trzemeszna, Gniezna, Płocka i Kalisza) oraz z brązu (Drzwi Gnieźnieńskie i Drzwi Płockie). Z XIII stulecia pochodzą najstarsze insygnia władzy takie jak Szczerbiec miecz sprawiedliwości, a następnie koronacyjny królów Polski. Znajdujący się w skarbcu katedry krakowskiej krzyż jest wykonany w XV w. ze starszych o dwa stulecia diademów książęcych. Na szeroką skalę rozwija się sztuka i architektura cysterska (klasztory w Sulejowie, Wąchocku i Koprzywnicy) oraz zakonów mendykanckich (kościół Świętego Jakuba w Sandomierzu).
Sztukę gotycka na ziemiach polskich cechuje w pewnym sensie brak spójności chronologicznej jak artystycznej, podyktowane było konsekwencjami rozbicia dzielnicowego i niezależności Śląska i Pomorza od Królestwa Polskiego, gdzie gotyk pojawił się najwcześniej (formy przejściowe romańsko-gotyckie reprezentuje katedra św. Jana Chrzciciela w Kamieniu Pomorskim). W architekturze dominuje recepcja gotyku redukcyjnego i północnego gotyku ceglanego. Rzadko budowano w całości z kamienia, tenże materiał służył często wyłącznie do dekoracji rzeźbiarskiej. Na wielką skalę rozwija się budownictwo sakralne. Przykładami są kościoły na wrocławskim Ostrowie Tumskim (katedra i kolegiata Świętego Krzyża) kościoły Marii Panny i Świętej Katarzyny w Krakowie, Najświętszej Marii Panny, Świętej Katarzyny i Trójcy Świętej w Gdańsku, kościół Świętego Jakuba, katedra w Pelplinie, kolegiata w Wiślicy, ponadto kościoły w Olkuszu, Gosławicach, Kamionnej, Starym Bielsku i wiele innych. Na szeroką skalę wznosi się we wszystkich regionach Polski zamki. Prym wiedzie architektura krzyżacka w Prusach, na Pomorzu i w Warmii (zamki w Malborku, Lidzbarku Warmińskim). Przykładami z innych ziem są zamki w Niedzicy Czersku, Dębnie. Architekturę municypalną reprezentuje ratusz we Wrocławiu, natomiast mieszkalną zespół kamienic w Toruniu, Krakowie i Stargardzie. W różnym stopniu zachowały się mury miejskie z bramami i basztami. Dobrze zachowanie obwarowania posiadają między innymi Szydłów, Byczyna, Paczków, Pyrzyce, Stargard (Brama Młyńska) oraz Kraków (Barbakan i Brama Floriańska).
Wraz z architekturą występują dzieła rzeźby architektonicznej (portale, wsporniki, zworniki sklepień itp.). Do najcenniejszych przykładów zalicza się dekorację zamku malborskiego, krakowskiego kościoła Mariackiego i pobliskiego pałacu przy Rynku Głównym czy kościoła w Strzegomiu. Dziełami rzeźby sepulkralnej są nagrobki Piastów Śląskich we Wrocławiu, Opolu, Krzeszowie, Henrykowie, Lwówku Śląskim oraz królów Polski w katedrze wawelskiej. Świadectwem XIV-wiecznej mistyki są Pietà z Lubiąża, krucyfiksy z kościoła Bożego Ciała we Wrocławiu, katedry w Kamieniu Pomorskim czy fary w Wągrowcu, figurki jasełkowe klasztoru Klarysek w Krakowie. Powstają liczne figury Madonny z Dzieciątkiem (w tym Madonny na Lwach – ze Skarbimierza, Lubiszewa, kościoła Świętego Marcina we Wrocławiu, Madonna z klasztoru Karmelitanek w Krakowie). Styl piękny egzemplifikują Piękna Madonna z Wrocławia, Madonna z Krużlowej, wrocławski relikwiarz świętej Doroty. Coraz częściej wykonuje się retabula ołtarzowe, najcenniejszymi przykładami są Ołtarz Mariacki w Krakowie dłuta Wita Stwosza, poliptyk w kościele Świętych Stanisława i Wacława w Świdnicy, tryptyk w kościele w Książnicach Wielkich, Tryptyk z Pławna.
Malarstwo gotyckie na ziemiach polskich dzieli się na ścienne (polichromie w Małujowicach, Sielęcinie, kościele Świętego Jana w Gnieźnie, kapitularza klasztoru w Lądzie, ruskie malowidła m.in. w kaplicy zamku lubelskiego), witrażowe (Toruń, Chełmno, Włocławek, Kraków) książkowe (Legenda Świętej Jadwigi) i tablicowe. Przykładami są Święta Anna Samotrzecia ze Strzegomia, Opłakiwanie z Chomranic Epitafium Wierzbięty z Branic krakowskie poliptyki Dominikański i Augustiański, dzieła Jana Wielkiego, Poliptyk św. Jana Jałmużnika ponadto m.in. wrocławski Ołtarz Świętej Barbary, ołtarz z Legendą Świętej Jadwigi, dzieła malarstwa gdańskiego jak Dyptyk Winterfeldów, Duży i Mały Ołtarz Ferberów, Ołtarz Jerozolimski i wiele innych.
Wśród dzieł rzemiosła artystycznego wyróżniają się dzieła złotnicze fundacji Kazimierza Wielkiego, drewniane stalle w kościele Franciszkanów w Toruniu, katedrze w Pelplinie i kościele Trójcy Świętej w Gdańsku, monstrancje ze Staniątek, Wieliczki, Niepołomic, wyroby Marcina Marcińca, w tym relikwiarz świętego Stanisława i berło Akademii Krakowskiej.

### Nowożytność

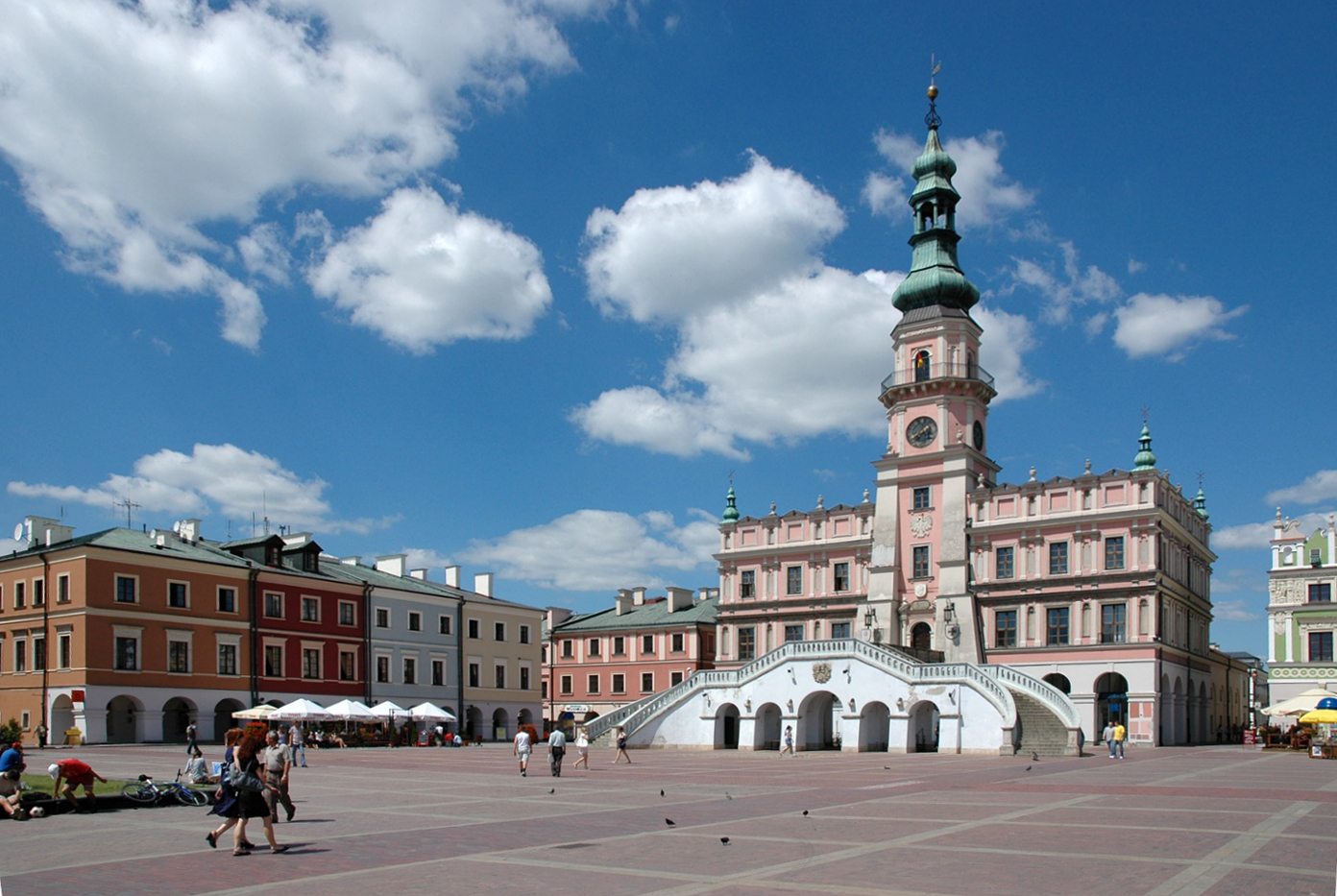
Rynek Wielki z ratuszem w Zamościu

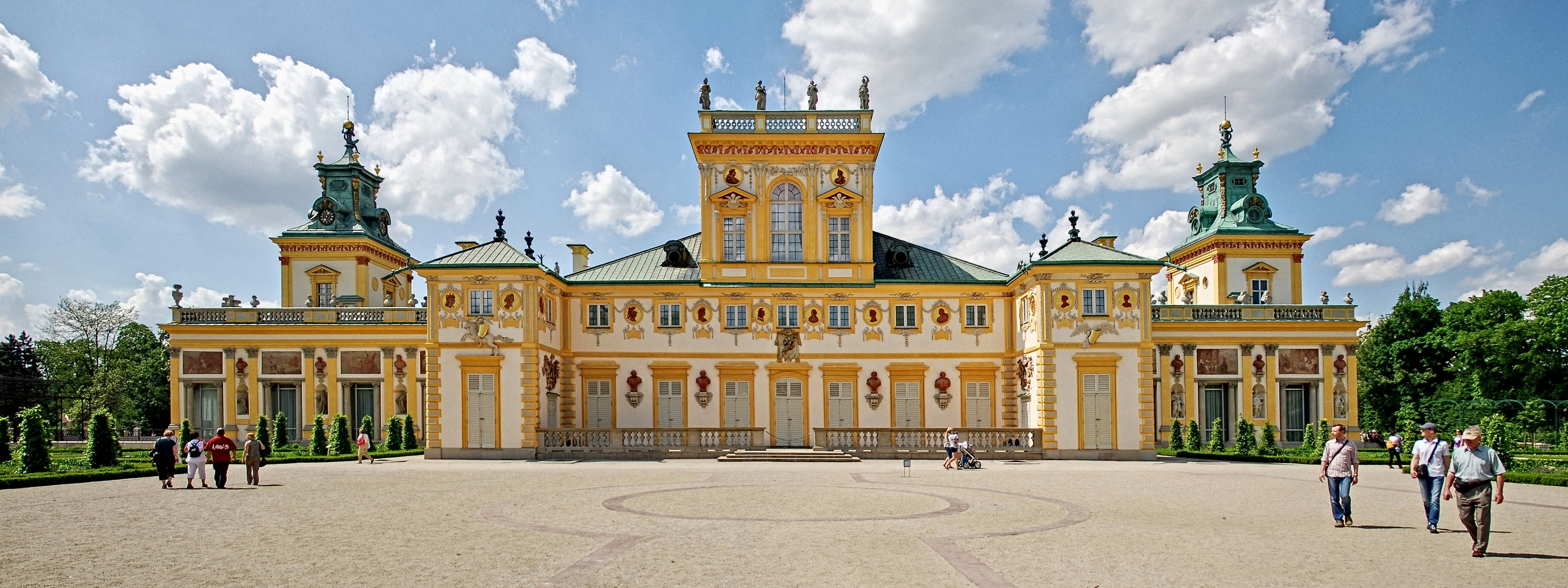
Pałac Jana III Sobieskiego w Wilanowie

Za panowania Jagiellonów Polska przeżywa „złoty wiek”. Ostatni władcy tej dynastii Zygmunt I Stary i Zygmunt II August rozpowszechniają w Polsce idee humanistycznego renesansu. Gruntownie został przebudowany Zamek Królewski na Wawelu, który otrzymał bogaty wystrój wnętrz m.in. z arrasami, malowane fryzami i dekoracją stropów (głowy wawelskie). Przy katedrze krakowskiej wzniesiono kaplicę Zygmuntowską. Zmieniła się częściowo zabudowa mieszkalna m.in. przy ul. Kanoniczej. Renesans upowszechnił się także na terenie Małopolski (dwór obronny w Szymbarku, pałac w Książu Wielkim) i Wielkopolski (Ratusz w Poznaniu). Przykładem renesansowego „miasta idealnego” jest Zamość. Powstają kamienice z podcieniami i attykami (Kazimierz Dolny). Formy renesansowe w mniejszym stopniu są powszechne na Śląsku (zamek w Brzegu) i Pomorzu (Zamek Książąt Pomorskich w Szczecinie). W renesansowej rzeźbie zdominowały dzieła sepulkralnej (nagrobki Jana Michałowicza z Urzędowa). Powstają także retabula ołtarzowe (m.in. ołtarza głównego katedry krakowskiej, obecnie w kolegiacie w Bodzentynie). W malarstwie książkowym utrwaliły się formy gotyckie (Kodeks Baltazara Behema, dzieła Stanisława Samostrzelnika), a w malarstwie sztalugowym zdominował portret (twórczość Marcina Kobera). Intensywnie rozwinęło się rzemiosło artystyczne – dzieła snycerskie, płatnerskie, złotnicze czego przykładem jest srebrny kur Bractwa Kurkowego.
Od II połowy XVI stulecia powszechny staje się manieryzm, przede wszystkim na Śląsku i Pomorzu, gdzie przejmowano formy charakterystyczne dla architektury Niderlandów. Przykładami są zabytki w Gdańsku takie jak Wielka Zbrojownia, Brama Zielona, Złota Kamienica, Lwi Zamek. Exemplum gratia wrocławskiego manieryzmu jest kamienica Pod Gryfami przy Rynku. Innymi dziełami architektury śląskiego manieryzmu są ratusz w Głogówku oraz dom Wagi Miejskiej w Nysie. Świadectwem sztuki reformacji są ambony w tym kazalnica w kościele św. Marii Magdaleny. W Małopolsce niderlandzki manieryzm egzemplifikuje ołtarz główny fary w Bieczu, na Rusi zaś kościół Bernardynów we Lwowie. Włoską odmianę manieryzmu reprezentują dzieła rzeźbiarskie Santi Gucciego. Przykładami architektury Małopolski i Rusi są zamek Krzyżtopór, zamek w Krasiczynie, cerkiew Wołoska we Lwowie itp.
Barok w Polsce sięga początku XVII stulecia, jego wczesna faza jest ściśle związana z kontrreformacją i panowaniem Wazów. Wzrosła potęga i autorytet duchowieństwa, w miejsce humanizmu lansowano myśli o przemijalności i kruchości ludzkiego życia. Nowym centrum artystycznym staje się nowa stolica, Warszawa, gdzie przed zamkiem Królewskim postawiono kolumnę oznaczającą potęgę władzy króla. Świadectwem działalności jezuitów jest m.in. kościół św. Piotra i Pawła w Krakowie. Poza ośrodkami miejskimi powstają monumentalne klasztory (m.in. na Bielanach, w Kalwarii Zebrzydowskiej, Czernej). Powstają liczne rezydencje obronne, czego przykładem jest pałac Biskupów Krakowskich w Kielcach. W malarstwie wczesnego baroku oprócz obrazów o tematyce religijnej i tradycyjnego portretu staropolskiego upowszechnił się tzw. portret trumienny. Wnętrza kościołów otrzymują bogaty wystrój (m.in. ołtarze w kazimierskich świątyniach św. Katarzyny i Bożego Ciała, stalle w tymże kościele).
Po potopie szwedzkim, który zahamował ruch budowlany, nastąpił dalszy rozwój sztuki barokowej. Apogeum sztuki przypada na okres panowania Jana III Sobieskiego, dla którego wzniesiono Pałac w Wilanowie. Liczne kościoły powstały na terenie całej Rzeczypospolitej (przebudowa kościoła i klasztoru na Jasnej Górze, Kościół św. Anny w Krakowie, kościół farny w Łowiczu, kościół farny w Poznaniu, kościół Filipinów w Gostyniu, kościół i klasztor Misjonarzy w Siemiatyczach) oraz na Śląsku (kościoły w Nysie) i Warmii (Święta Lipka). Powstają także synagogi (Wielka Synagoga we Włodawie) i cerkwie. Budownictwo świeckie reprezentują pałace (Rydzyna, Nieborów), dwory szlacheckie (Czyżew, Świdnik, Osówiec), liczne kamienice. Na dworze Jana III Sobieskiego działał malarz Jerzy Siemiginowski-Eleuter, w Wielkopolsce tworzył m.in. Szymon Czechowicz, Małopolsce Franciszek Lekszycki, na Pomorzu m.in. Daniel Schultz, Anton Möller, a na Śląsku Michael Willmann.
Na XVIII stulecie przypada w Polsce okres późnego baroku i rokoka. Centrum artystycznym rezydujących w Polsce i Saksonii Wettynów była Warszawa, gdzie przebudowano zamek królewski, założono Oś Saską ozdobioną rzeźbami Jana Jerzego Plerscha, kościoły przy Krakowskim Przedmieściu. Powstały rezydencje magnackie m.in. w Białymstoku, Radzyniu Podlaskim, Szczekocinach. Intensywnie budowano budowle sakralne (Kościół Pijarów w Chełmie, kościoły w Kaliszu, Wieluniu, Lesznie, Krotoszynie itp.) z bogatym wystrojem wnętrz (kościół Bernardynów w Leżajsku, katedra w Gdańsku-Oliwie itp.). „Dama z gronostajem”, renesansowy obraz autorstwa Leonarda da Vinci przedstawiający mediolańską arystokratkę Cecylię Gallerani został zakupiony przez księcia Adama Jerzego Czartoryskiego i sprowadzony z Włoch do Polski pod koniec XVIII w.
Najcenniejszymi dziełami późnego baroku na Śląsku są Uniwersytet Wrocławski z Aulą Leopoldina, opactwo Cystersów w Krzeszowie i kościół św. Jadwigi w Legnickim Polu. Niedługo później również na Śląsku pojawiły się pierwsze budowle o cechach klasycystycznych, czego najstarszym przykładem w Polsce jest Pałac Dietrichsteinów w Wodzisławiu Śląskim. Na Wileńszczyźnie działa architekt Jan Krzysztof Glaubitz, na Rusi m.in. Bernard Meretyn i rzeźbiarz Jan Jerzy Pinzel.

### XIX–XXI w.

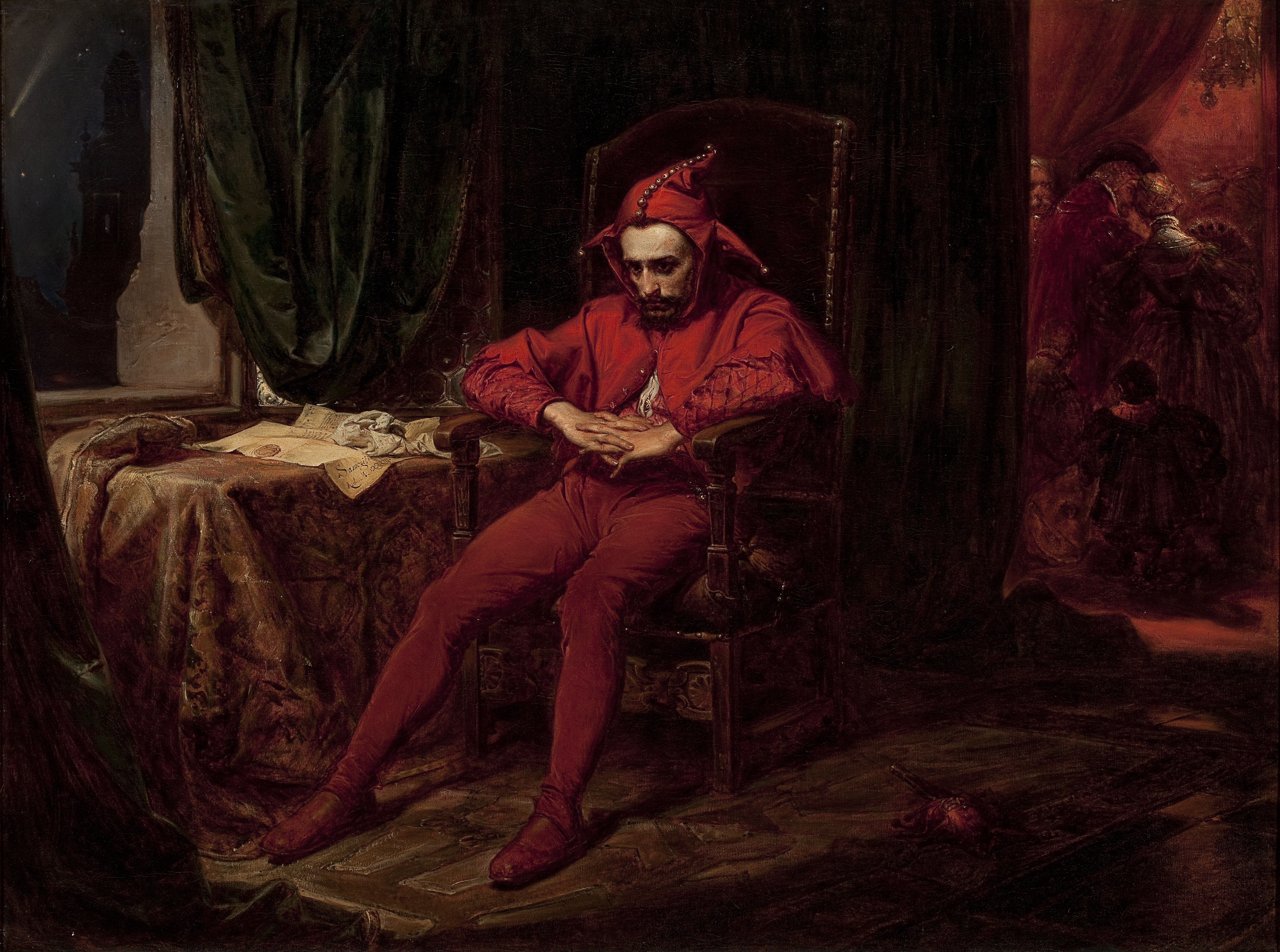
Jan Matejko, Stańczyk

Styl Stanisława Augusta łączy późne rokoko z klasycyzmem. Warszawski zamek został rozbudowany o kilka reprezentacyjnych sal. Dominik Merlini wzniósł m.in. Łazienki Królewskie i Królikarnię. Na dworze ostatniego króla Polski działa wedutysta Bernardo Bellotto i preferujący tematykę historyczną Marcello Bacciarelli. Malarstwo późnego rokoka reprezentuje Jan Piotr Norblin. Do ok. 1830 r. powstawały dzieła o formach w pełni klasycyzujących, takie jak np. Teatr Wielki zabudowa Placu Bankowego w Warszawie (Antonio Corazzi), powstają nowe miasta (Kock) i założenia parkowe (Arkadia). Rzeźbę reprezentują dzieła Bertela Thorvaldsena. Działali także artyści krajowi, m.in. architekci Jakub Kubicki (Belweder w Warszawie) i palladianista Stanisław Zawadzki (pałac w Śmiełowie). Malarstwo przełomu XVIII i XIX w. reprezentuje m.in. Zygmunt Vogel.
Romantyzm w Polsce reprezentują malarze Piotr Michałowski Artur Grottger Henryk Rodakowski poruszający wątek narodowowyzwoleńczy. W architekturze dominuje historyzm i eklektyzm. Na terenie ziem polskich działał m.in. Karl Friedrich Schinkel, lansujący historyzm wznosząc swoje dzieła w Antoninie, Kołobrzegu czy Krzeszowicach. W II połowie XIX stulecia malarstwo zdominował realizm i realizm historyczny. Codzienność stała się tematem płócien Aleksandra Gierymskiego, wiejski krajobraz i widoki małych miasteczek malował Józef Szermentowski. Czołowym polskim akademistą był Henryk Siemiradzki. W Krakowie i Paryżu działał Jan Matejko. Gros jego oeuvre zajmowała historia Polski; artysta podjął historiozoficzną percepcję przeszłości kraju. Rzeźbę II połowy XIX wieku reprezentują Cyprian Godebski, Teodor Rygier, Pius Weloński, a architekturę m.in. Feliks Księżarski. Na Śląsku działał neogotycysta Alexis Langer, lansujący nawrót do średniowiecznej pobożności. Industrializacja sprzyja rozwojowi miast (Łódź, Katowice, Żyrardów) i osiedli robotniczych (Nikiszowiec na Śląsku). Powstają liczne wille i rezydencje fabrykantów. Na przełomie stuleci działa neogotycysta Józef Pius Dziekoński. Motywy francuskiego impresjonizmu przyjęli m.in. Władysław Podkowiński i Józef Pankiewicz.

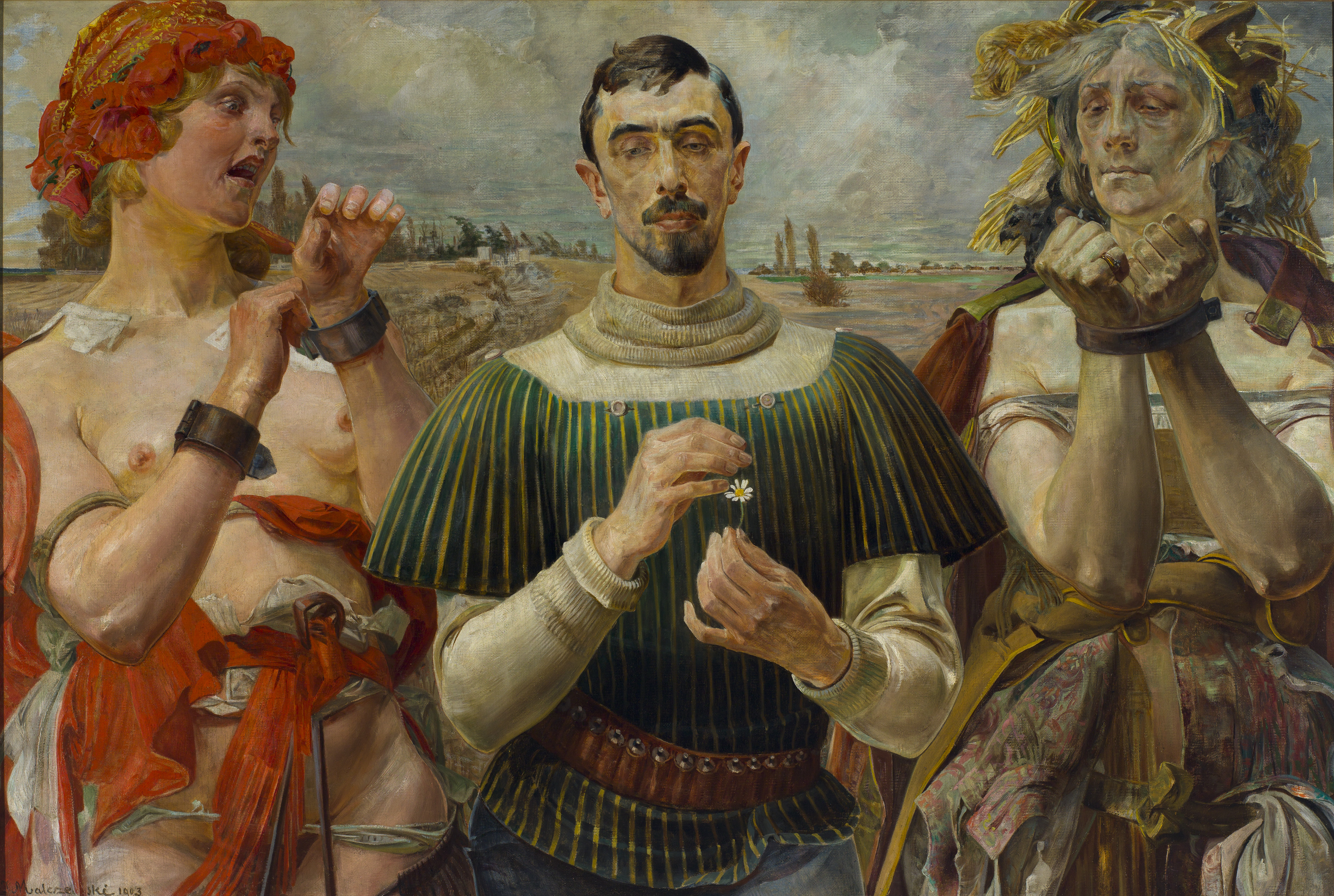
Jacek Malczewski, Hamlet polski. Portret Aleksandra Wielopolskiego

Okres Młodej Polski wiąże się z nie tylko symbolizmem, lecz także z poszukiwaniem indywidualnego podejścia do sztuki. Działali malarze Stanisław Wyspiański, Józef Mehoffer, Olga Boznańska, Jan Stanisławski, Jacek Malczewski; rzeźbiarz Wacław Szymanowski, architekci Teodor Talowski, Franciszek Mączyński i Stanisław Witkiewicz, który preferował styl zakopiański. W architekturze przeważają formy secesyjne (zabudowa ul. Piotrkowskiej w Łodzi), które wykorzystywano do aranżacji wnętrz (m.in. Dom Lekarski z dekoracją i witrażami Stanisława Wyspiańskiego, Kawiarnia Jama Michalika w Krakowie projektu Karola Frycza). Na szeroką skalę rozwinęło się wzornictwo przemysłowe, sztuka użytkowa preferowana m.in. przez Jana Szczepkowskiego.
Po odzyskaniu przez Polskę niepodległości w sztuce pojawiły się tendencje awangardowe. Kubizm swobodnie interpretowali w swoich dziełach malarze Zbigniew Pronaszko, Władysław Strzemiński, Henryk Stażewski, rzeźbiarz Xawery Dunikowski, nie rezygnując z figuratywności. Malarz i filozof Stanisław Ignacy Witkiewicz wyróżniał się oryginalnością. Działalność podjęły grupy artystyczne, m.in. Stowarzyszenie Artystów Polskich „Rytm” (1922), Stowarzyszenie Polskich Artystów Grafików „Ryt” (1925) i Spółdzielnia Artystów Plastyków „Ład” (1926). Malarka epoki art déco Tamara Łempicka żyła i tworzyła w Paryżu. Architektura charakteryzowała się swobodną, często uproszczoną redakcją form dawnych (dzieła Adolfa Szyszko-Bohusza, Oskara Sosnowskiego) zaś pod koniec lat 20. zdominowały formy czyste, pozbawione dekoracji, sprzyjające funkcjonalizmowi. Wielkim przedsięwzięciem była budowa Gdyni (1926) i Stalowej Woli (1938) w stylu modernizmu, który wyróżniał się nowatorstwem formy wynikającej z funkcji. Architektoniczna awangarda międzywojenna w tradycyjnie profrancuskiej Polsce była bardziej pod wpływem Le Corbusiera niż niemieckiego Bauhausu. Na Śląsku preferowana jest niemiecka awangarda. Wśród dzieł wyróżnia się Hala Stulecia we Wrocławiu, dzieło Maxa Berga.

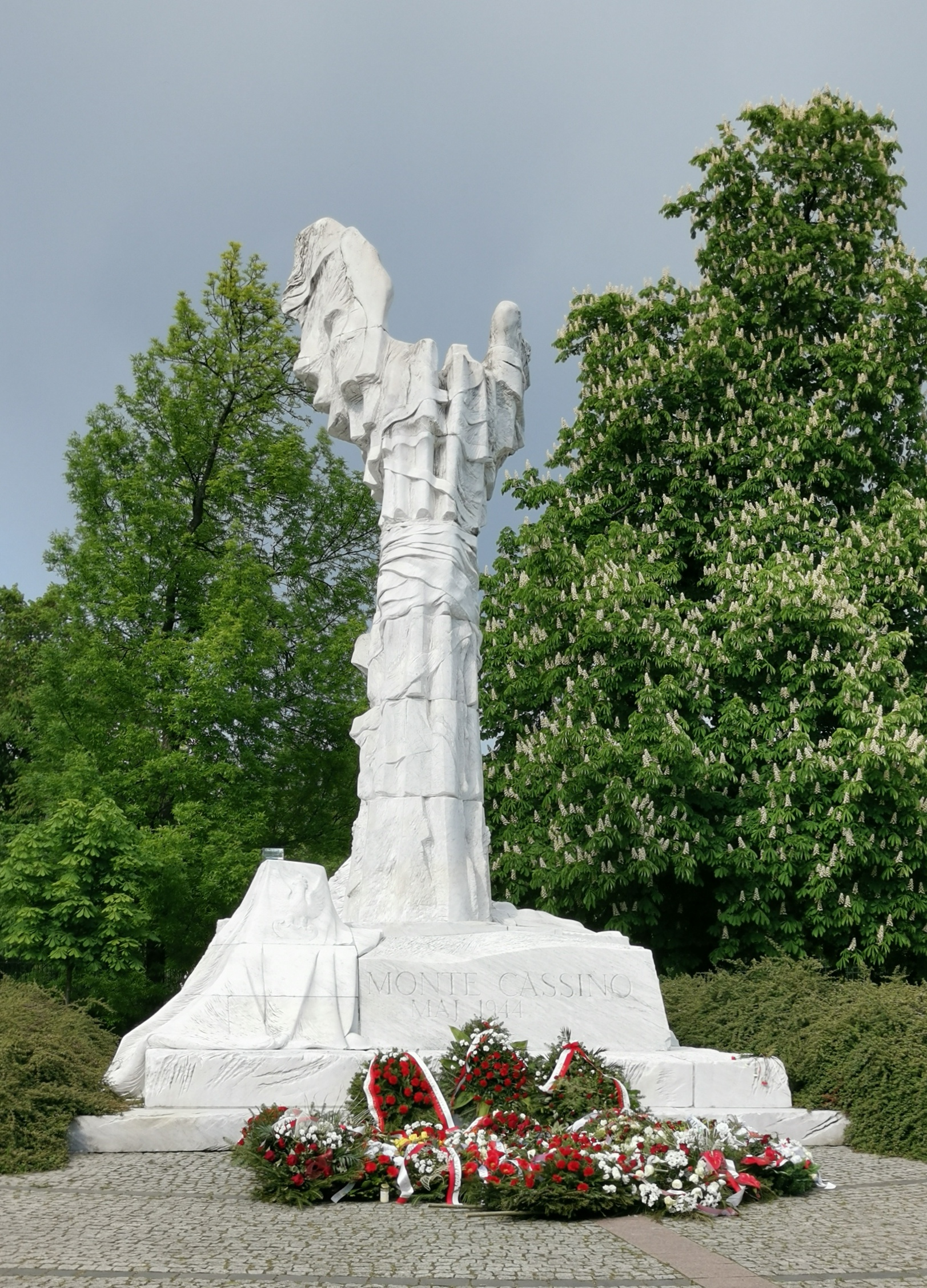
Gustaw Zemła, marmurowy Pomnik Bitwy o Monte Cassino w Warszawie (1999) został zainspirowany starożytną rzeźbą Nike z Samotraki

Po zakończeniu II wojny światowej ma miejsce odbudowa zabytków i miast. Wielkimi przedsięwzięciami była odbudowa Poznania, Gdańska i Warszawy ukoronowana wierną rekonstrukcją Zamku Królewskiego (1971–1984). W sztukach plastycznych socrealizm został zdominowany przez kierunki awangardowe. W latach 50. działała grupa kolorystów (Jan Cybis, Hanna Rudzka-Cybisowa, Jan Szancenbach). Z późniejszych ugrupowań m.in. Grupa Krakowska na czele z Tadeuszem Kantorem, Łódź Kaliska i wiele innych. Indywidualistami malarstwa są m.in. Andrzej Wróblewski oraz Bronisław Linke, którzy w sposób nowatorski oddali hołd ofiarom II wojny światowej, Piotr Potworowski, Jan Tarasin, Jerzy Nowosielski, Ludwik Konarzewski, Jerzy Duda-Gracz, Zdzisław Beksiński. Wojciech Fangor zasłynął jako światowej sławy artysta malarz wizualizmu. Wzrosło znaczenie polskiej grafiki (Mieczysław Wejman) i plakatu (założenie Muzeum Plakatu w Wilanowie, twórczość m.in. Henryka Tomaszewskiego, Waldemara Świerzego, Jana Młodożeńca). Przedstawicielami rzeźby są m.in. Magdalena Abakanowicz, Gustaw Zemła i Władysław Hasior. Do upadku komunizmu w architekturze dominowało oszczędnościowe budownictwo wielkopłytowe, które jeszcze za swojej epoki spotkało się z otwartą krytyką polskiej inteligencji na niekorzyść ówczesnej władzy. Wśród oryginalnych dzieł architektury polskiej odrzucających narzucony socrealizm wyróżnia się całkowicie przeszklony i unoszący się w powietrzu nad ziemią na słupach z żelazobetonu (fr. pilotis) oraz wyposażony w taras dachowy rekompensujący miejsce zajęte na ziemi przez fundamenty Centralny Dom Towarowy w Warszawie zbudowany w 1951, który jako dzieło modernizmu został zainspirowany formą i funkcją transatlantyku i który zrealizował w pełni pięć zasad architektury nowoczesnej Le Corbusiera. Powstały także pomysłowe dzieła jak Arka Pana w krakowskich Bieńczycach, katowicki Spodek oraz Osiedle Tysiąclecia z charakterystycznymi „Kukurydzami” i wiele innych.

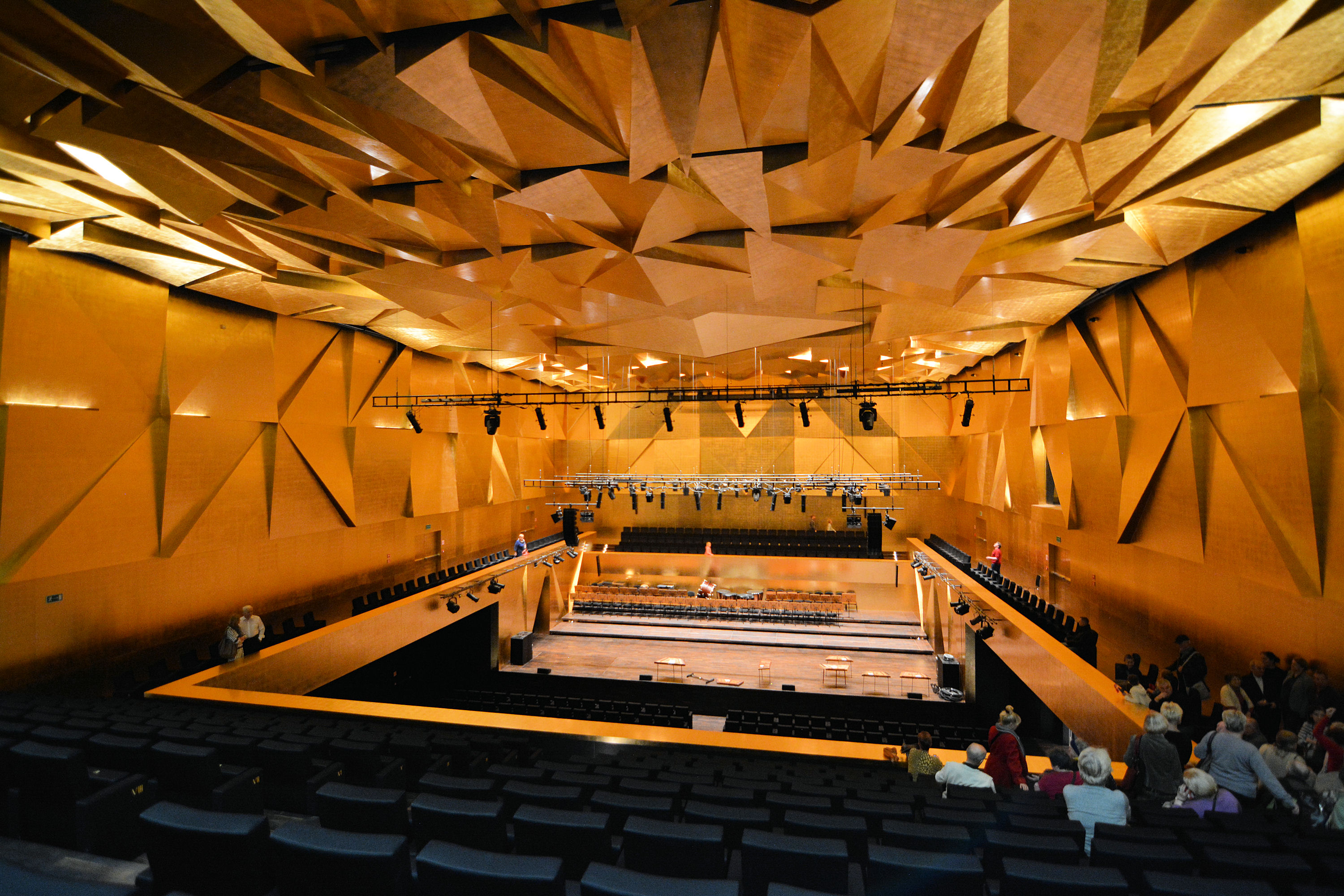
Filharmonia Szczecińska

Po 1989 oprócz krajowych architektów (np. Stanisław Niemczyk), swoje dzieła w Polsce wznieśli m.in. Arata Isozaki, Daniel Libeskind i Norman Foster. Spośród najnowszych siedzib instytucji kultury na uwagę zasługują m.in. Biblioteka Uniwersytecka w Warszawie, Centrum Nauki Kopernik w Warszawie, Opera i Filharmonia Podlaska – Europejskie Centrum Sztuki w Białymstoku, Centrum Dialogu „Przełomy” i Filharmonia im. Mieczysława Karłowicza w Szczecinie, Brama Poznania ICHOT i ‘Aula Nova’ Akademii Muzycznej im. Ignacego Jana Paderewskiego w Poznaniu, Kieleckie Centrum Kultury oraz Centrum Edukacyjne Szklany Dom w Ciekotach, a także budynki odrestaurowane, o funkcjach kulturalnych, komercyjnych lub mieszkalnych, np. stołeczne Muzeum Powstania Warszawskiego, Polska Filharmonia Bałtycka im. Fryderyka Chopina w Gdańsku, Centrum Kultury Euroregionu Stara Rzeźnia w Szczecinie, Manufaktura w Łodzi i lofty w miastach o długich tradycjach przemysłowych, jak Warszawa, Łódź lub Żyrardów.

### Język

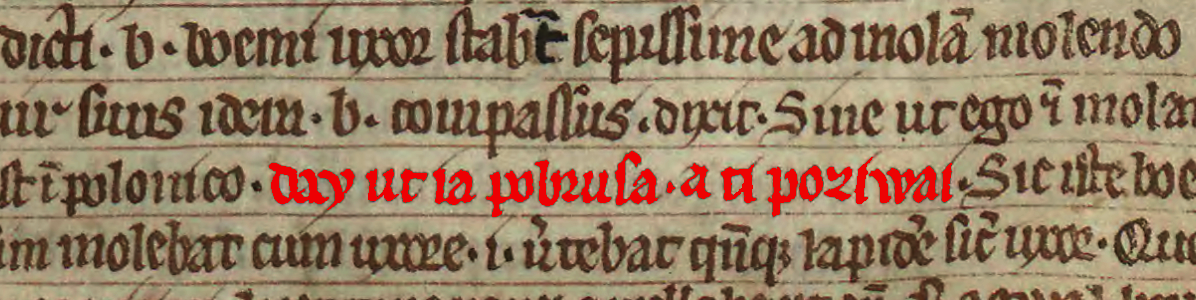
Najstarsze zdanie zapisane w 1270 roku w języku polskim w Księdze henrykowskiej

## Kultura

### Literatura
Literatura średniowieczna w Polsce powstawała pod wpływem krajów zachodnich i chrześcijaństwa. W pierwszym okresie jej rozwoju (do końca XII wieku) na terenie kraju literatura rozwijała się wyłącznie w języku łacińskim, była też zazwyczaj anonimowa. Na prozę składały się utwory hagiograficzne (np. żywot św. Wojciecha Brunona z Kwerfurtu), epistolograficzne, modlitewne i dziejopisarskie (Kronika Galla Anonima, Chronica Polonorum Kadłubka). Poezja miała charakter okolicznościowy, panegiryczny, liturgiczny (sekwencje i tropy) i żałobny. W okresie drugim (XII-XIV w.) w piśmiennictwie rozwijały się kazania (Kazania świętokrzyskie). Pojawiły się pierwsze utwory w języku narodowym (Psałterz floriański, Bogurodzica), język polski wykorzystywany był również w twórczości ustnej. Równouprawnienie zyskał dopiero w okresie trzecim (XIV–XVI w.), w którym powstały takie utwory jak tzw. Lament świętokrzyski i Rozmyślanie przemyskie. Tworzono również polskie przekłady Biblii.

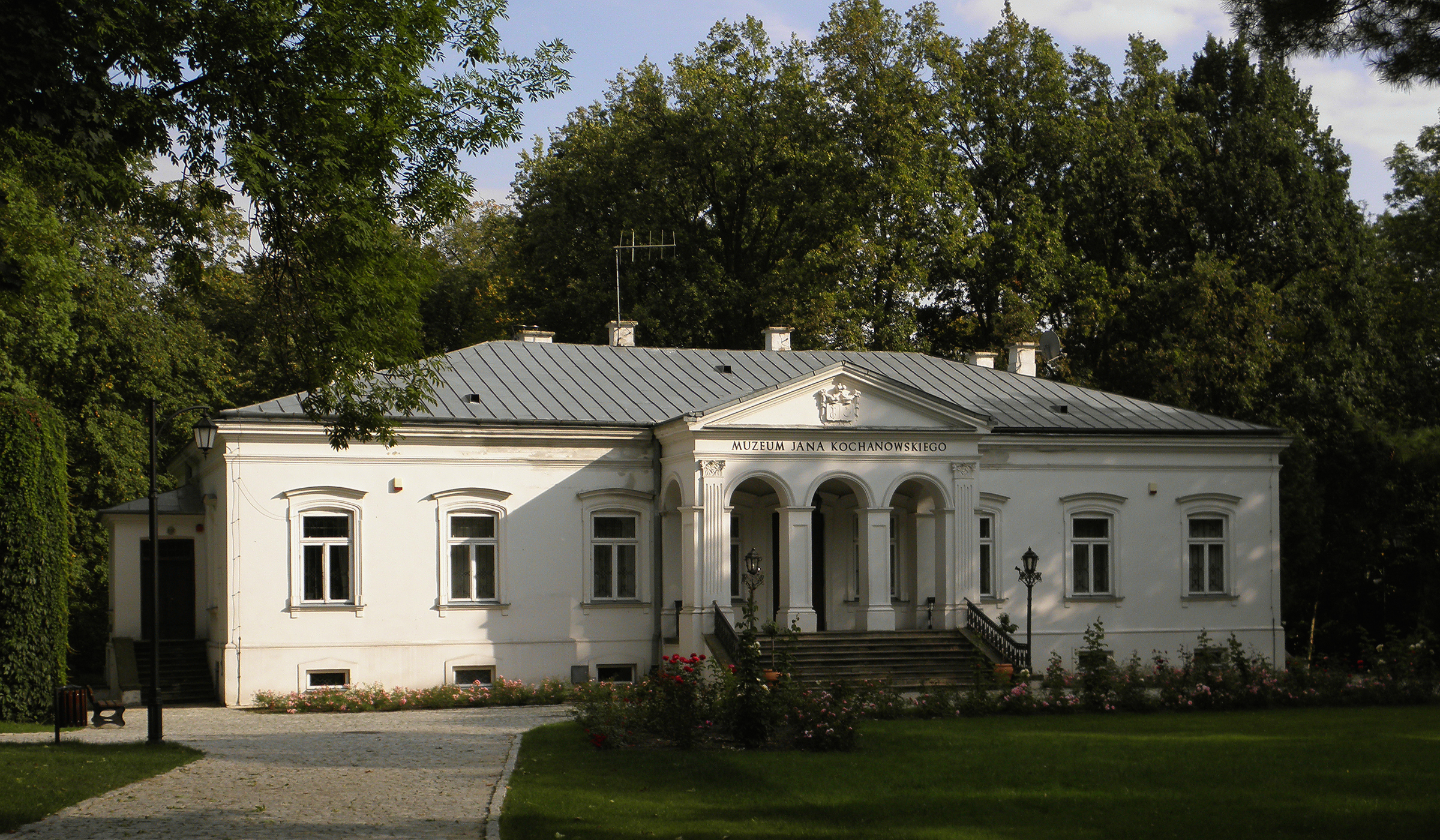
Muzeum Jana Kochanowskiego w Czarnolesie

Początkowo literatura renesansowa powstawała w Polsce po łacinie za sprawą zarówno obcokrajowców (Filip Kallimach, Konrad Celtis), jak i Polaków (Mikołaj Hussowczyk, Andrzej Krzycki). Utwory literackie pisane po polsku pojawiały się coraz częściej od około 1543 roku, kiedy to większe uznanie zaczęli zdobywać tacy pisarze jak: Mikołaj Rej, Andrzej Frycz Modrzewski, Stanisław Hozjusz. W tym okresie wzrosła również popularność literatury o tematyce obywatelskiej. Apogeum rozwoju literatury renesansowej przypadało na lata 1565–1590. Najważniejszymi pisarzami byli wtedy: Łukasz Górnicki, A.P. Nidecki i Jan Kochanowski. Ten ostatni, tworząc pieśni, fraszki i tragedie stał się ojcem polskiego języka literackiego. Od 1590 do początków XVII w. nastąpił zmierzch renesansu w literaturze polskiej.
Na polską literaturę barokową (XVII w.) składa się kilka nurtów, m.in. nurt religijny, rozwijający się pod wpływem kontrreformacji (elegie, emblematy, kazania, pieśni, utwory hagiograficzne, parafrazy ksiąg biblijnych, teksty o charakterze indywidualnym i medytacyjnym, np. Sępa Szarzyńskiego). Drugim nurtem literatury baroku była twórczość jezuitów (głównie łacińska – epigramaty, ody, pieśni, ale także przekłady, np. Biblia Jakuba Wujka). Powstawały również w obrębie tego nurtu traktaty religijne i polityczne (Skarga), modlitewniki, teksty dramaturgiczne dla szkół. Innym nurtem była twórczość sarmacka (formy tradycyjne, nawiązujące do średniowiecza, rozwój poezji ziemiańskiej i rycerskiej, popularność zdobywały sylwy domowe i pamiętniki). Poezja wyrażała poczucie marności dóbr doczesnych oraz przemijania miłości i szczęścia (Roksolanki Zimorowica). Powstawały także erotyki (J.A. Morsztyn). W literaturze baroku wyodrębnia się również twórczość sowizdrzalską (głównie anonimową), w której dominowała parodia, satyra, groteska i nonsens.
Epoka Oświecenia w Polsce rozpoczęła się w pierwszej połowie XVIII w. i związana była z kryzysem demokracji szlacheckiej i zagrożeniem niezależnego bytu państwowego, stąd duża część literatury zajmowała się sprawami obywatelskimi i politycznymi. Twórczość taką uprawiali m.in. Ignacy Krasicki i Adam Naruszewicz. Pisarze ci (podobnie jak Franciszek Bohomolec, Julian Ursyn Niemcewicz i Franciszek Zabłocki) związani byli z klasycyzmem, nawiązującym do twórczości antycznej. Nurt ten stanowił ówcześnie oficjalny i popierany przez króla program literacki Polski. Obok niego funkcjonował nurt sentymentalny, propagowany przez ośrodek Czartoryskich w Puławach. W ramach tego nurtu tworzyli m.in. Franciszek Karpiński i Franciszek Dionizy Kniaźnin. Najpopularniejszymi gatunkami epoki były: oda, sielanka, bajka i satyra. Tworzono również poematy heroikomiczne oraz pierwsze polskie powieści.

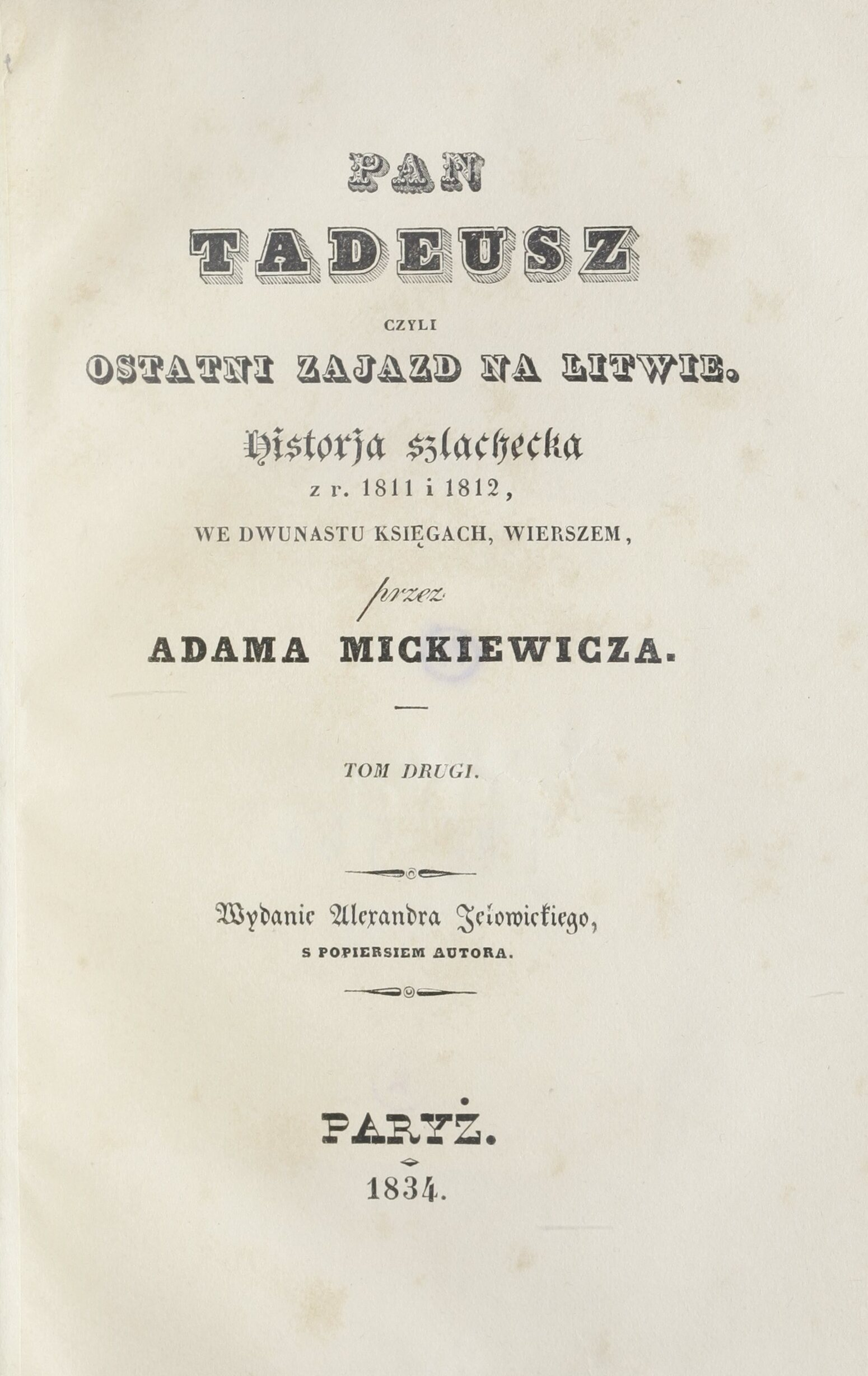
Adam Mickiewicz, Pan Tadeusz, 1834, strona tytułowa, tom II

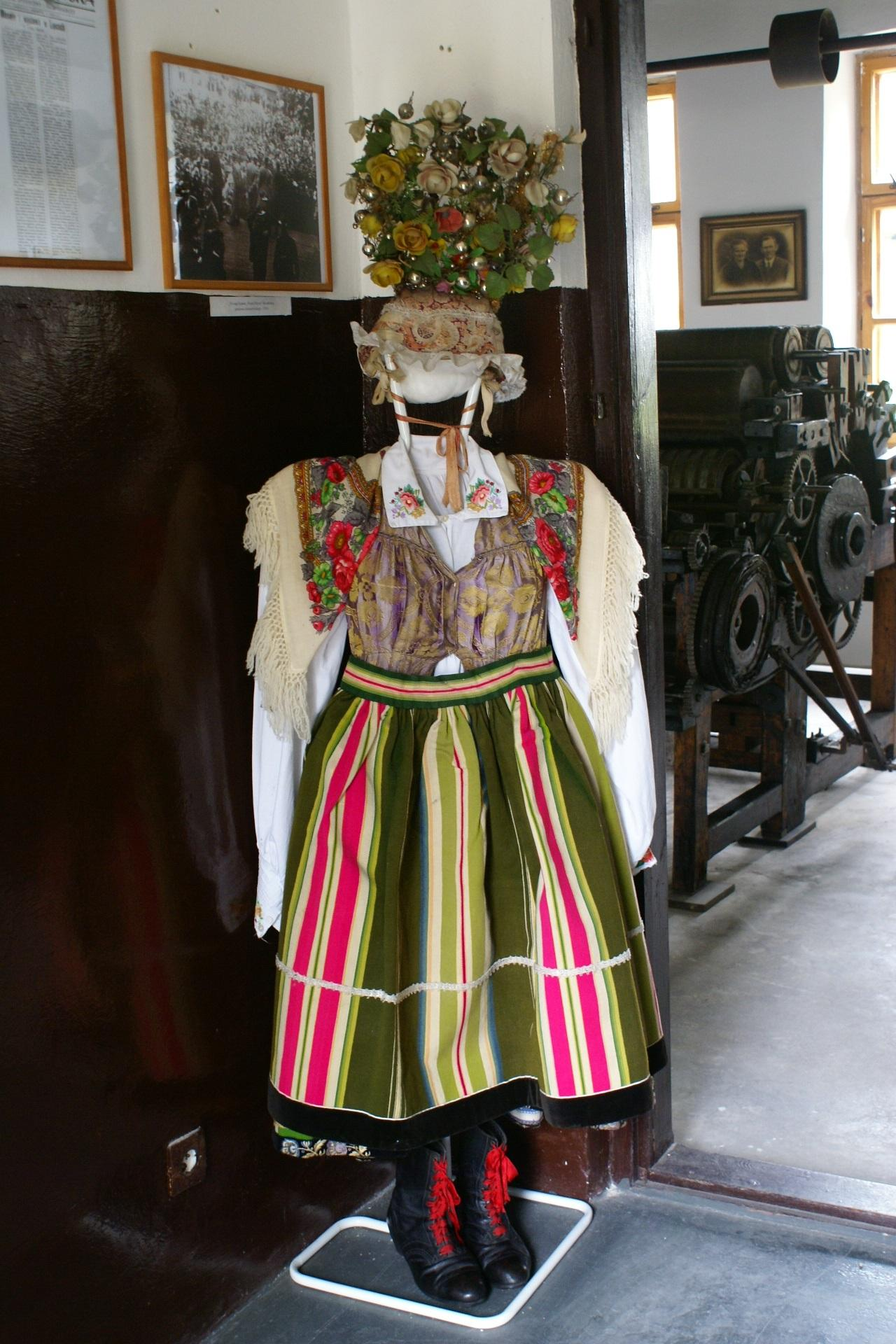
Muzeum Regionalne im. Władysława St. Reymonta w Lipcach Reymontowskich upamiętniające powieść „Chłopi”

Sytuacja utraty niepodległości w 1795 roku wpłynęła w znaczny sposób na literaturę polską, która pełniła odtąd funkcję utrzymywania świadomości narodowej. Pod wpływem romantyzmu niemieckiego i angielskiego wykształcił się i rozwinął nurt polskiego romantyzmu, początkowo rywalizujący z klasycyzmem i sentymentalizmem postanisławowskim, później zaś dominujący aż do 1863 roku. W okresie porozbiorowym gromadzono podania, legendy i pieśni ludowe (Oskar Kolberg). Sytuację literacką zmienił upadek powstania listopadowego: piśmiennictwo od tamtego momentu podzieliło się na literaturę krajową (powieści historyczne Kraszewskiego, gawędy szlacheckie Rzewuskiego, komedie obyczajowe Fredry) oraz emigracyjną, gdzie powstały ważne dzieła dla polskiej literatury: Mickiewicza Dziady i Pan Tadeusz (który został uznany za epopeję narodową), Słowackiego Kordian, Krasińskiego Nie-Boska komedia, a także wiele utworów Norwida, prekursora polskiego parnasizmu. Nastąpił gwałtowny rozwój liryki, w tym poezji mistycznej, pojawiły się takie gatunki, jak dramat romantyczny, poemat dygresyjny i szereg innych. Do dzieł powstałych w tamtym okresie odnosiły się wszystkie późniejsze epoki literackie.
Rok 1864 (upadek powstania styczniowego) uznaje się zazwyczaj za początek pozytywizmu w Polsce. Sytuacja polityczna kraju, niewiara w odzyskanie niepodległości metodą zbrojnego oporu oraz zainteresowanie odkryciami naukowymi, zmieniły rolę przypisywaną literaturze. Miała być ona przede wszystkim użyteczna i reagować na aktualne wydarzenia i problemy społeczne. Zmniejszyło się znaczenie poezji (choć wciąż powstawała, tworzyli m.in. Maria Konopnicka, Adam Asnyk), a najwyżej cenionym gatunkiem literackim stała się powieść realistyczna (m.in. Meir Ezofowicz i Nad Niemnem Elizy Orzeszkowej oraz Lalka Bolesława Prusa) lub tendencyjna (m.in. Kraszewski Dziadunio, Orzeszkowa Pan Graba, Pamiętnik Wacławy). Tworzono również liczną nowelistykę (Konopnicka, Sienkiewicz, Prus), a także powieści historyczne, takie jak: Faraon Prusa oraz Ogniem i mieczem, Potop, Pan Wołodyjowski, Krzyżacy, Quo vadis Henryka Sienkiewicza.
Młoda Polska jest samookreśleniem grupy artystów z lat 1890–1918 i pochodzi z manifestu programowego Artura Górskiego, w którym skrytykował on pozytywistów i przedstawił program literacki młodych twórców. W programie zwrócono uwagę na ponadprzeciętność artysty, podniesiono go do rangi wieszcza, zwykłego człowieka zaś nazwano „filistrem”, czyli osobą ograniczoną. Żądano wolności oraz oddzielenia sztuki od dziedzictwa kulturowego. Powstaje hasło „sztuka dla sztuki” oznaczające rezygnację z obywatelskich powinności piśmiennictwa, a położenie nacisku na indywidualizm i jednostkowe przeżycie. Jednocześnie niektórzy twórcy kontynuowali problematykę wyzwoleńczą. Wtedy tworzyli Jan Kasprowicz, Tadeusz Miciński, Leopold Staff, Stanisław Wyspiański, Stefan Żeromski. Ważną postacią okresu Młodej Polski był Stanisław Przybyszewski, z którego dorobku na uwagę zasługują powieść Il Regno Doloroso oraz autobiografia Moi współcześni.
Polska miała w XX wieku czterech noblistów w dziedzinie literatury: Henryka Sienkiewicza, Władysława Reymonta, Czesława Miłosza i Wisławę Szymborską. Inni ważni pisarze to Witkacy, Bruno Schulz i Witold Gombrowicz, których zalicza się do awangardy; twórca fantastyki naukowej Stanisław Lem, który przewidział w swoich dziełach ogromną liczbę odkryć naukowych, które stały się faktem: biotechnologia, sieć, rzeczywistość wirtualna; reportażysta Ryszard Kapuściński, którego portrety innych kultur i nacji są szeroko cenione i przekładane na inne języki. Inni ważni pisarze to: Zbigniew Herbert, Sławomir Mrożek, Jarosław Iwaszkiewicz, Leopold Tyrmand, Stefan Chwin, Jerzy Prokopiuk, Andrzej Waligórski, Maria Pawlikowska-Jasnorzewska, Julian Tuwim, Ferdynand Goetel, Piotr Kuncewicz, Paweł Jasienica, Stanisław Jerzy Lec, Tadeusz Boy-Żeleński, Tadeusz Różewicz, Józef Mackiewicz, Andrzej Bobkowski, Zofia Nałkowska, Krzysztof Kamil Baczyński, Stanisław Barańczak, Adam Zagajewski, Tadeusz Konwicki, Stefan Wiechecki, Marcin Świetlicki, Andrzej Stasiuk, Eustachy Rylski i Jerzy Sosnowski.

### Filozofia

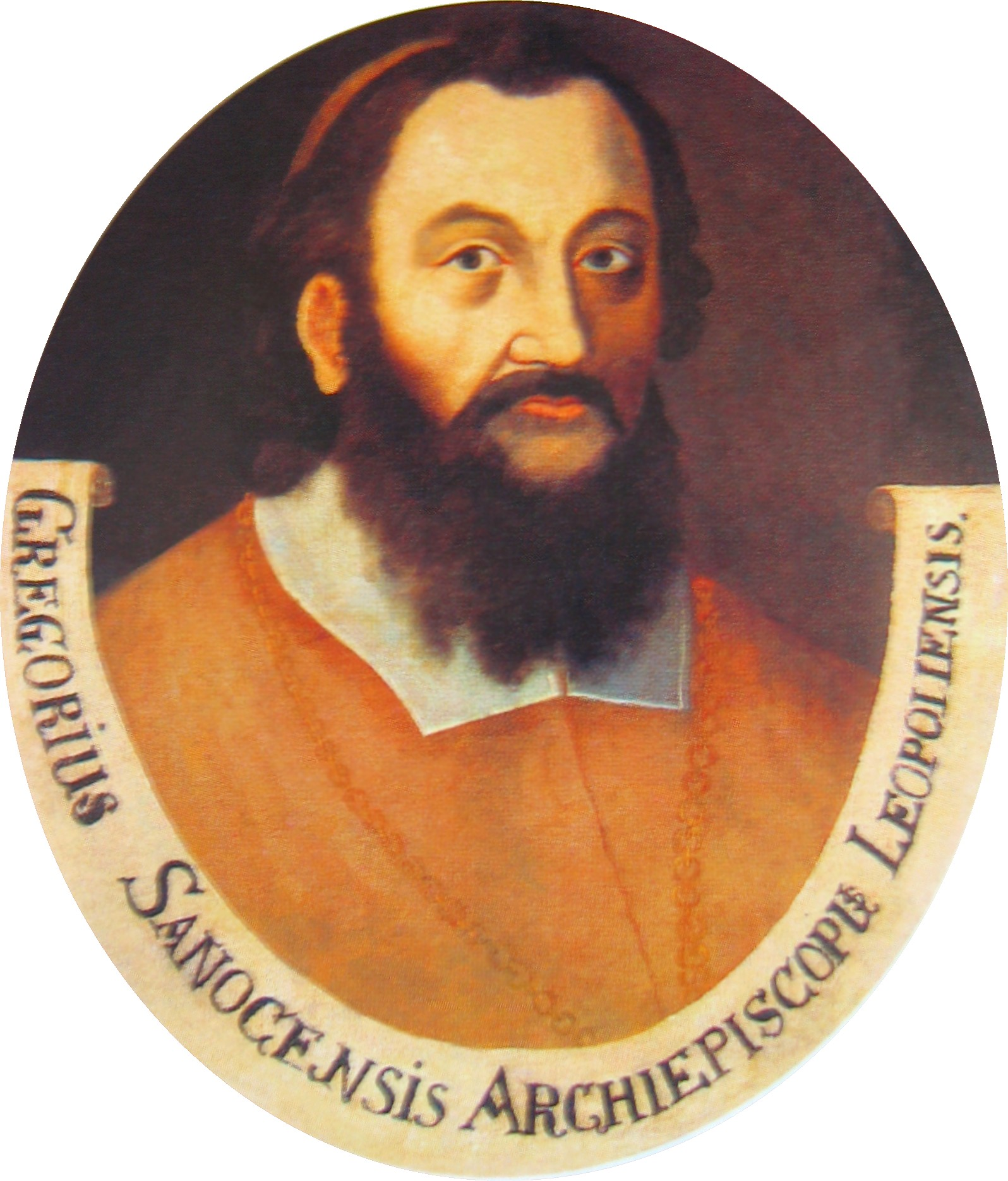
Grzegorz z Sanoka

Pierwszym znanym filozofem polskim był Witelon, właściwy rozwój filozofii polskiej wiąże się jednak dopiero z założeniem Akademii Krakowskiej – jak inne uniwersytety środkowoeuropejskie, uczelnia ta powstała w czasach stopniowego zmierzchu myśli scholastycznej. Najszerzej znani polscy filozofowie średniowieczni uprawiali przede wszystkim filozofię praktyczną, zwłaszcza powiązaną z koncyliaryzmem myśl społeczną i polityczno-religijną: czynił tak już Mateusz z Krakowa, do innych kluczowych reprezentantów tego nurtu należeli Paweł Włodkowic, Jan z Ludziska i Jan Ostroróg. Na gruncie filozofii spekulatywnej uprawiane były wszystkie główne kierunki filozoficzne późnej scholastyki, tj. tomizm, albertyzm i szkotyzm (via antiqua; główni reprezentanci: Jan z Głogowa, Jakub z Gostynina, Jan ze Stobnicy) i nominalizm (via moderna, główni reprezentanci: Jakub z Paradyża, Benedykt Hesse).
Najwybitniejszym reprezentantem humanizmu był w XV wieku Grzegorz z Sanoka, do wczesnej recepcji humanizmu w Polsce przyczynił się także Włoch Filip Kallimach. Głównymi reprezentantami myśli humanistycznej, często o raczej publicystyczno-politycznym niż czysto filozoficznym charakterze, byli w Polsce Sebastian Petrycy, Adam Burski, Stanisław Orzechowski, Łukasz Górnicki, Andrzej Frycz Modrzewski. Szeroko znana była myśl ariańska: prace Faustyna Socyna i Szymona Budnego. Znaczące elementy filozoficzne, zwłaszcza w dziedzinie metodologii nauk przyrodniczych, zawierają dzieła Mikołaja Kopernika.
W XVI wieku na uniwersytetach kontynuowano filozofię szkolną, która odrodziła się wraz z przybyciem do Polski jezuitów. Głównym ośrodkiem filozofii jezuickiej była Akademia Wileńska – dużą popularność w Europie zyskał podręcznik logiki Marcina Śmigleckiego, a także dzieło Jana Szydłowskiego. W XVII-wiecznej Polsce rozwijała się także filozofia innowiercza, a zwłaszcza ariańska. Jej przedstawicielami byli krytyk Kartezjusza Johann Ludwig von Wolzogen oraz Samuel Przypkowski i Andrzej Wiszowaty. Pisma filozoficzne pozostawił też poeta i prozaik barokowy Stanisław Herakliusz Lubomirski.
Od XVII wieku docierały do Polski nowe, antyscholastyczne idee filozoficzne (nazywane philosophia recentiorum), a w czasach saskich pierwsze idee oświeceniowe (Wawrzyniec Krzysztof Mitzler de Kolof, Daniel Kazimierz Narbutt, Antoni Wiśniewski). W czasach stanisławowskich upowszechniła się kultura oświeceniowa na wzór francuski – wśród filozofów najwybitniejszymi byli Jan Śniadecki, Jędrzej Śniadecki, Hugo Kołłątaj i Stanisław Staszic. Filozofia typu oświeceniowego rozwijała się nadal w pierwszych dekadach wieku XIX, zwłaszcza w Wilnie. Do recepcji kantyzmu przyczynił się natomiast zwłaszcza Józef Kalasanty Szaniawski.
Filozofia pierwszej połowy XIX wieku rozwijała się pod przemożnym wpływem idealizmu niemieckiego: głównymi reprezentantami idealizmu w Polsce byli Józef Hoene-Wroński, Bronisław Trentowski, August Cieszkowski i Karol Libelt. Istotne elementy filozoficzne zawierają także utwory Juliusza Słowackiego i Adama Mickiewicza. Główną ideą filozofii polskiej tego okresu był tzw. mesjanizm polski. Druga połowa XIX wieku ma mniejsze znaczenie filozoficzne: tendencje pozytywistyczne reprezentowali Aleksander Świętochowski i Julian Ochorowicz, ważnym myślicielem socjalistycznym był Edward Abramowski. Przełom XIX i XX wieku to recepcja filozofii życia (Nietzschego i Schopenhauera) – reprezentantem aktywizmu i ważnym teoretykiem kultury był w tym okresie Stanisław Brzozowski.
Wiek XX to okres największego rozkwitu filozofii polskiej, szczególnie logiki. Wiązało się to z działalnością szkoły lwowsko-warszawskiej, założonej przez Kazimierza Twardowskiego. Jej reprezentantami byli m.in. Alfred Tarski, Stanisław Leśniewski, Jan Łukasiewicz, Kazimierz Ajdukiewicz, Tadeusz Kotarbiński, Leon Chwistek, Tadeusz Czeżowski, Izydora Dąmbska. Tarski należy do najwybitniejszych logików współczesnych, do jego najważniejszych osiągnięć należą: definicja prawdy, pojęcie definiowalności, konsekwencji i ω-zupełności. Do głównych osiągnięć Leśniewskiego należą tzw. systemy Leśniewskiego, Łukasiewicza – logiki wielowartościowe, Ajdukiewicza – teoria kategorii semantycznych i inne badania semantyczne, Kotarbińskiego – koncepcja reizmu i rozwój prakseologii. Bliscy szkole lwowsko-warszawskiej byli także socjolog Stanisław Ossowski, współtwórca psychologii polskiej Władysław Witwicki, historyk filozofii i estetyk Władysław Tatarkiewicz, etyk Maria Ossowska. Głównym reprezentantem fenomenologii w Polsce i jednym z czołowych fenomenologów w ogóle był Roman Ingarden. Własny system ontologiczny wypracował Stanisław Ignacy Witkiewicz. Ważnymi filozofami kultury byli Henryk Elzenberg i Marian Zdziechowski. Tomizm i osiągnięcia logiki współczesnej łączyło Koło Krakowskie (Jan Salamucha, Józef Maria Bocheński).
Po II wojnie światowej, mimo trudności politycznych związanych z dominacją filozofii marksistowskiej, filozofia polska nadal się rozwijała, kontynuowali działalność Kotarbiński, Ajdukiewicz, Ingarden i Ossowscy. Do tradycji szkoły lwowsko-warszawskiej nawiązują filozofowie analityczni (Bogusław Wolniewicz, Jan Woleński, Wacław Mejbaum, logik Roman Suszko), rozwija się filozofia katolicka, w tym zwłaszcza neotomizm i personalizm (Mieczysław Krąpiec, Mieczysław Gogacz, Karol Wojtyła, Józef Tischner) oraz wszystkie nurty filozofii XX-wiecznej (Ija Lazari-Pawłowska, Tadeusz Kroński, Leszek Kołakowski, Bronisław Baczko, Marek Siemek, Leszek Nowak, Adam Schaff, Zygmunt Bauman, historyk filozofii Adam Krokiewicz).

### Muzyka

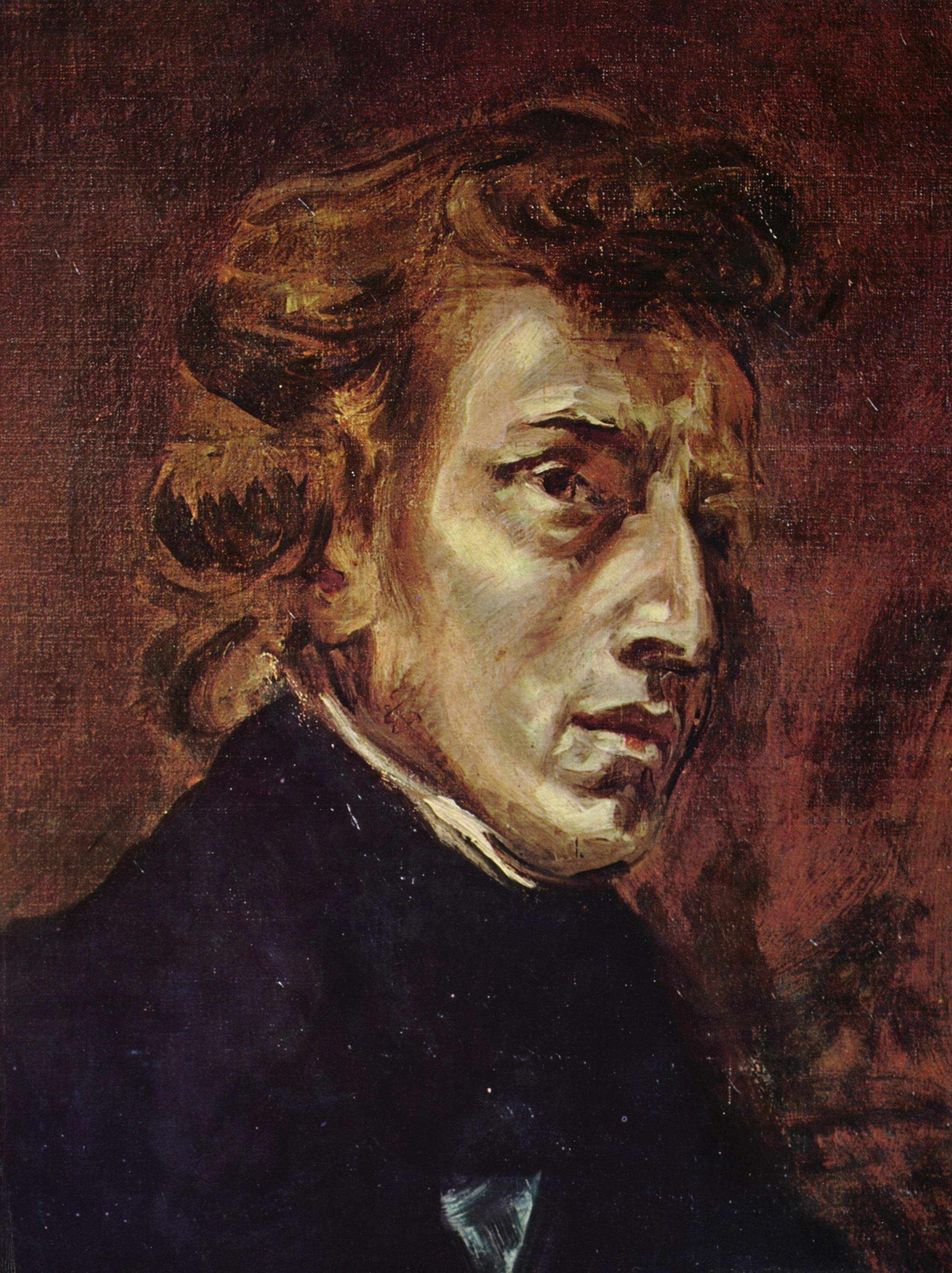
Fryderyk Chopin, (obraz Eugène’a Delacroix)

Najczęściej wymieniani polscy kompozytorzy muzyki poważnej to: Fryderyk Chopin, Karol Szymanowski, Krzysztof Penderecki, Zbigniew Preisner, Wojciech Kilar, Ignacy Jan Paderewski, Henryk Wieniawski, Krzysztof Komeda, Andrzej Panufnik, Stanisław Moniuszko, Jan A.P. Kaczmarek, Witold Lutosławski, Henryk Górecki. Jednym z najbardziej rozpoznawalnych współczesnych kompozytorów muzyki poważnej i filmowej był Wojciech Kilar, który m.in. skomponował muzykę do takich filmów jak Pan Tadeusz, Dracula, Ziemia obiecana i Pianista.
Tradycje muzyki ludowej są kultywowane m.in. przez Państwowy Zespół Ludowy Pieśni i Tańca „Mazowsze” oraz Zespół Pieśni i Tańca „Śląsk”. W Polsce odbywa się wiele cyklicznych koncertów muzyki klasycznej, m.in. Międzynarodowy Konkurs Pianistyczny im. Fryderyka Chopina w Warszawie, Międzynarodowy Konkurs Pianistyczny im. Ignacego Jana Paderewskiego w Bydgoszczy, Festiwal Pianistyki Polskiej w Słupsku i Polickie Dni Muzyki „Cecyliada” w Policach.

### Film
Reżyserzy polscy, których filmy zgłoszone zostały do rywalizacji o Oscara w kategorii filmu nieanglojęzycznego: Jerzy Antczak, Sławomir Fabicki, Feliks Falk (2 razy), Robert Gliński, Jerzy Hoffman, Andrzej Jakimowski, Jerzy Kawalerowicz (3 razy), Dorota Kędzierzawska, Krzysztof Kieślowski (3 razy), Agnieszka Holland, Jerzy Skolimowski (1 raz), Jan Jakub Kolski, Andrzej Kotkowski, Kazimierz Kutz (2 razy), Witold Leszczyński, Juliusz Machulski, Czesław Petelski, Magdalena Piekorz, Radosław Piwowarski, Roman Polański, Jerzy Stuhr, Piotr Trzaskalski, Andrzej Wajda (7 razy), Leszek Wosiewicz, Krzysztof Zanussi (4 razy).
W Polsce odbywa się szereg festiwali filmowych o wieloletniej tradycji, m.in. Krakowski Festiwal Filmowy, Ińskie Lato Filmowe, Festiwal Filmowy w Gdyni i Festiwal Filmów Kultowych w Katowicach.

### Środki masowego przekazu

#### Stacje telewizyjne

##### Telewizja publiczna

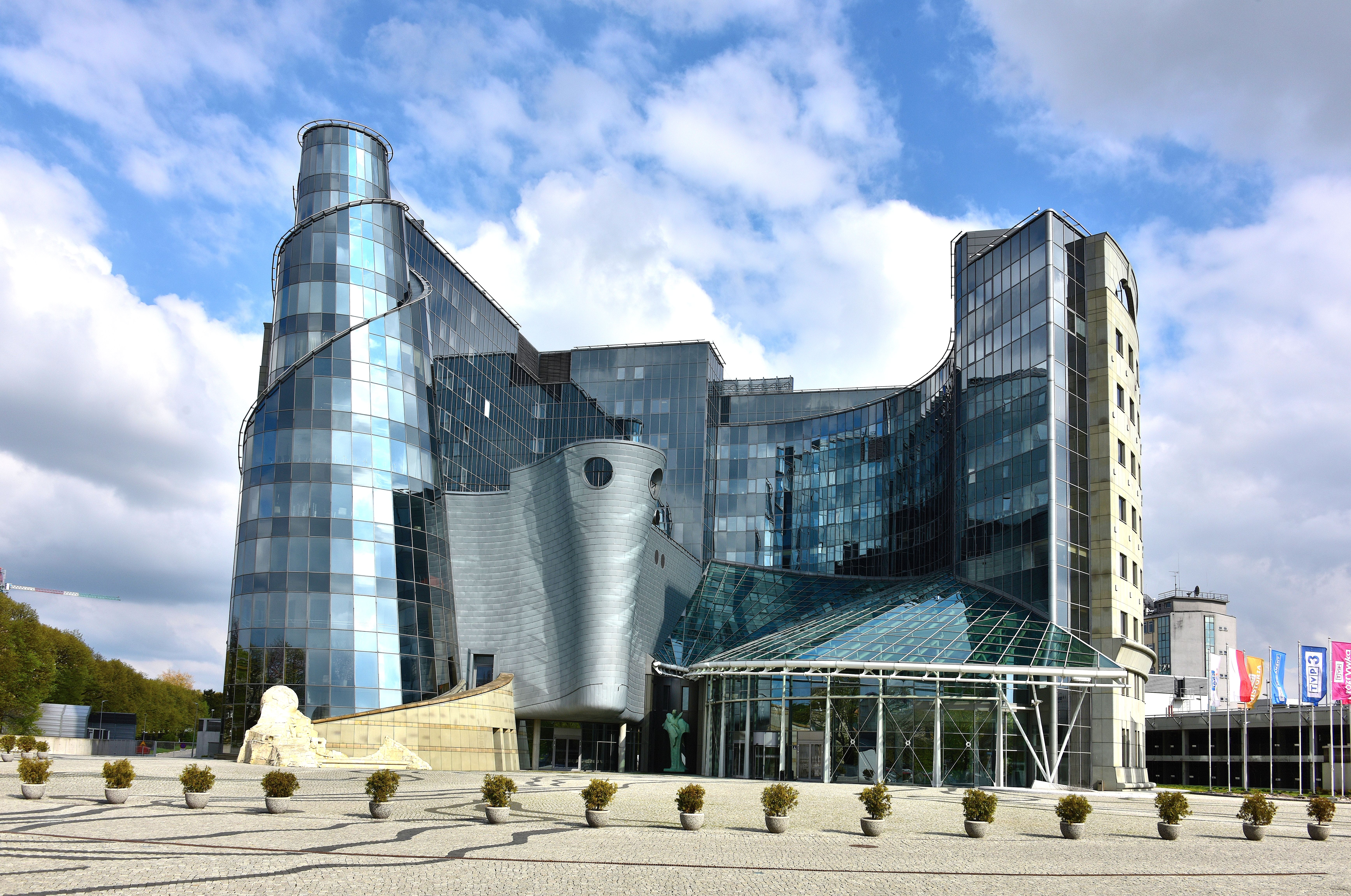
Siedziba TVP w Warszawie

Historia telewizji w Polsce sięga roku 1937, kiedy w Warszawie uruchomiona została pierwsza doświadczalna stacja telewizyjna. W 1959 emisję regularnego programu rozpoczął nadawca publiczny – Telewizja Polska. Od 1970 nadawany jest program 2 telewizji publicznej, a od 1992 – program satelitarny dla Polonii zagranicznej. W Polsce działają następujące kanały publicznej TVP: TVP1, TVP2, TVP3, TVP Info, TVP Polonia, TVP Kultura, TVP Historia, TVP Sport, TVP ABC, TVP Kobieta, Biełsat TV, TVP HD, TVP Seriale, TVP Rozrywka, TVP Dokument, TVP1 HD i TVP2 HD. Poza tym istnieje 16 ośrodków regionalnych TVP.

##### Telewizje prywatne
Pierwszą prywatną polską telewizją o zasięgu lokalnym była PTV Echo, założona w roku 1990, która z czasem wraz z innymi prywatnymi telewizjami lokalnymi utworzyła ogólnopolską sieć o nazwie Polonia 1. W 1992 roku powstała kolejna telewizja prywatna, ale nie lokalna o nazwie Polsat, która w 1993 roku dostała koncesję na nadawanie naziemne. Obecnie w Polsce działają prywatne telewizje: TVN, Polsat, Polonia 1, Tele 5, Canal+ Polska, Telewizja Trwam, Telewizja Republika, TV4, TV Puls, Superstacja, MTV Polska, 4fun.tv, Discovery Channel i TVS.

##### Platformy satelitarne i telewizje kablowe
Na terenie Polski działają platformy satelitarne: Polsat Box, Canal+ Platforma, N na kartę, Orange TV. Największe sieci kablowe to: UPC Polska, Multimedia Polska i Vectra.

#### Stacje radiowe
W domenie przekazu radiowego, działa publiczne Polskie Radio: Jedynka, Dwójka, Trójka, Czwórka. Poza publicznym Polskim Radiem, działa radio prywatne: Radio Zet, RMF FM, Radio Złote Przeboje, Radio Maryja, Radio Eska, Meloradio, RMF Maxx, Antyradio, Rock Radio i inne, a także wiele stacji lokalnych i internetowych.

#### Prasa
Według danych Związku Kontroli Dystrybucji Prasy, największą sprzedaż wśród dzienników płatnych, które poddały się kontroli nakładu, mają (dane za grudzień 2017, w kolejności od największego): „Fakt”, „Super Express”, „Gazeta Wyborcza”, „Rzeczpospolita”, „Dziennik Gazeta Prawna”, Przegląd Sportowy, „Gazeta Polska Codziennie”.
Najchętniej kupowanymi tygodnikami opinii w roku 2017 były: „Tygodnik Angora”, „Gość Niedzielny”, „Polityka”, „Newsweek Polska”, „W Sieci”, „Do Rzeczy”, „Gazeta Polska”.

#### Portale internetowe
Największymi polskimi portalami są: Wirtualna Polska (WP), Onet.pl, Gazeta.pl, Interia, które oferują m.in. darmową pocztę elektroniczną, czat, a niektóre również blogi.
Najpopularniejszymi portalami społecznościowymi są polskojęzyczny Facebook, Twitter, Instagram i Snapchat.

### Kuchnia
Na kształtowanie się swoistych cech kuchni polskiej miały wpływ przemiany historyczne. Na przestrzeni dziejów kuchnia polska ulegała wpływom i zmianom regionalnym, zwłaszcza że tereny Rzeczypospolitej Polskiej historycznie zamieszkiwała zmieniająca się mozaika narodów. W efekcie silne są kulinarne wpływy wschodnie (tatarsko-tureckie, wcześniej mongolskie), rusińskie, niemieckie, francuskie, włoskie i żydowskie.
Popularnym napojem jest herbata pita często z dodatkiem plasterka cytryny i słodzona cukrem. Herbata przybyła do Polski z Anglii wkrótce po jej ukazaniu się w Zachodniej Europie (za sprawą kupców holenderskich). Jednak jej rozpowszechnienie przypisywane jest zaborcom rosyjskim w XIX wieku. Wówczas do polskich domów w tzw. Kongresówce trafiły samowary z Rosji, gdzie herbata niezależnie pojawiła się w postaci daru z Chin na dworze carskim, na ok. 50 lat przed jej rozpowszechnieniem w Holandii. Popularna jest także kawa, powszechnie pita w Polsce od XVIII wieku, także przez niższe warstwy społeczne, jak rzemieślnicy czy zamożne chłopstwo.
Wiele potraw zostało uznanych za produkty tradycyjne i wpisanych na Listę Produktów Tradycyjnych. Są one wizytówkami poszczególnych regionów (np. jagnięcina podhalańska) lub pojedynczych miejscowości (jak pasztecik szczeciński).

### Sport
Najpopularniejszym sportem w Polsce jest piłka nożna. Największe sukcesy w tej dyscyplinie reprezentacja Polski w piłce nożnej odnosiła w latach 70. do początku lat 80., kiedy to na Mistrzostwach Świata w Piłce Nożnej zajęła 3. miejsca w 1974 i 1982. Drużyna narodowa zdobyła również złoty medal na Letnich Igrzyskach Olimpijskich w 1972 roku, a także dwa srebrne medale w 1976 oraz w 1992. 18 kwietnia 2007 prezydent UEFA Michel Platini ogłosił, że Mistrzostwa Europy w Piłce Nożnej w 2012 roku odbędą się w Polsce i na Ukrainie. Polskie miasta-gospodarze meczów tej imprezy to Warszawa, Gdańsk, Poznań i Wrocław.
Najwyższa liga piłki nożnej w Polsce mężczyzn nazywa się Ekstraklasa (do 2008 roku I liga), natomiast kobiet nazywa się Ekstraliga (do 2006 roku I liga kobiet). W Ekstraklasie występuje od sezonu 2021/2022 18 zespołów, natomiast w Ekstralidze 12.
Mimo że w Polsce znacznie popularniejsza jest piłka nożna, Polacy znacznie większe sukcesy odnieśli w siatkówce, w której są obok Brazylijczyków aktualnie największą potęgą na świecie i jedną z najsilniejszych reprezentacji w historii. Mężczyźni trzykrotnie zdobyli mistrzostwo świata w latach 1974, 2014 oraz 2018.
Dyscypliną sportową, której przedstawiciele odnieśli najwięcej sukcesów, jest lekkoatletyka. W okresie międzywojennym medale olimpijskie zdobywali: Halina Konopacka, Janusz Kusociński, Stanisława Walasiewicz, Jadwiga Wajsówna, Maria Kwaśniewska.
Po II wojnie światowej, od połowy lat 50. do 1966, w okresie tzw. Wunderteamu, polscy lekkoatleci staczali wyrównane pojedynki z lekkoatletami USA i ZSRS. Do najwybitniejszych zawodników w tym okresie należeli: Janusz Sidło, Elżbieta Duńska-Krzesińska, Zdzisław Krzyszkowiak, Józef Szmidt, Teresa Ciepły, Irena Kirszenstein-Szewińska, Ewa Kłobukowska. Wysoki międzynarodowy poziom prezentowali lekkoatleci lat 70. (m.in. Władysław Komar, Tadeusz Ślusarski, Władysław Kozakiewicz, Jacek Wszoła).
Po okresie znacznego obniżenia poziomu w połowie lat 80., polska lekkoatletyka powróciła do światowej elity w okresie III Rzeczypospolitej. Cztery złote medale olimpijskie w chodzie sportowym zdobył Robert Korzeniowski. Jedną z najwybitniejszych polskich sportsmenek jest wielokrotna rekordzistka świata, młociarka Anita Włodarczyk, dwa złote medale olimpijskie w pchnięciu kulą wywalczył Tomasz Majewski.
Obok lekkiej atletyki tradycyjnie mocnymi dyscyplinami olimpijskimi były na przestrzeni dziesięcioleci również boks, podnoszenie ciężarów, szermierka, zapasy, kolarstwo, wioślarstwo i kajakarstwo. Szereg sukcesów odnosili przedstawiciele strzelectwa, jeździectwa, pięcioboju nowoczesnego i żeglarstwa.
Dużym zainteresowaniem cieszy się w Polsce również sport żużlowy. Najwyższa liga żużlowa w Polsce to Speedway Ekstraliga. Jest to również najlepsza liga żużlowa na świecie. W przeszłości indywidualne tytuły mistrza świata zdobywali Jerzy Szczakiel i Tomasz Gollob. Dziś sukcesy na arenie międzynarodowej odnosi m.in. Bartosz Zmarzlik, który jest wielokrotnym mistrzem świata. Najbardziej utytułowane kluby żużlowe w Polsce to Unia Leszno, ROW Rybnik i Stal Gorzów Wielkopolski.
Innym chętnie oglądanym sportem jest koszykówka, choć polskie ligi i reprezentacje w tej dyscyplinie nie stoją na wysokim poziomie.
W ostatnim okresie na znaczeniu zyskały skoki narciarskie dzięki sukcesom Adama Małysza i Kamila Stocha, Formuła 1 za sprawą Roberta Kubicy, piłka ręczna ze względu na sukcesy reprezentacji Polski na dwóch kolejnych mistrzostwach świata w roku 2007 i 2009 oraz w 2015, a także pływanie dzięki sukcesom m.in. Otylii Jędrzejczak i Pawła Korzeniowskiego, również tenis za sprawą sukcesów Igi Świątek. Szerokim echem odbiły się sukcesy biegaczy narciarskich (pięć medali olimpijskich Justyny Kowalczyk), biathlonistów, łyżwiarzy szybkich. Warto również podkreślić osiągnięcia przedstawicieli dyscyplin nieolimpijskich: sportu samolotowego, szybownictwa, sportów motorowodnych, bojerów, alpinizmu.

## Święta

### Dni ustawowo wolne od pracy
Na obszarze Polski, zgodnie z ustawą z dnia 18 stycznia 1951 o dniach wolnych od pracy, dniami wolnymi od pracy są wszystkie niedziele oraz 14 dni będących świętami: trzy państwowe, dziesięć katolickich oraz Nowy Rok (z tego dwa święta wypadają zawsze w niedzielę).